# Liste der Wappen in der Steiermark

Lage in Österreich
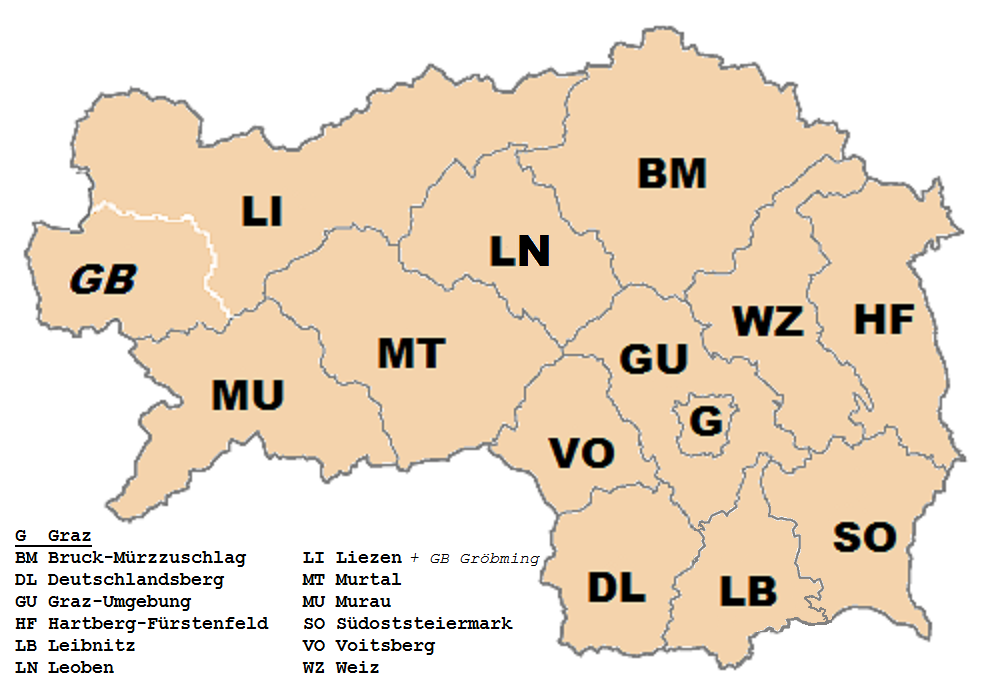
Politische Gliederung
Das steirische Landeswappen

Hinweis: Politische Bezirke sind keine Gebietskörperschaften, sondern reine Verwaltungseinheiten, und führen daher kein Wappen. Statutarstädte stehen (auch) in verwaltungsgliederischer Stufe mit einem Bezirk.

## Bezirk Bruck-Mürzzuschlag

Lage in der Steiermark
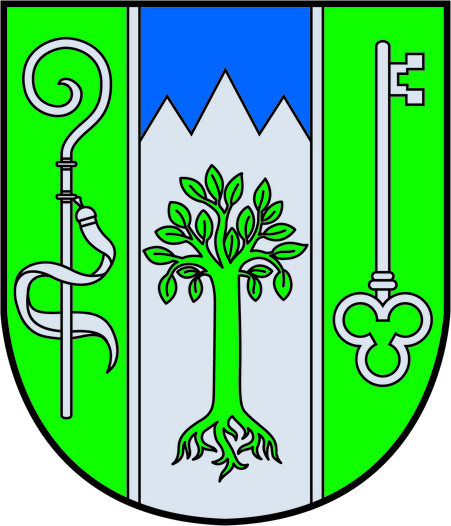
Aflenz
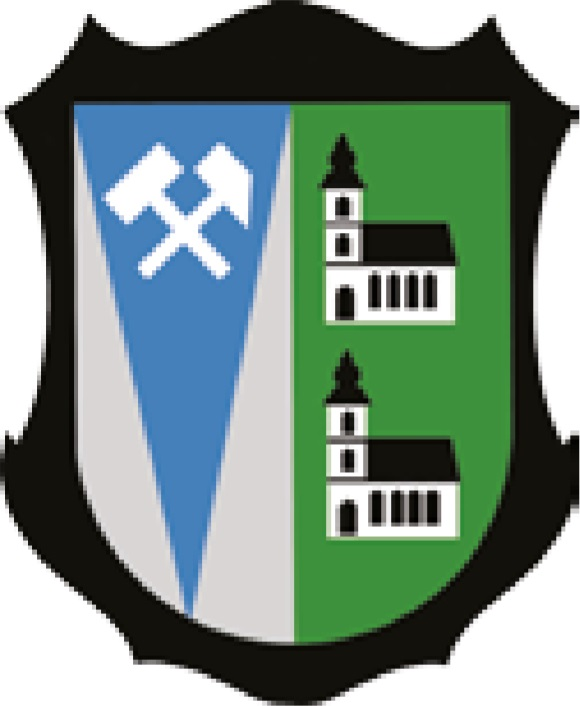
Breitenau am Hochlantsch
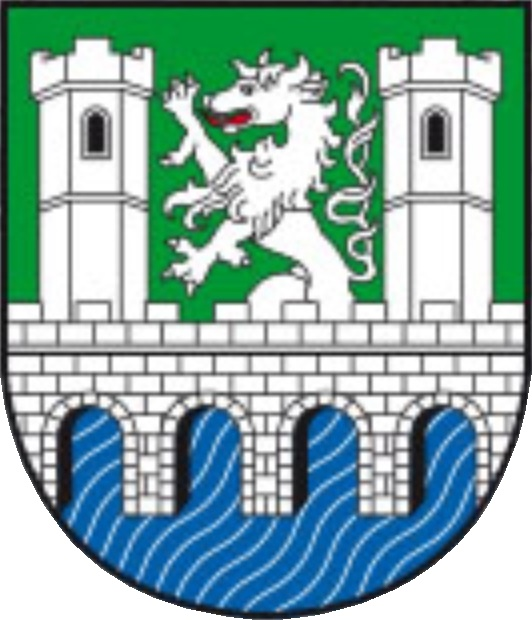
Bruck an der Mur
Kapfenberg
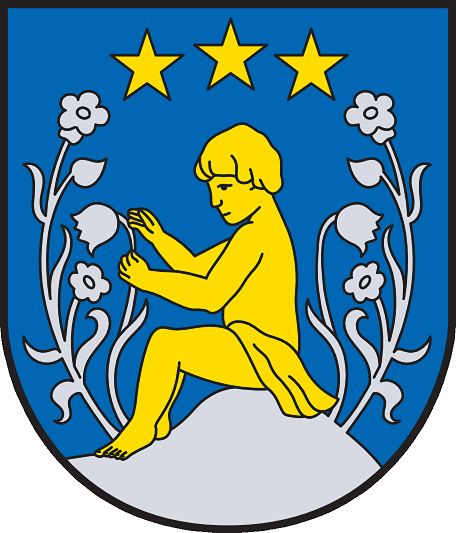
Kindberg
Krieglach
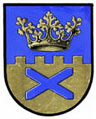
Langenwang
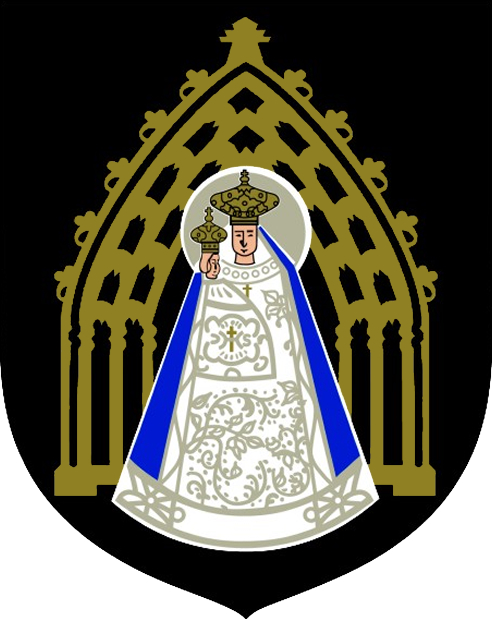
Mariazell
Mürzzuschlag
Neuberg an der Mürz
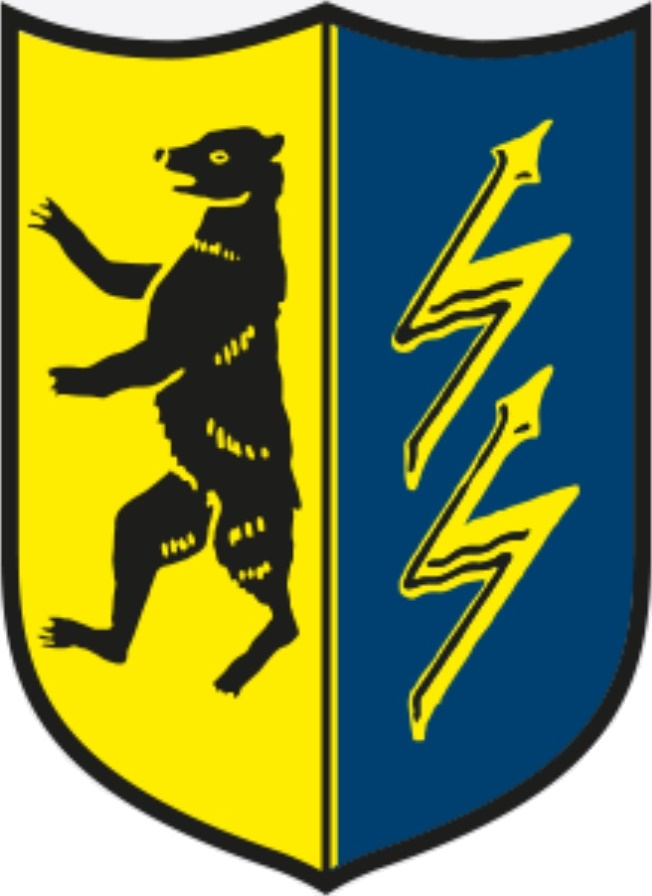
Pernegg an der Mur
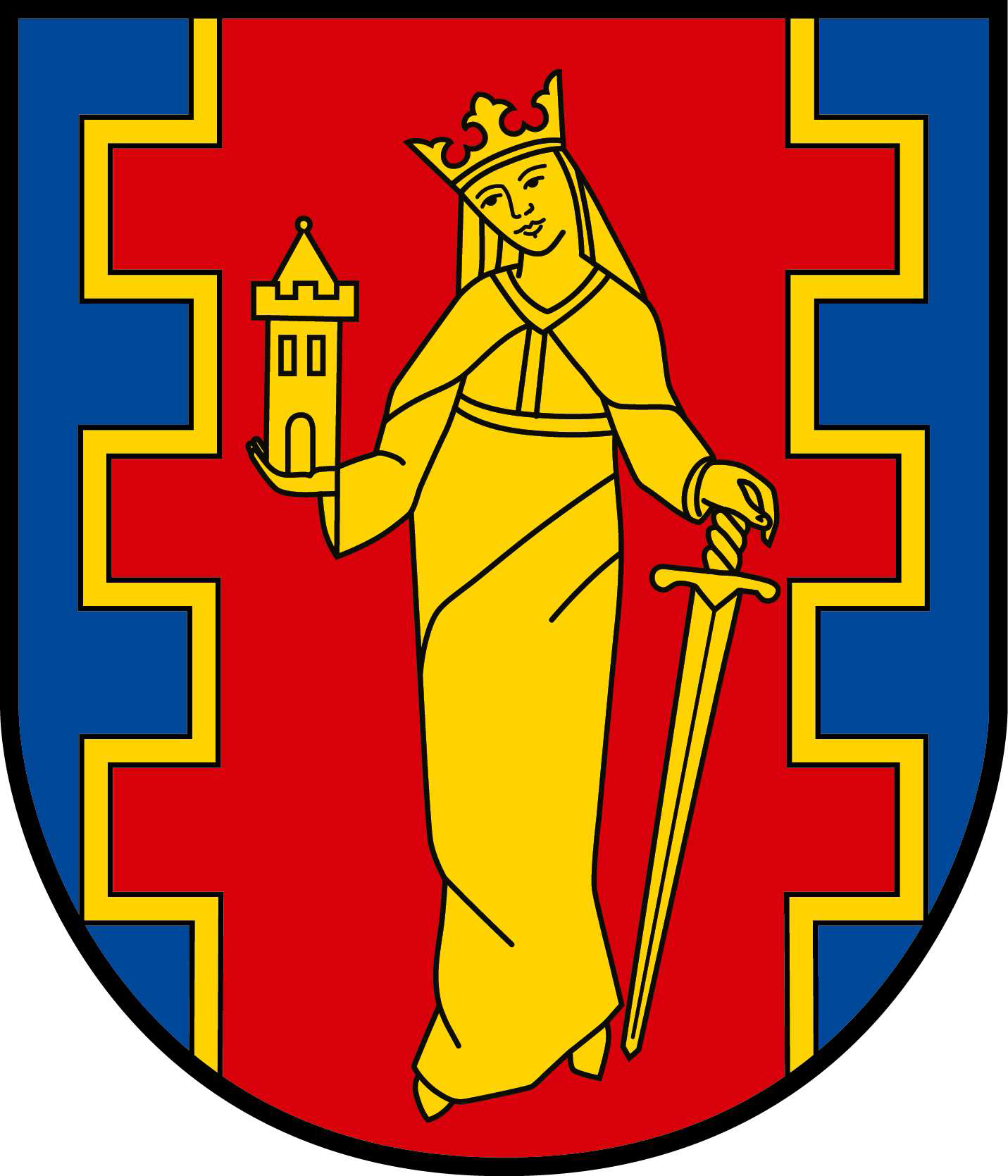
Sankt Barbara im Mürztal
Sankt Lorenzen im Mürztal
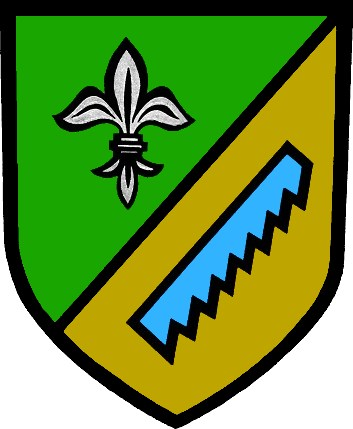
Sankt Marein im Mürztal
Spital am Semmering
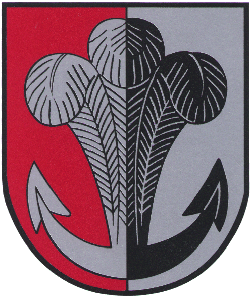
Stanz im Mürztal
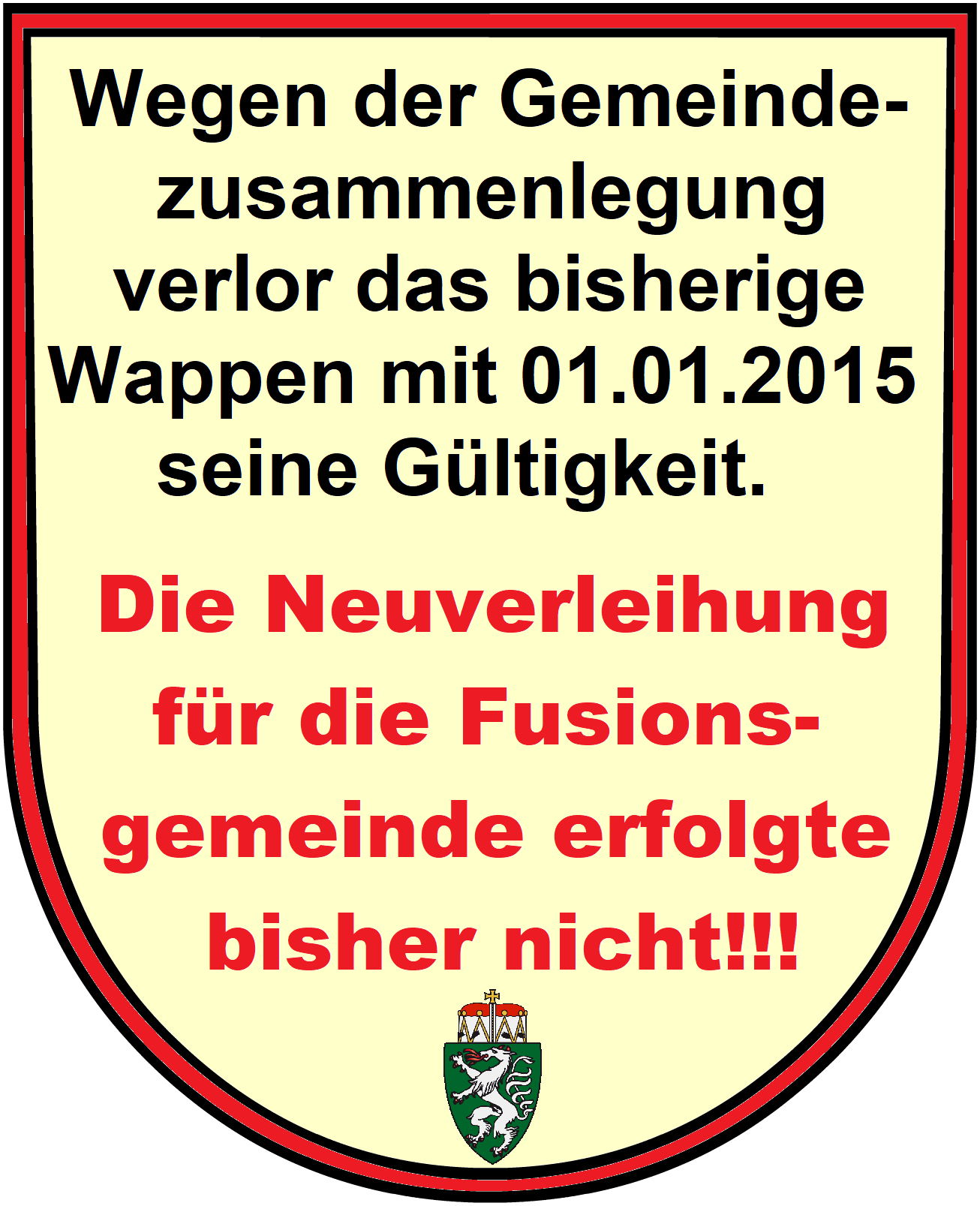
Thörl
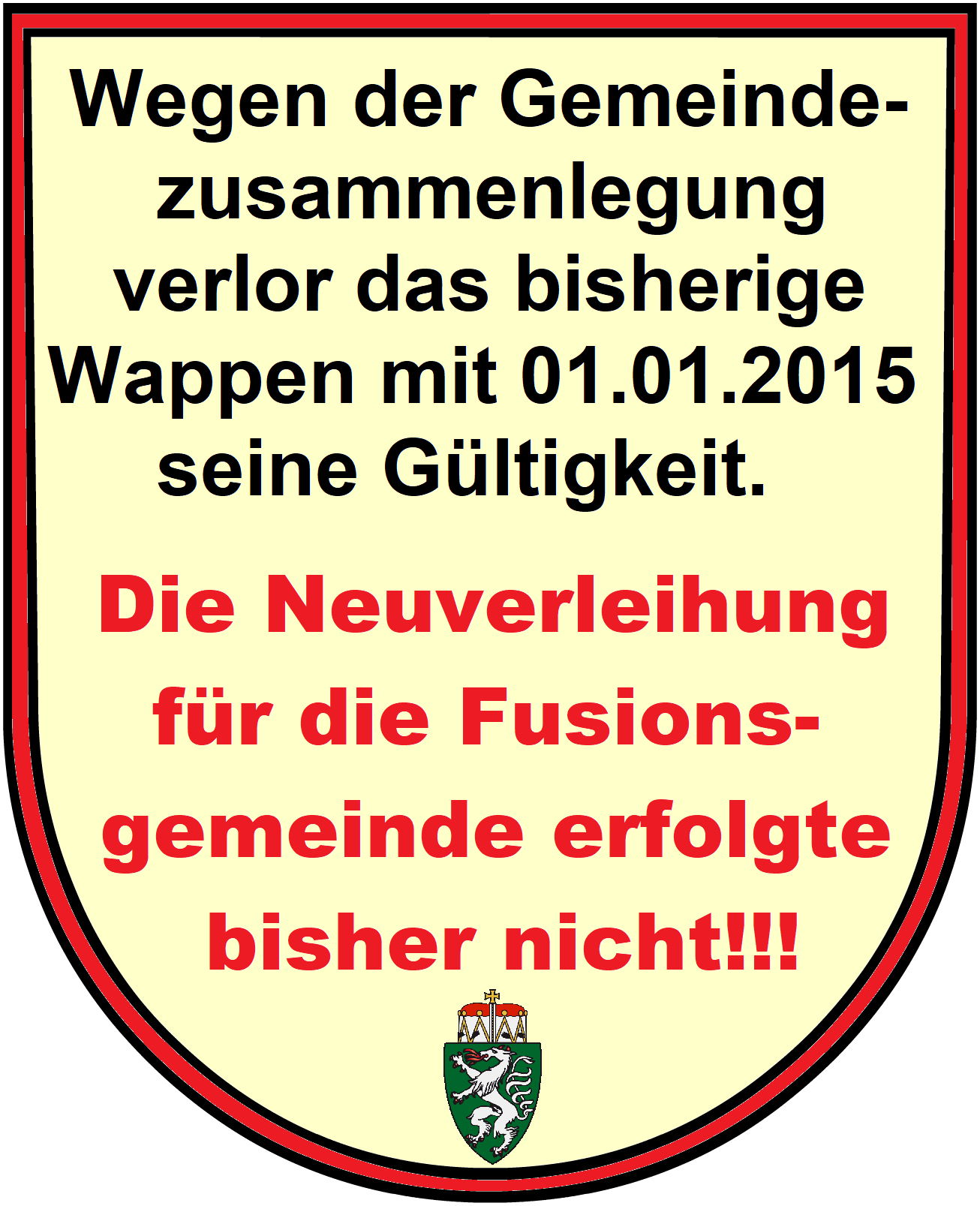
Tragöß-Sankt Katharein
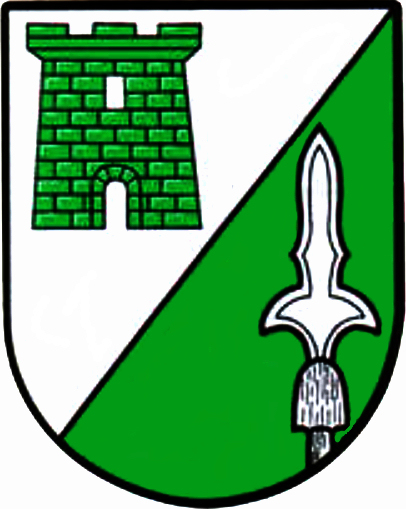
Turnau

## Bezirk Deutschlandsberg

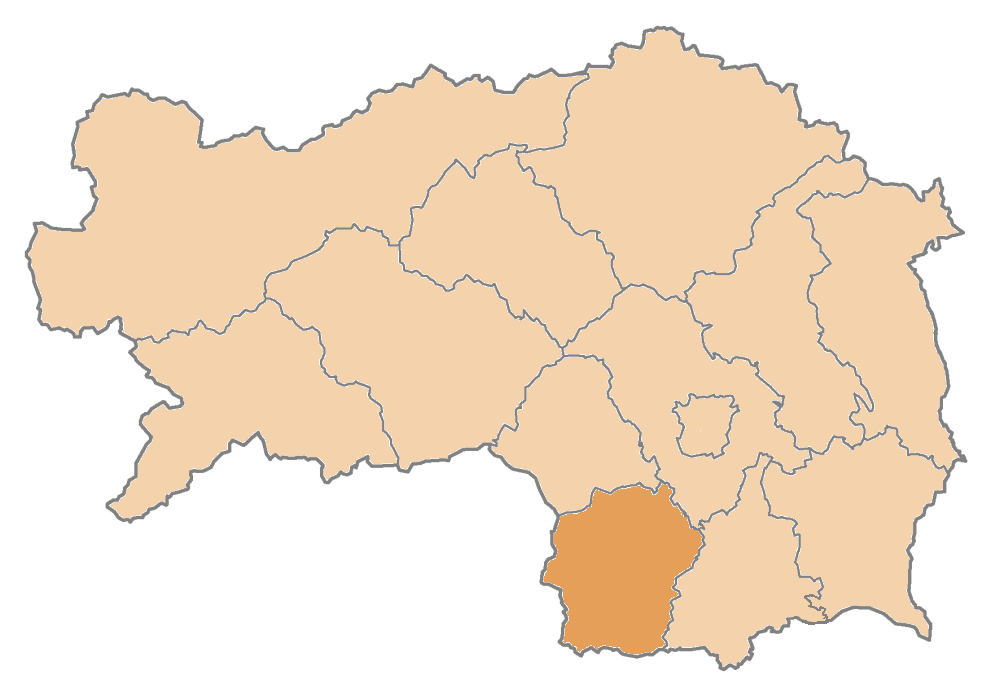
Lage in der Steiermark
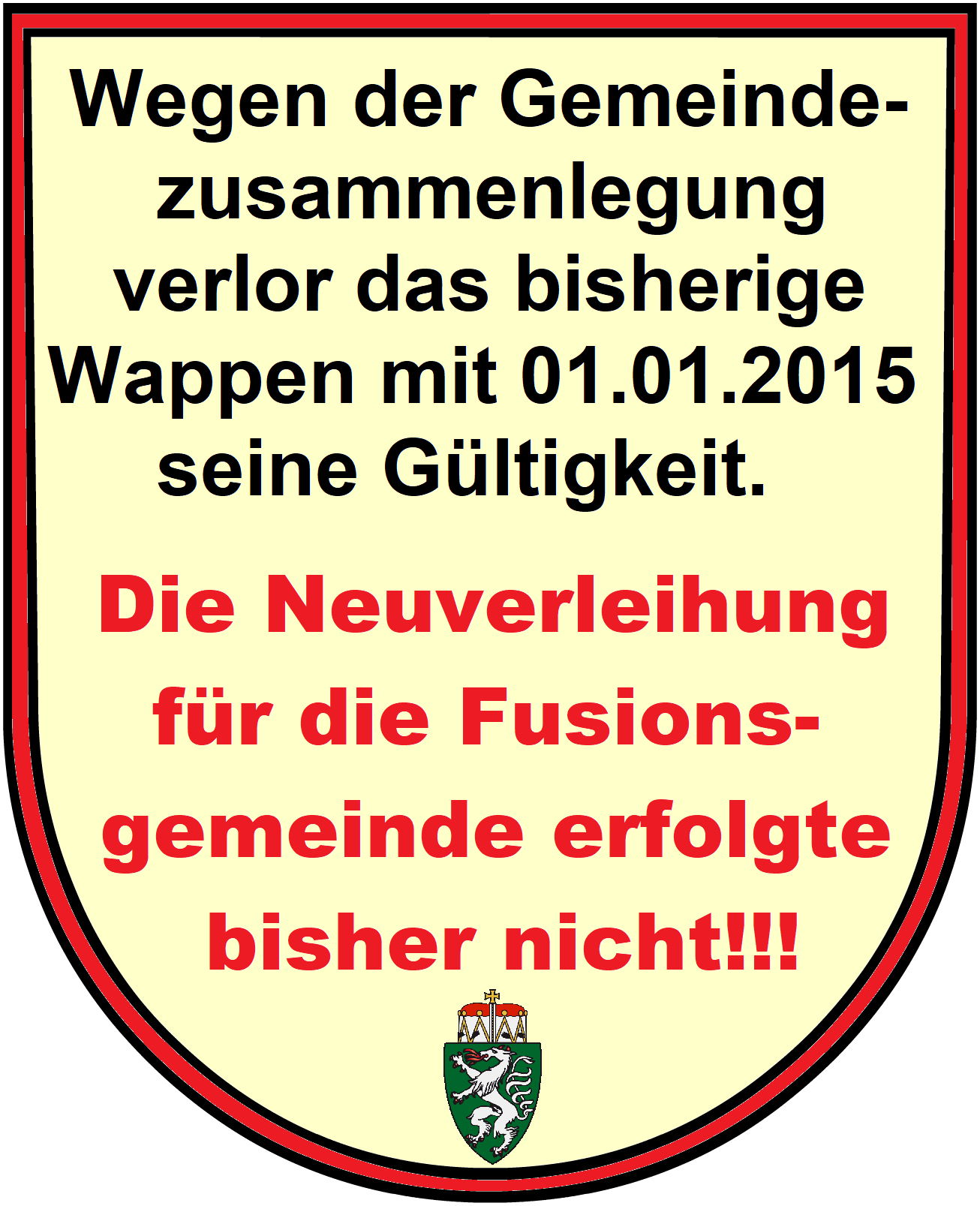
Bad Schwanberg
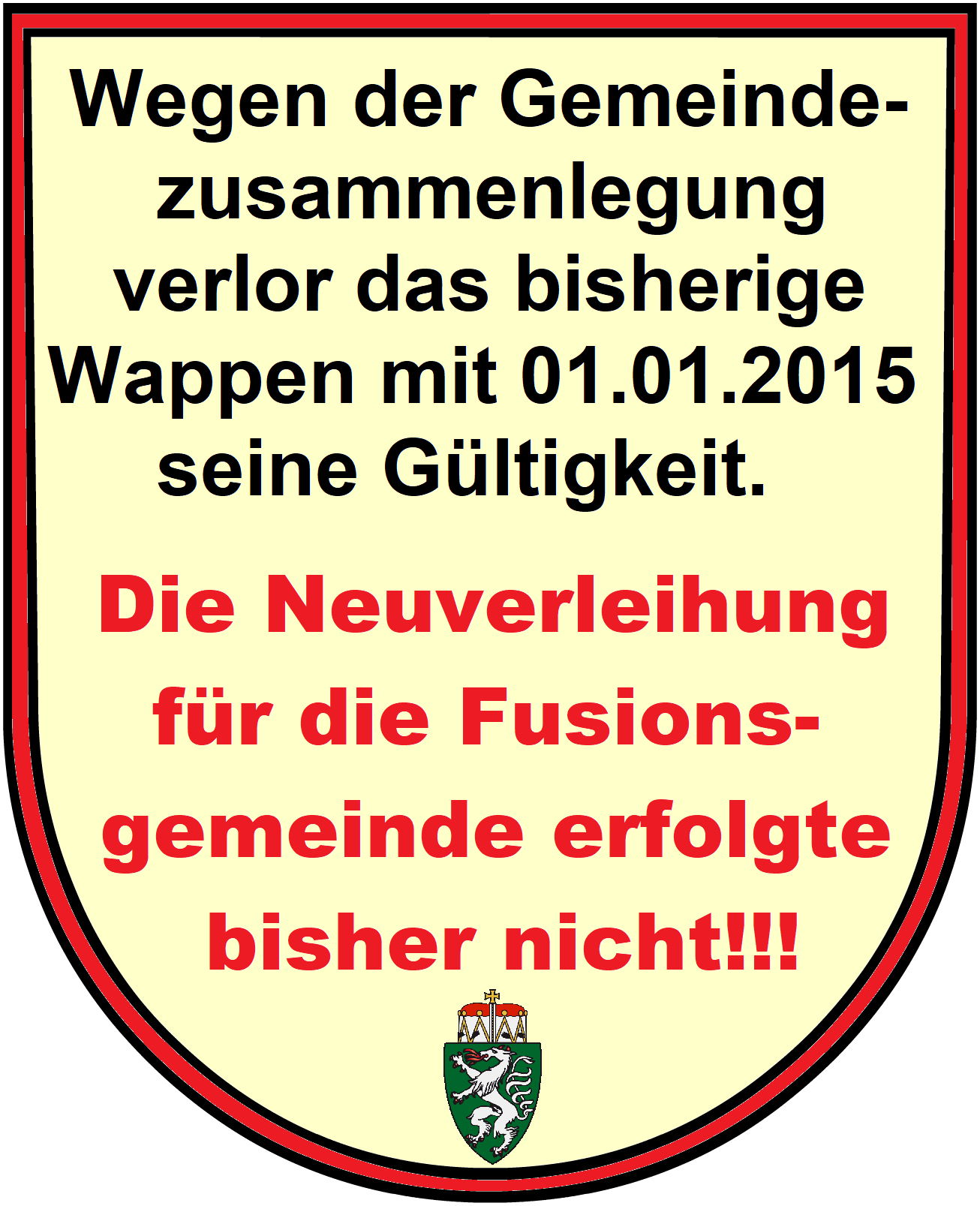
Deutschlandsberg
Eibiswald
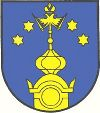
Frauental an der Laßnitz
Groß Sankt Florian
Lannach
Pölfing-Brunn
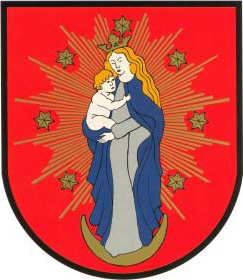
Preding
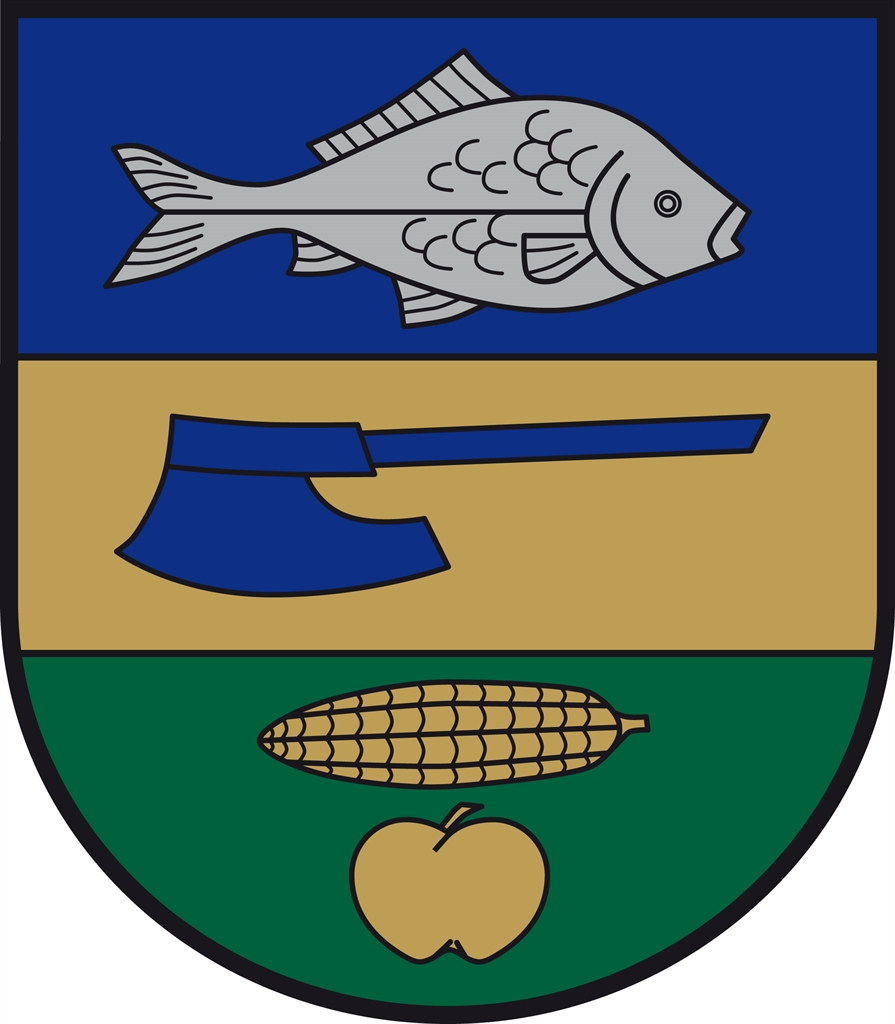
Sankt Josef
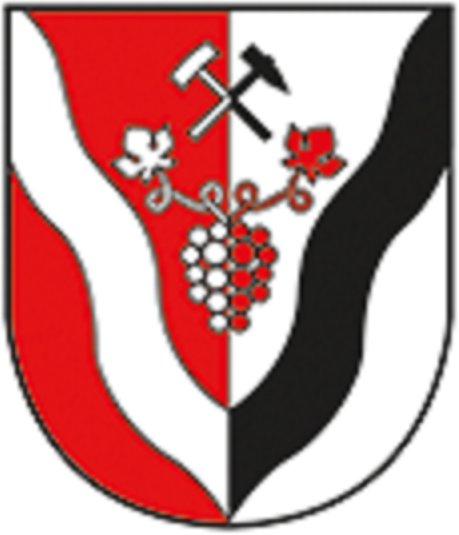
Sankt Martin im Sulmtal
Sankt Peter im Sulmtal
Sankt Stefan ob Stainz
Stainz
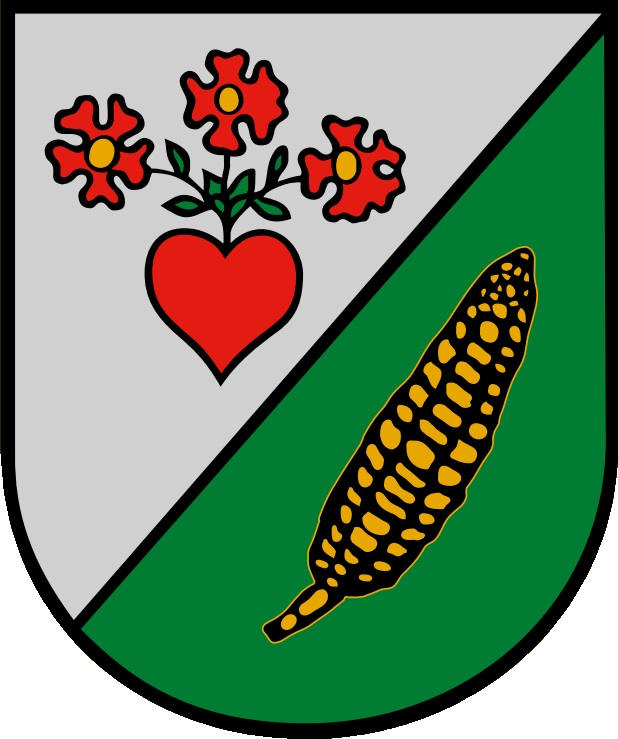
Wettmannstätten
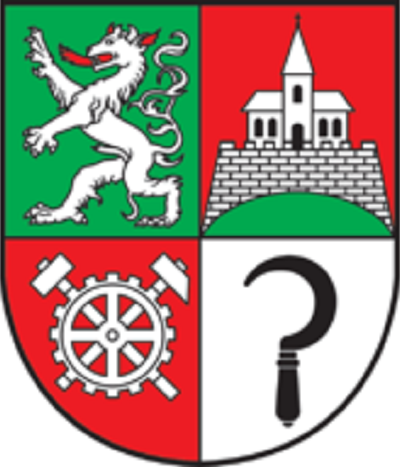
Wies

## StadtGraz

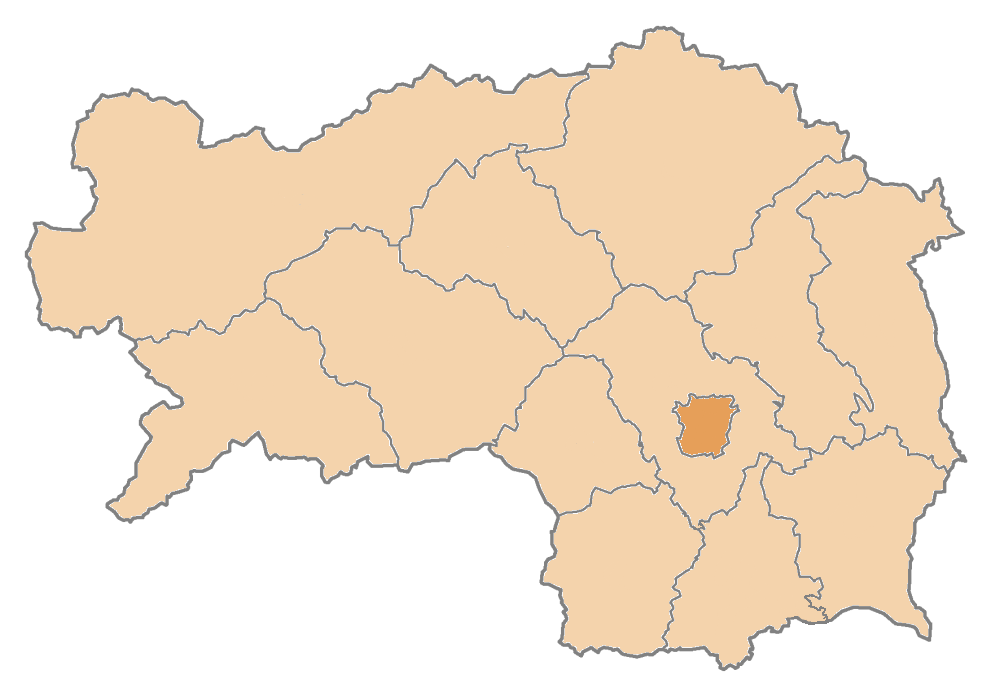
Lage in der Steiermark
Stadtwappen

## Bezirk Graz-Umgebung

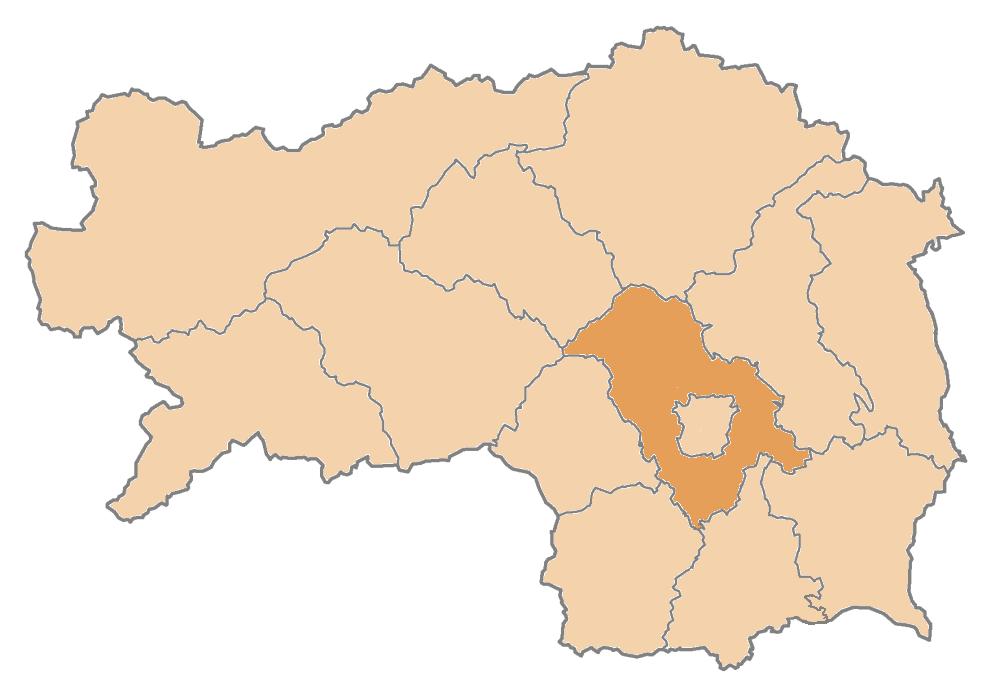
Lage in der Steiermark
Deutschfeistritz
Dobl-Zwaring
Eggersdorf bei Graz
Feldkirchen bei Graz
Fernitz-Mellach
Frohnleiten
Gössendorf
Gratkorn
Gratwein-Straßengel
Haselsdorf-Tobelbad
Hausmannstätten
Hitzendorf
Kainbach bei Graz
Kalsdorf bei Graz
Kumberg
Laßnitzhöhe
Lieboch
Nestelbach bei Graz
Peggau
Premstätten
Raaba-Grambach
Sankt Bartholomä
Sankt Marein bei Graz
Sankt Oswald bei Plankenwarth
Sankt Radegund bei Graz
Seiersberg-Pirka
Semriach
Stattegg
Stiwoll
Thal
Übelbach
Vasoldsberg
Weinitzen
Werndorf
Wundschuh

## Bezirk Hartberg-Fürstenfeld

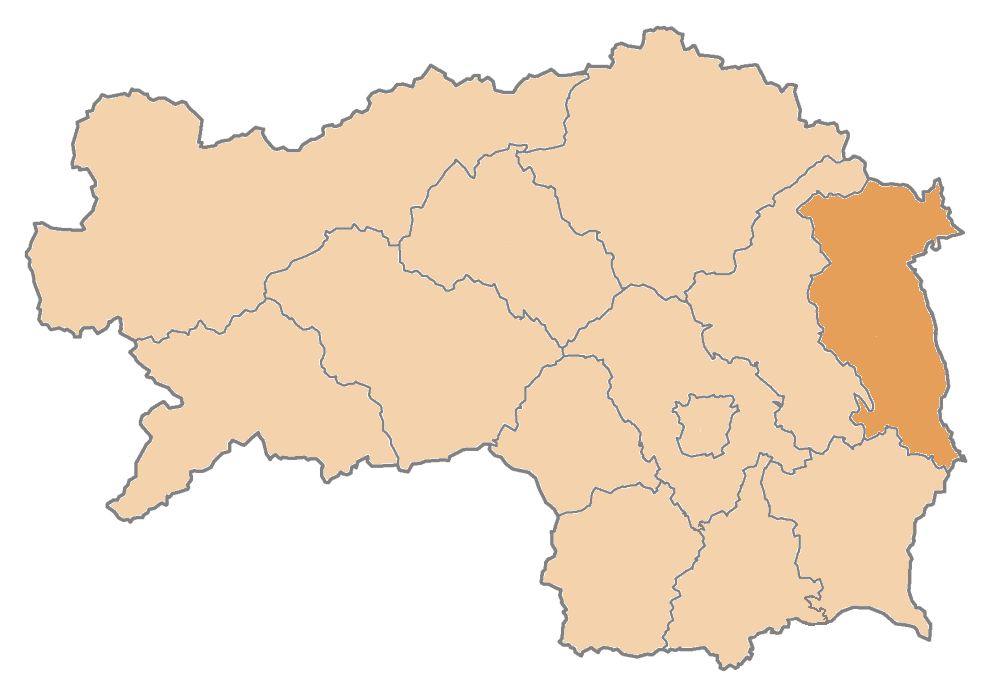
Lage in der Steiermark
Bad Blumau
Bad Loipersdorf
Bad Waltersdorf
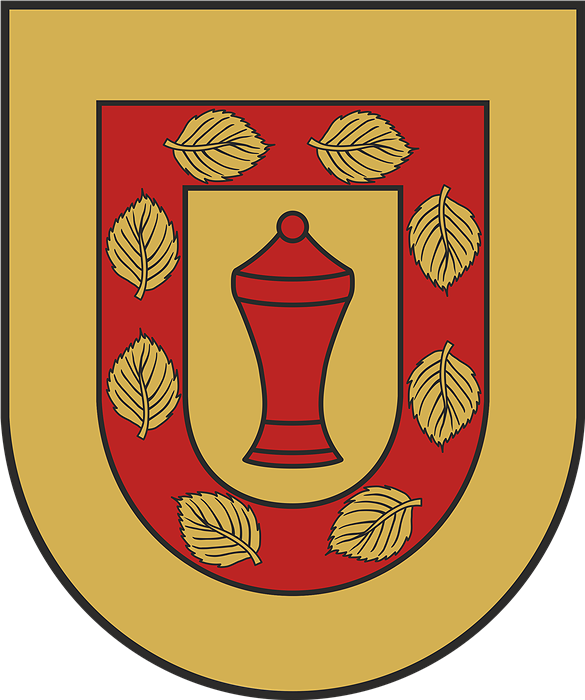
Buch-St. Magdalena
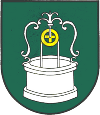
Burgau
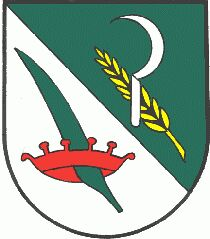
Dechantskirchen
Ebersdorf
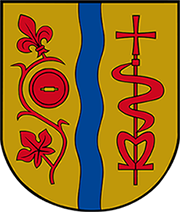
Feistritztal
Friedberg
Fürstenfeld
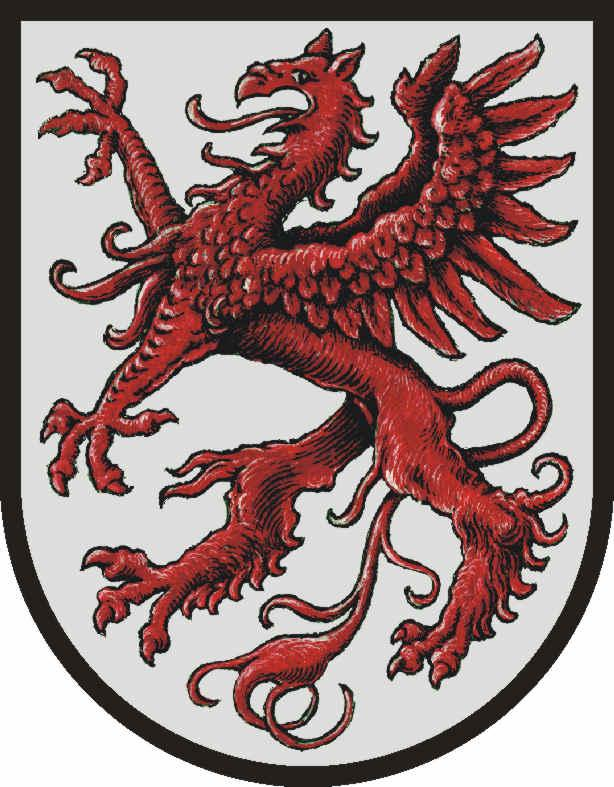
Grafendorf bei Hartberg
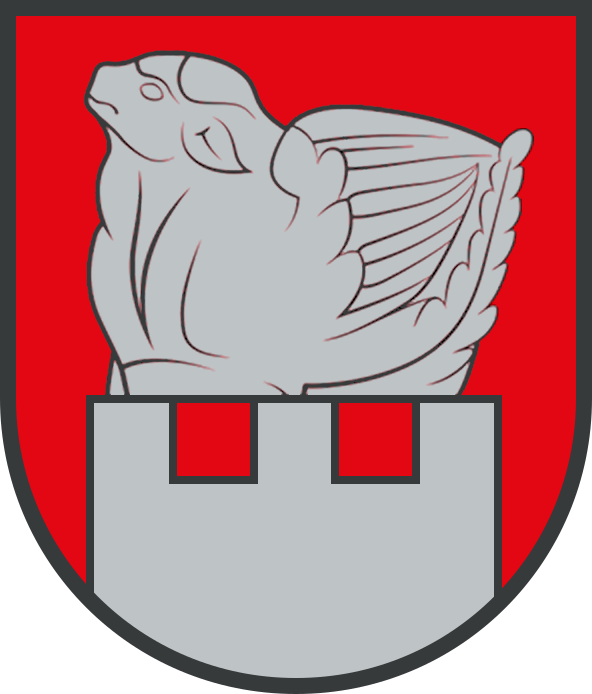
Greinbach
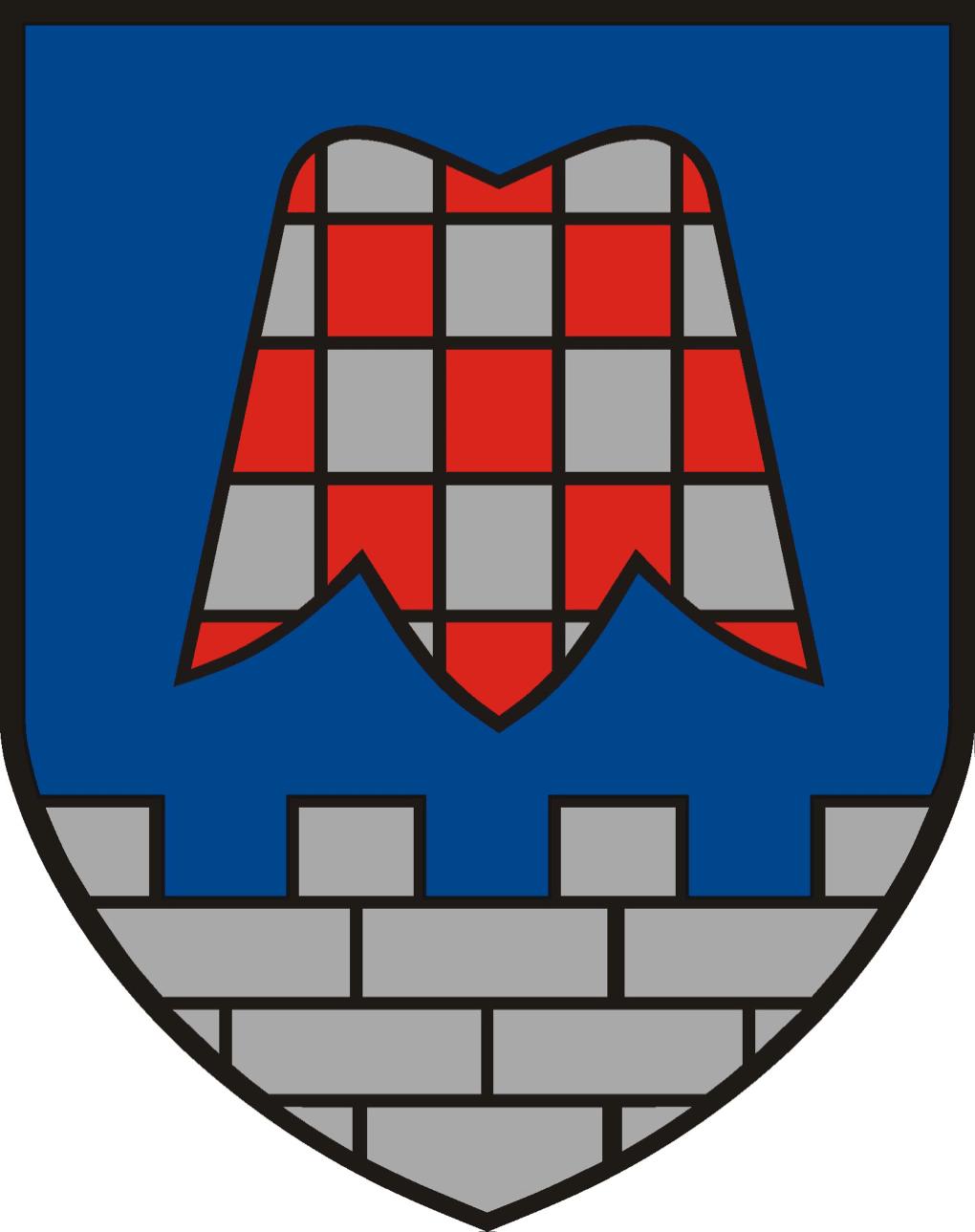
Großsteinbach
Großwilfersdorf
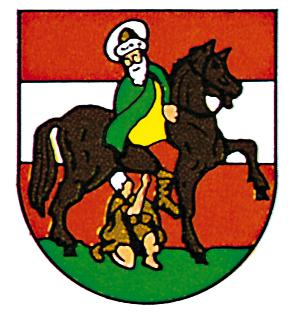
Hartberg
Hartberg Umgebung
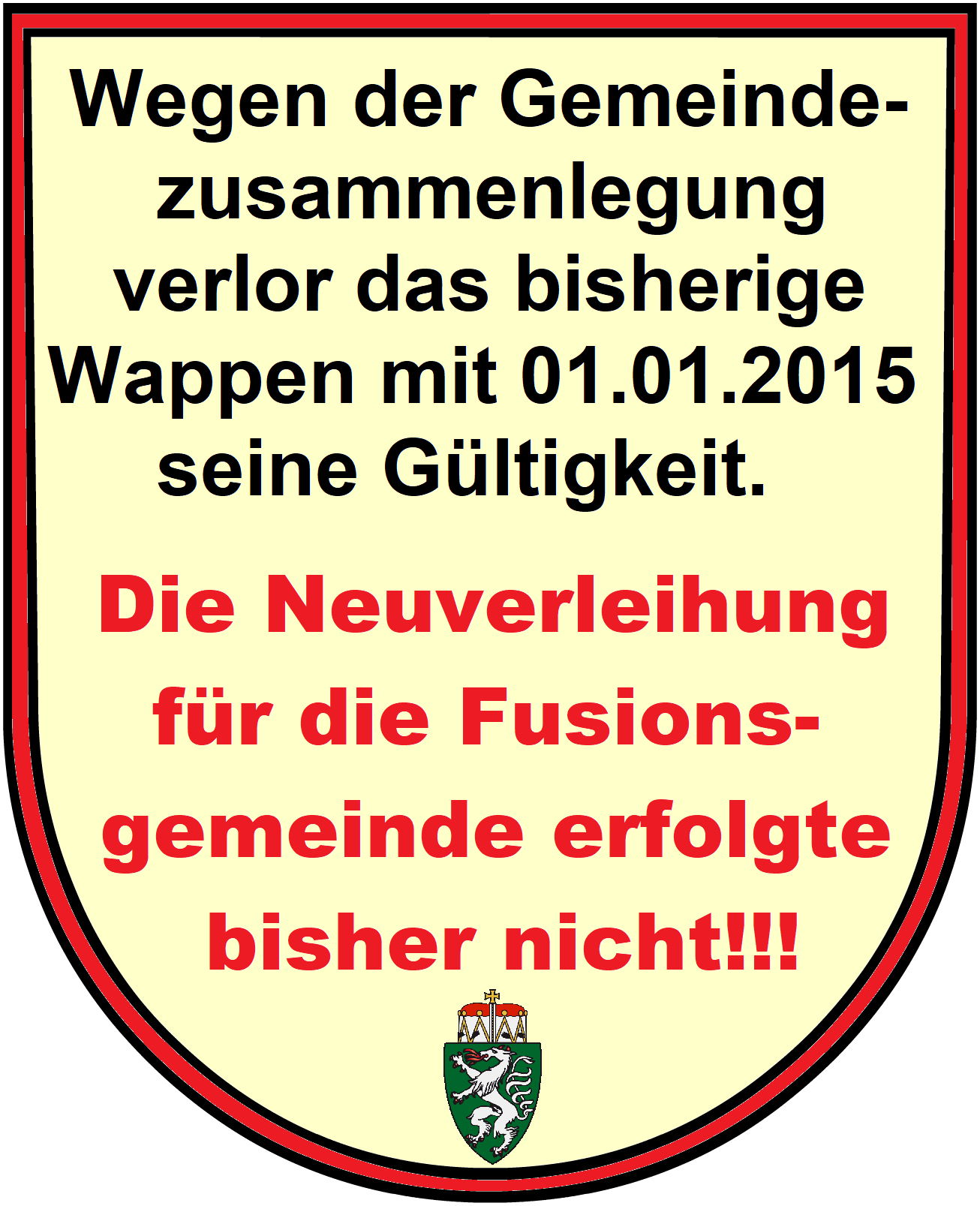
Hartl
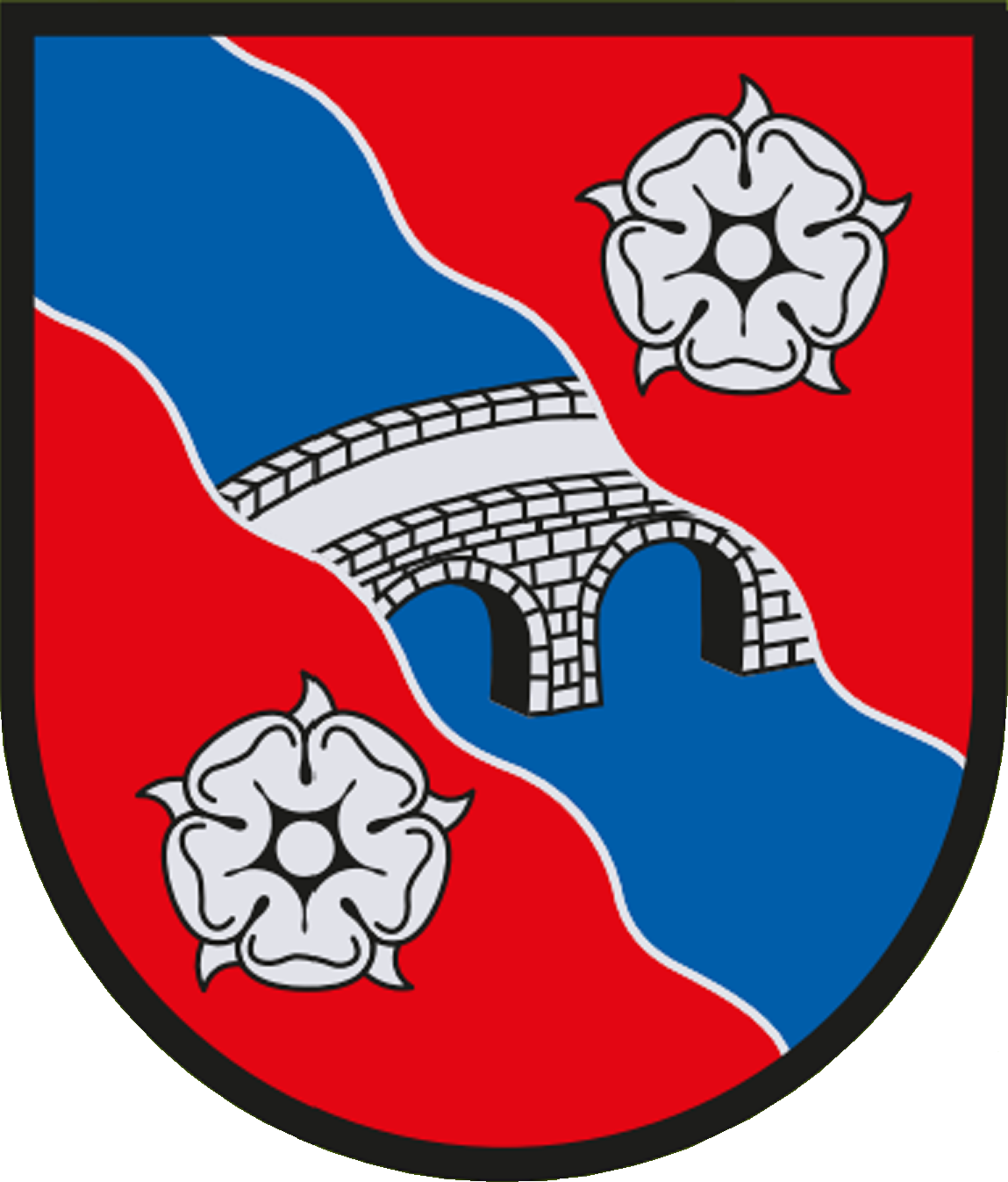
Ilz
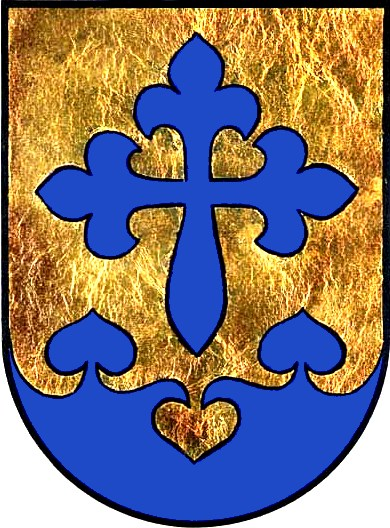
Kaindorf
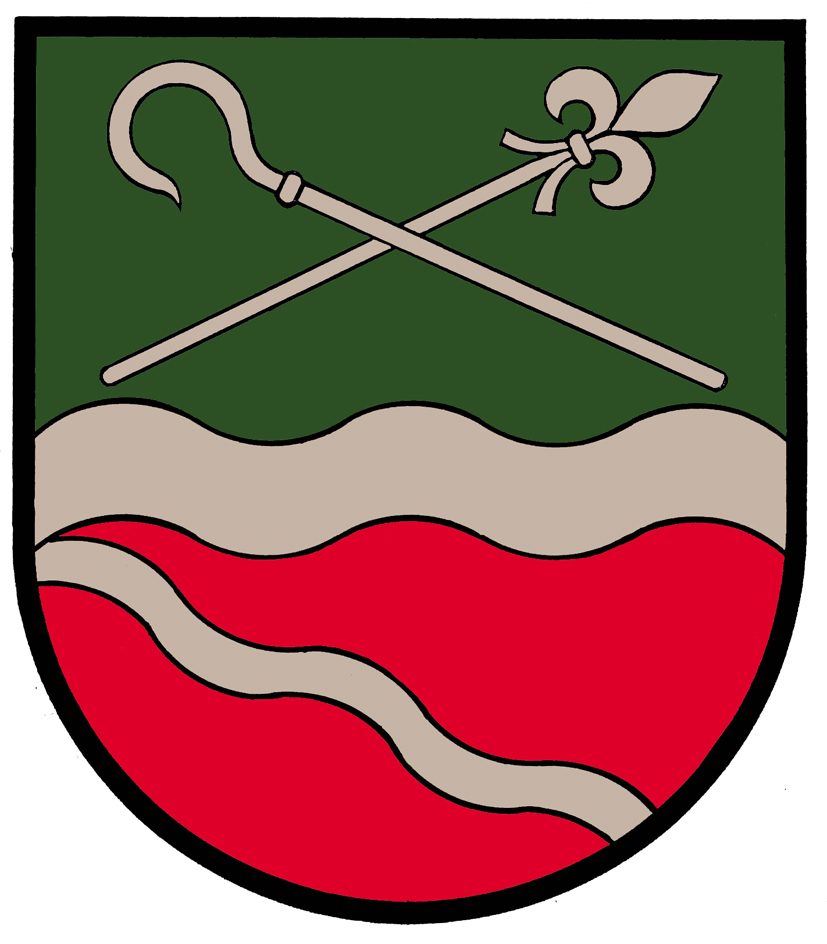
Lafnitz
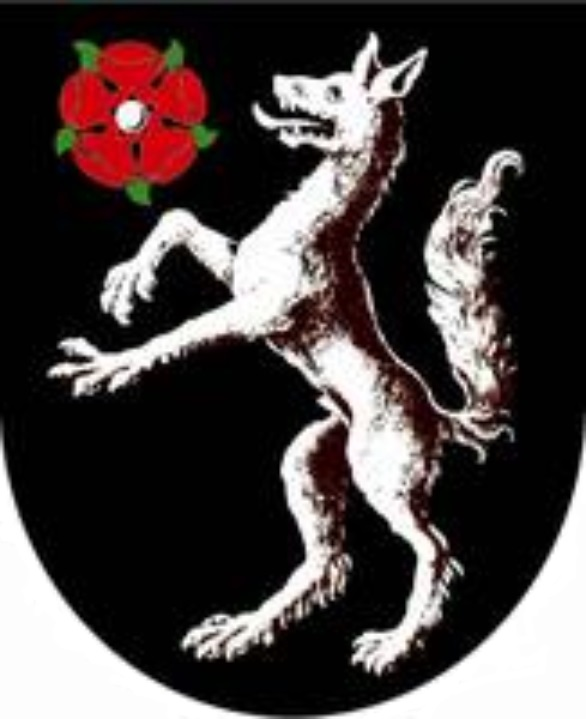
Neudau
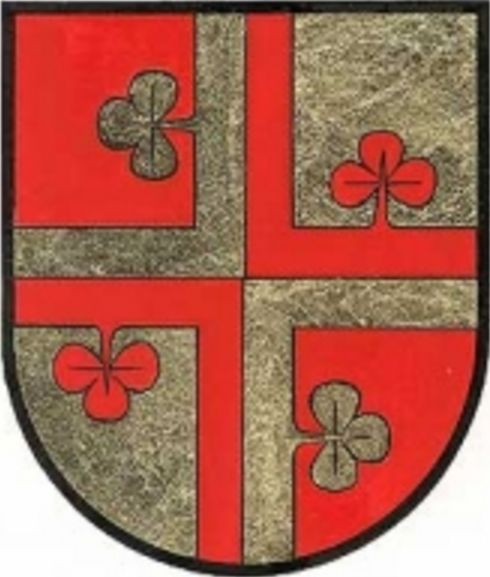
Ottendorf an der Rittschein
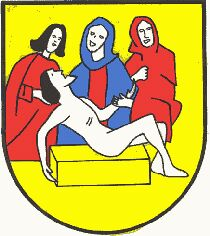
Pinggau
Pöllau
Pöllauberg
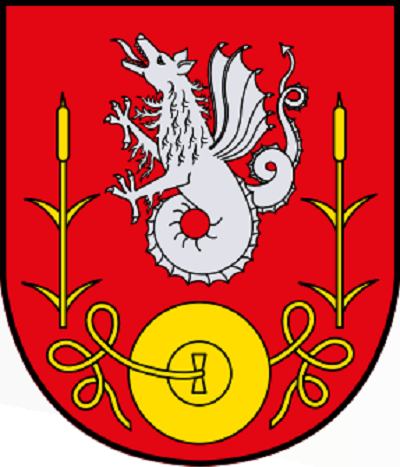
Rohr bei Hartberg
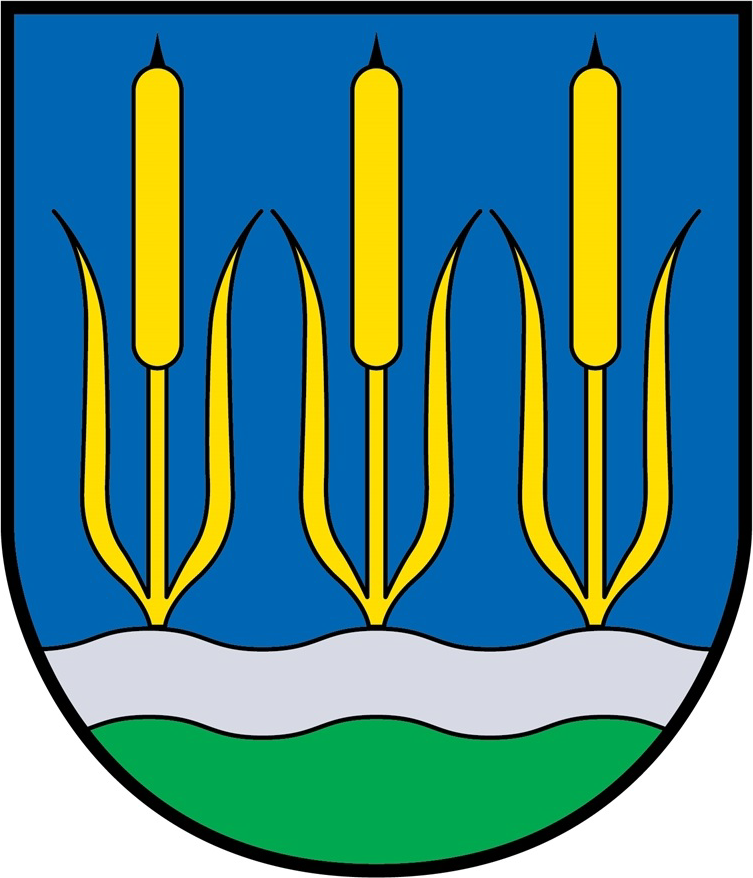
Rohrbach an der Lafnitz
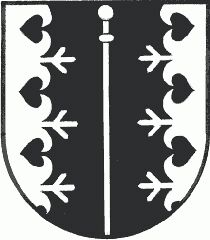
Sankt Jakob im Walde
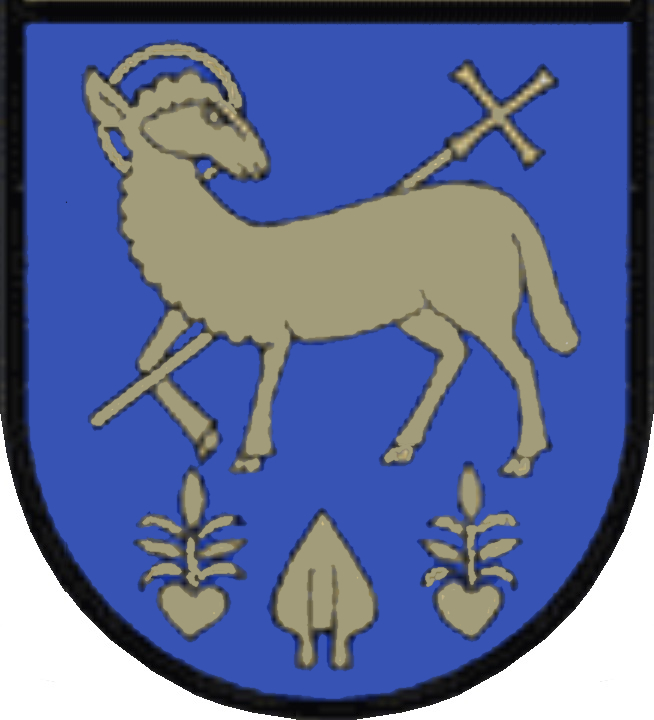
Sankt Johann in der Haide
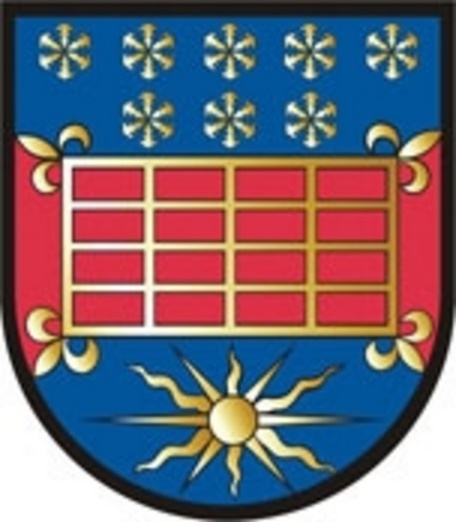
Sankt Lorenzen am Wechsel
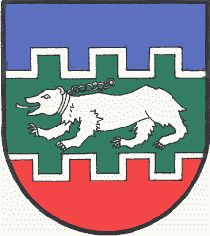
Schäffern
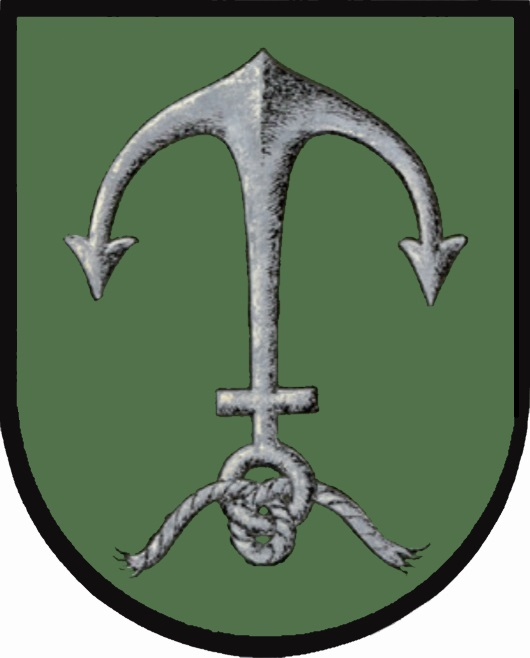
Stubenberg
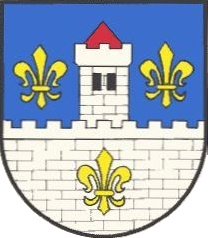
Vorau
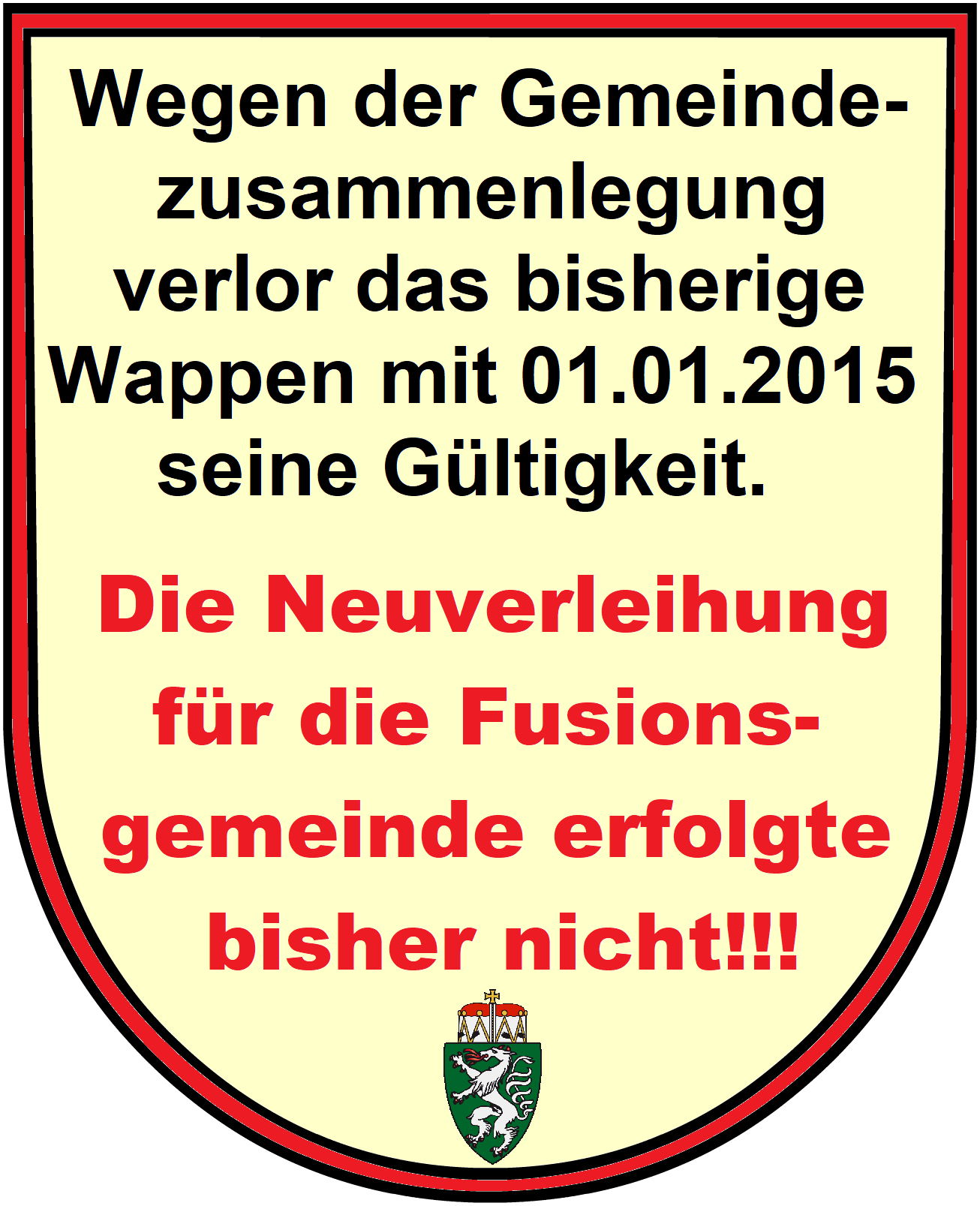
Waldbach-Mönichwald
Wenigzell

## Bezirk Leibnitz

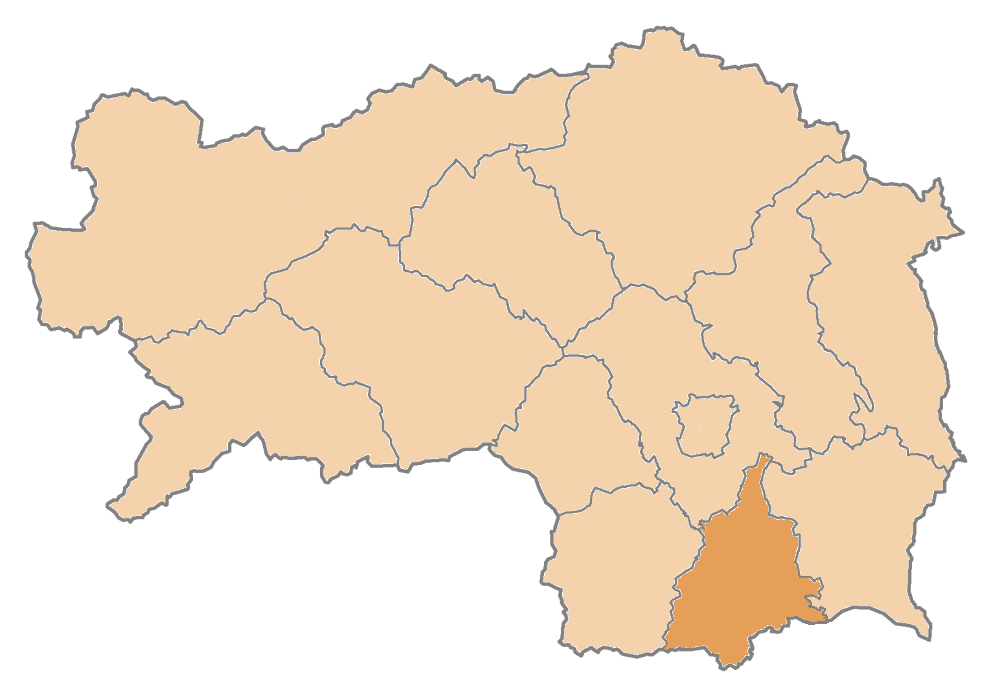
Lage in der Steiermark
Allerheiligen bei Wildon
Arnfels
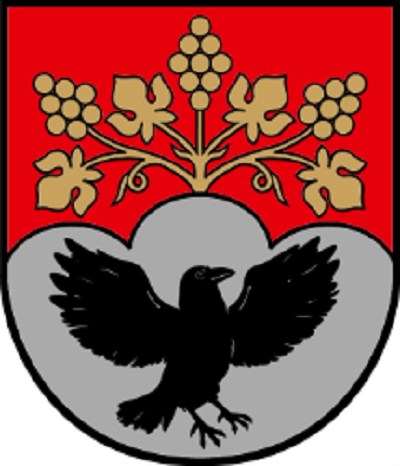
Ehrenhausen an der Weinstraße
Empersdorf
Gabersdorf
Gamlitz
Gleinstätten
Gralla
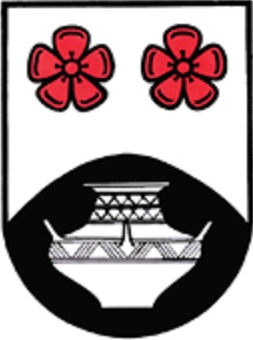
Großklein
Heiligenkreuz am Waasen
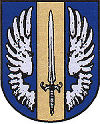
Heimschuh
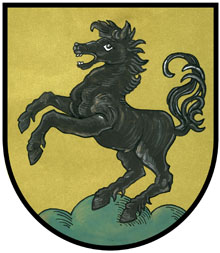
Hengsberg
Kitzeck im Sausal
Lang
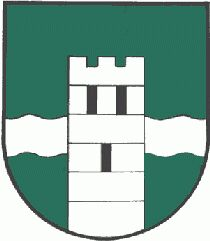
Lebring-Sankt Margarethen
Leibnitz
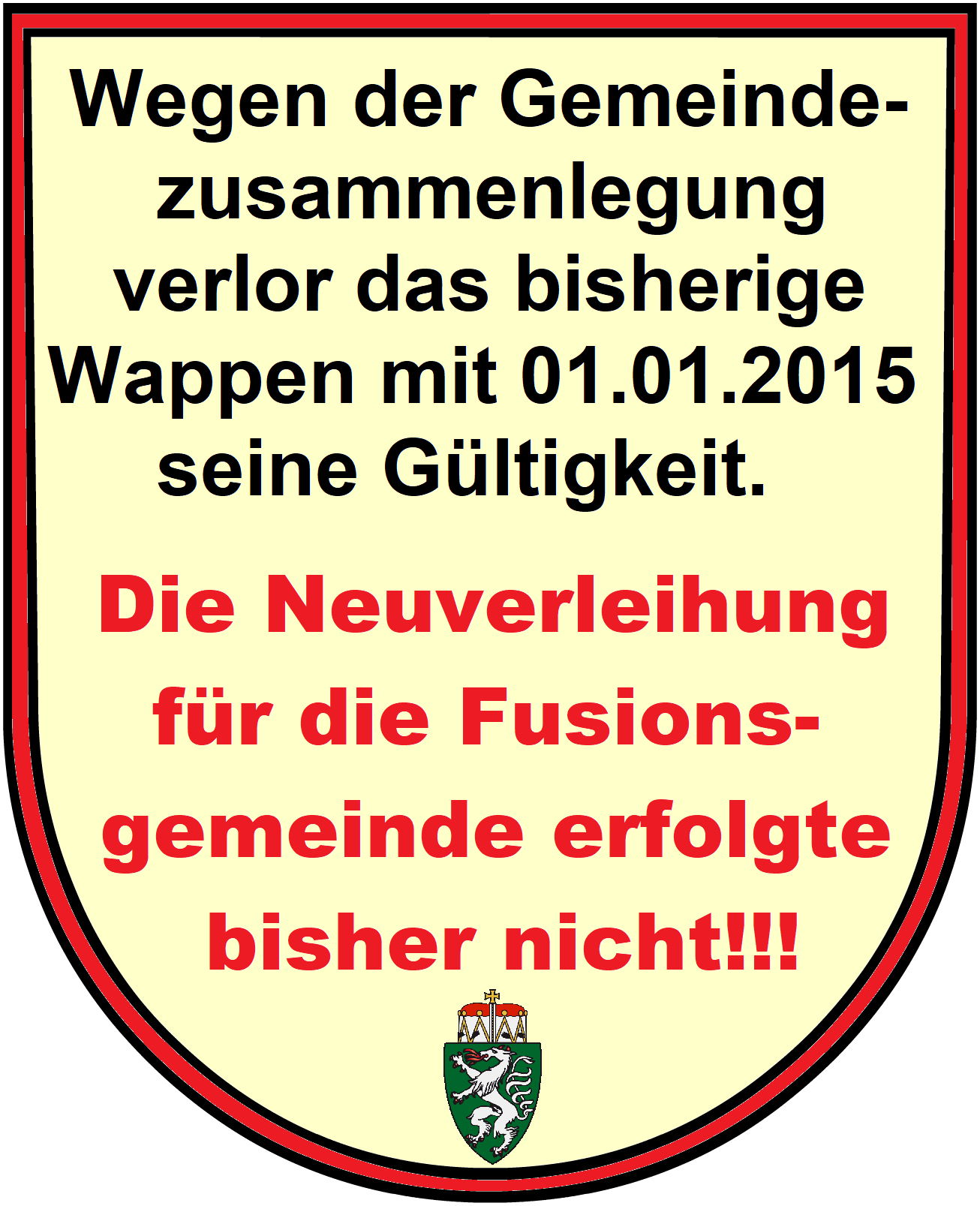
Leutschach an der Weinstraße
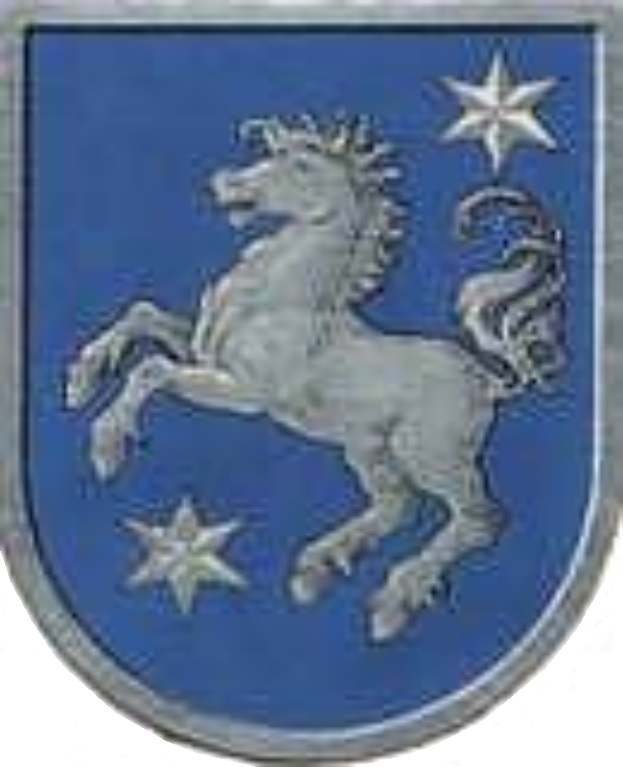
Oberhaag
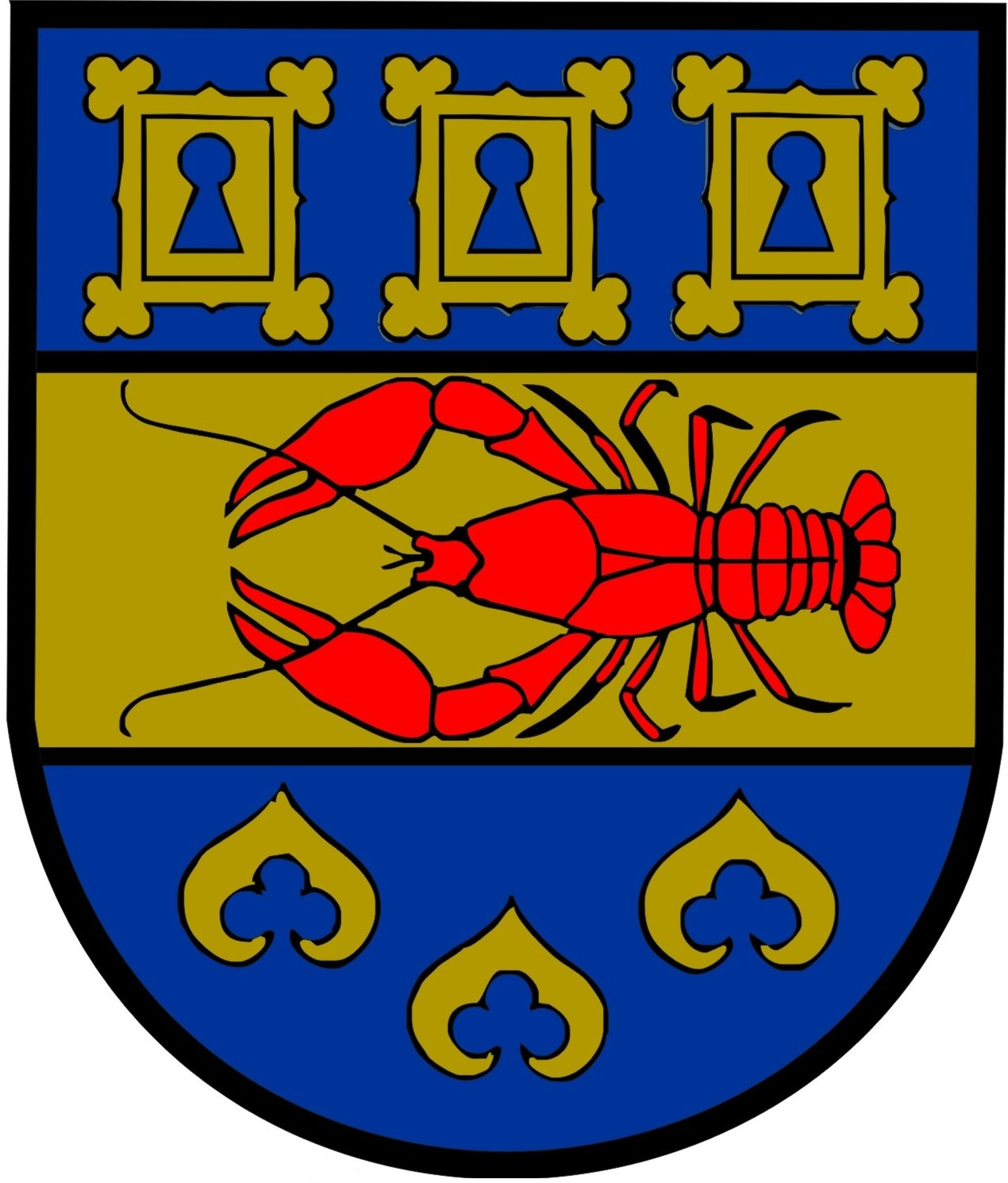
Ragnitz
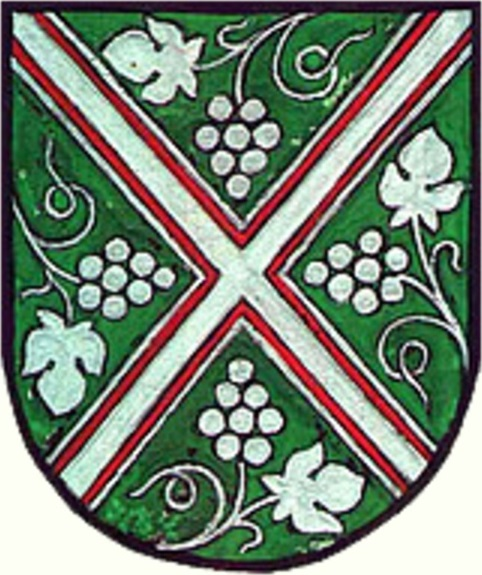
Sankt Andrä-Höch
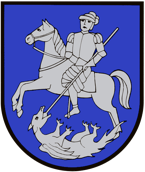
Sankt Georgen an der Stiefing
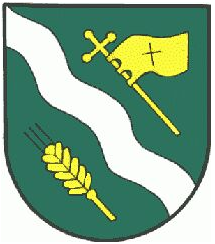
Sankt Johann im Saggautal
Sankt Nikolai im Sausal
Sankt Veit in der Südsteiermark
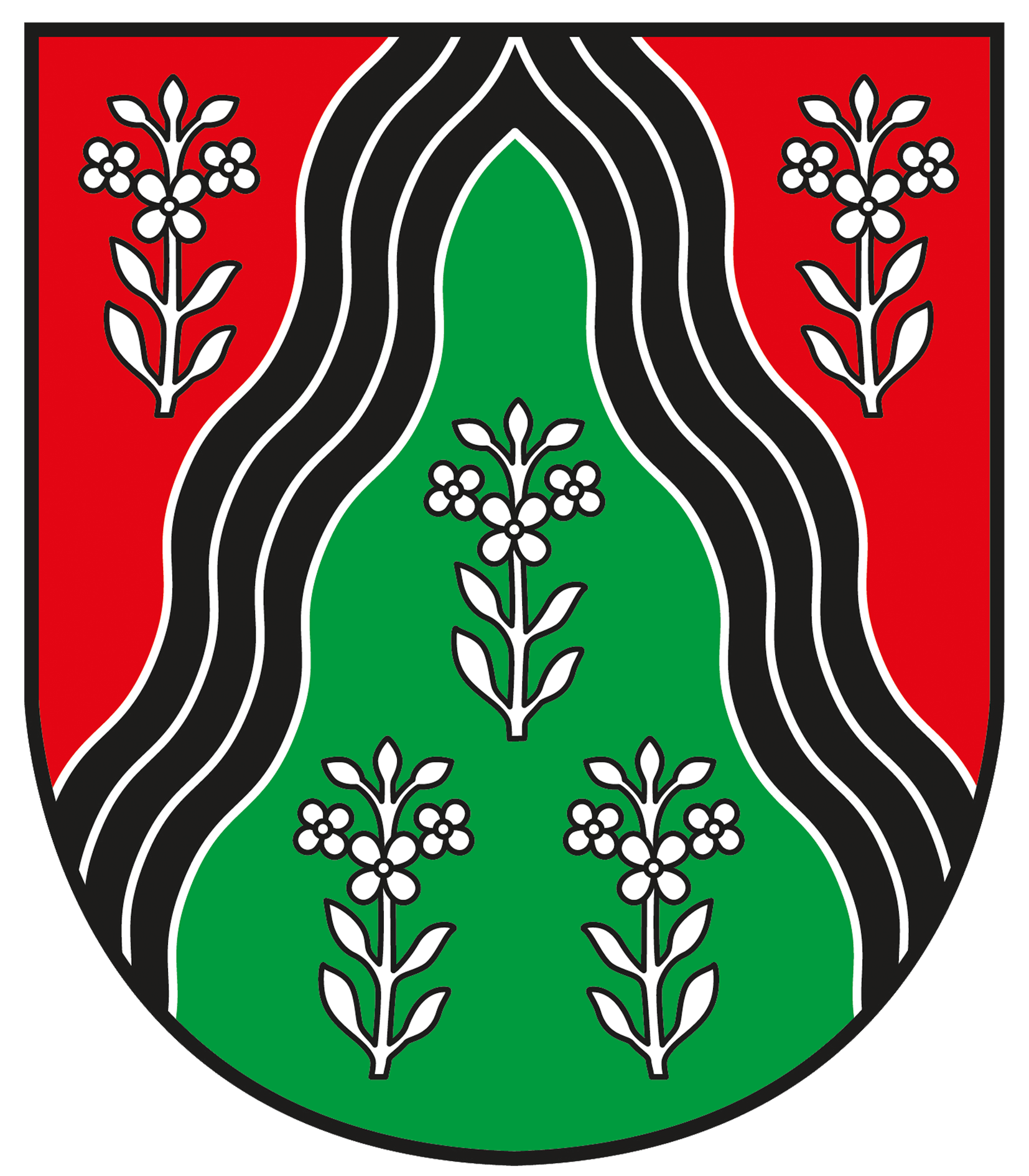
Schwarzautal
Straß in Steiermark
Tillmitsch
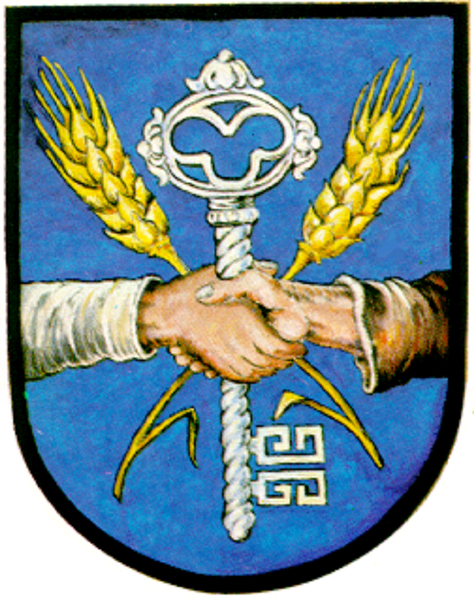
Wagna
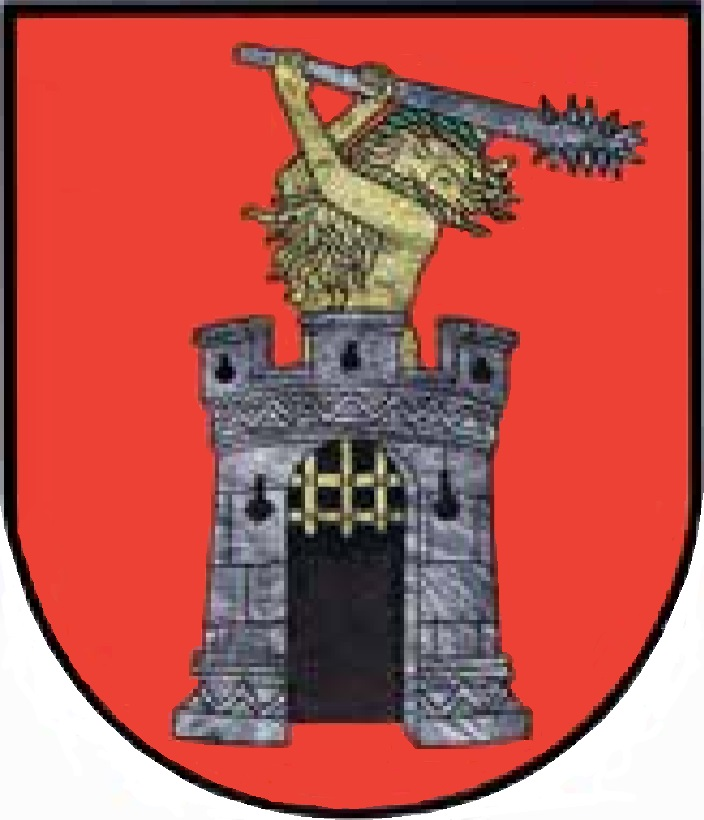
Wildon

## Bezirk Leoben

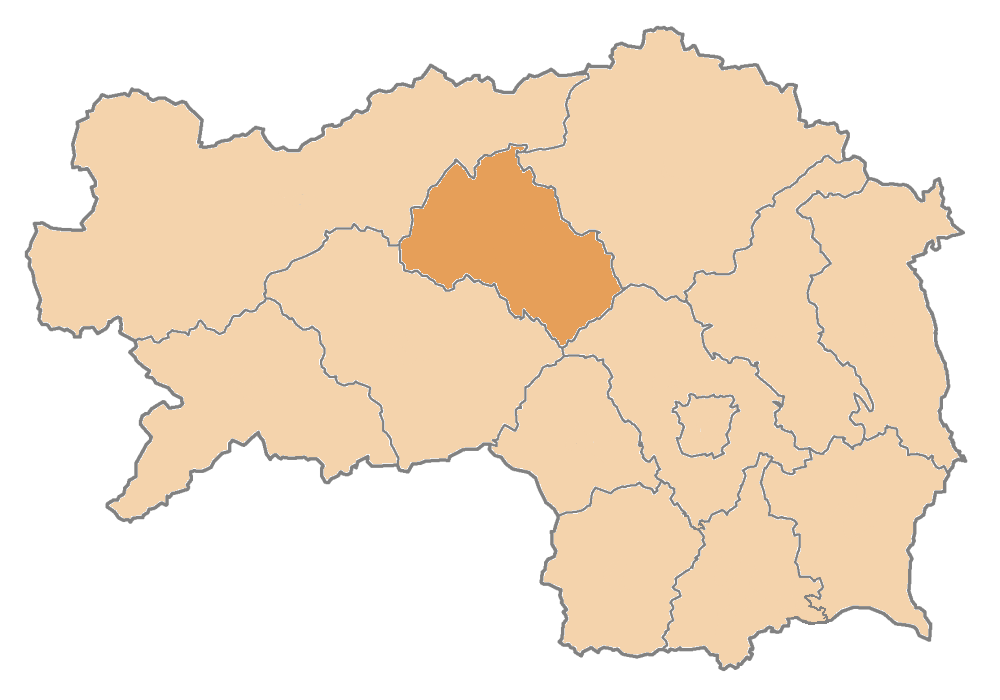
Lage in der Steiermark
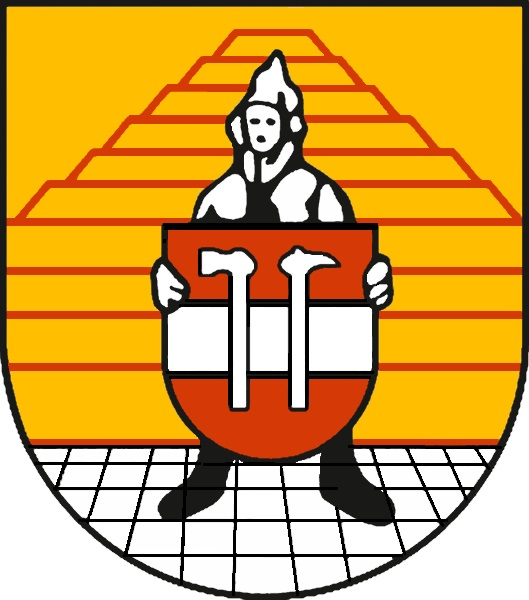
Eisenerz
Kalwang
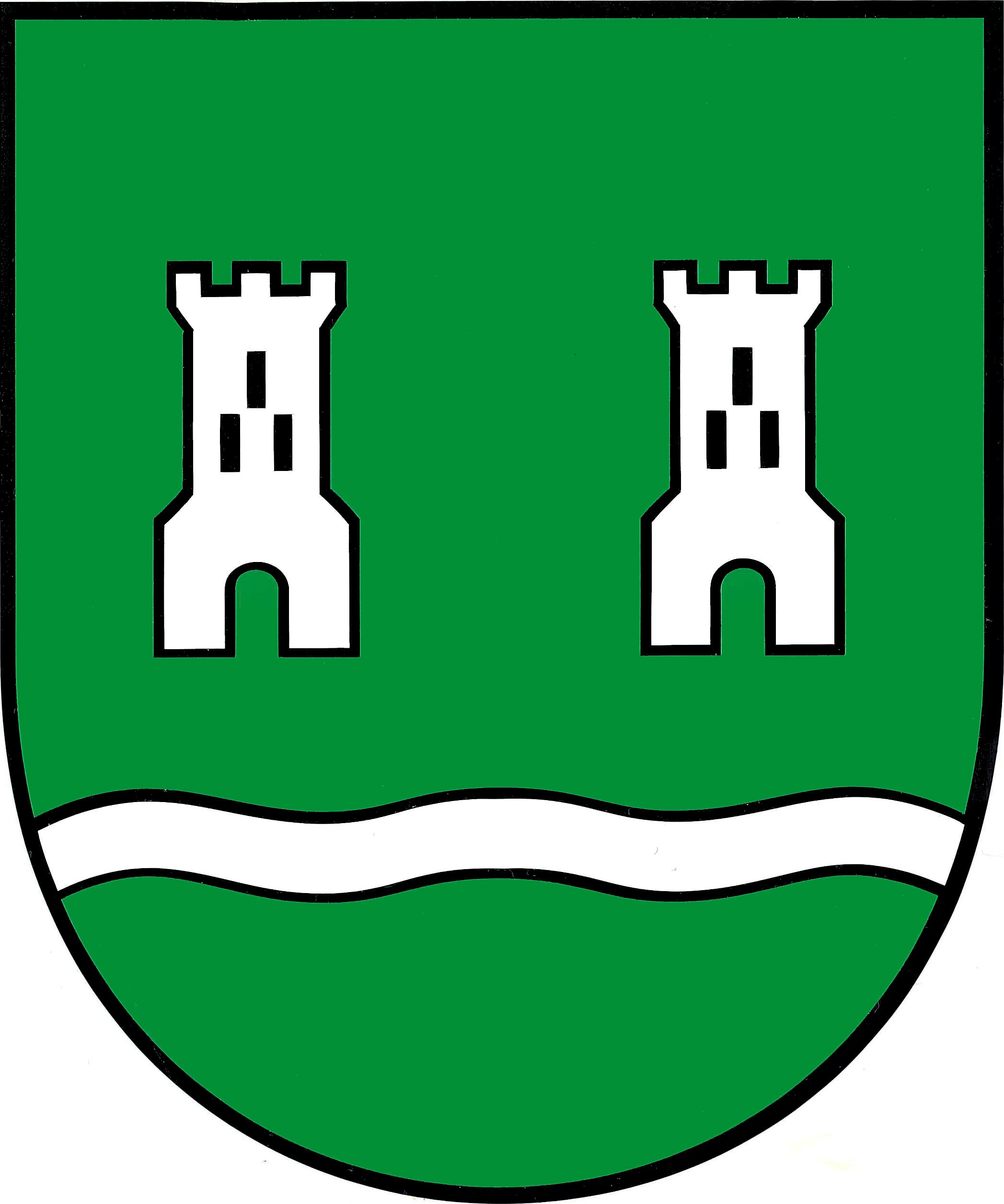
Kammern im Liesingtal
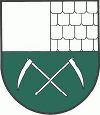
Kraubath an der Mur
Leoben
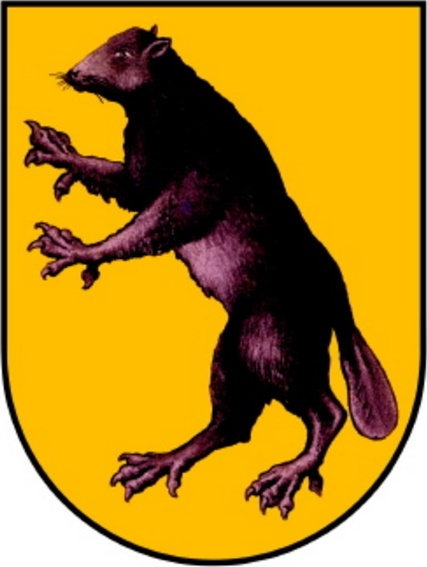
Mautern in Steiermark
Niklasdorf
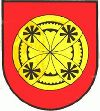
Proleb
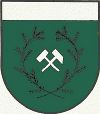
Radmer
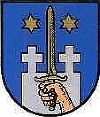
Sankt Michael in Obersteiermark
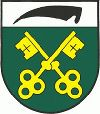
Sankt Peter-Freienstein
Sankt Stefan ob Leoben
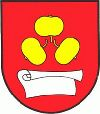
Traboch
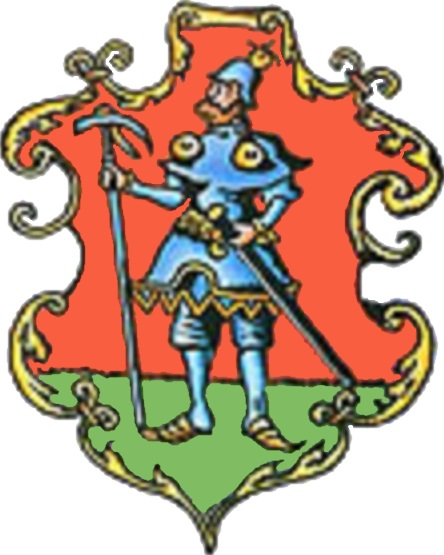
Trofaiach
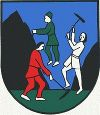
Vordernberg
Wald am Schoberpass

## Bezirk Liezen

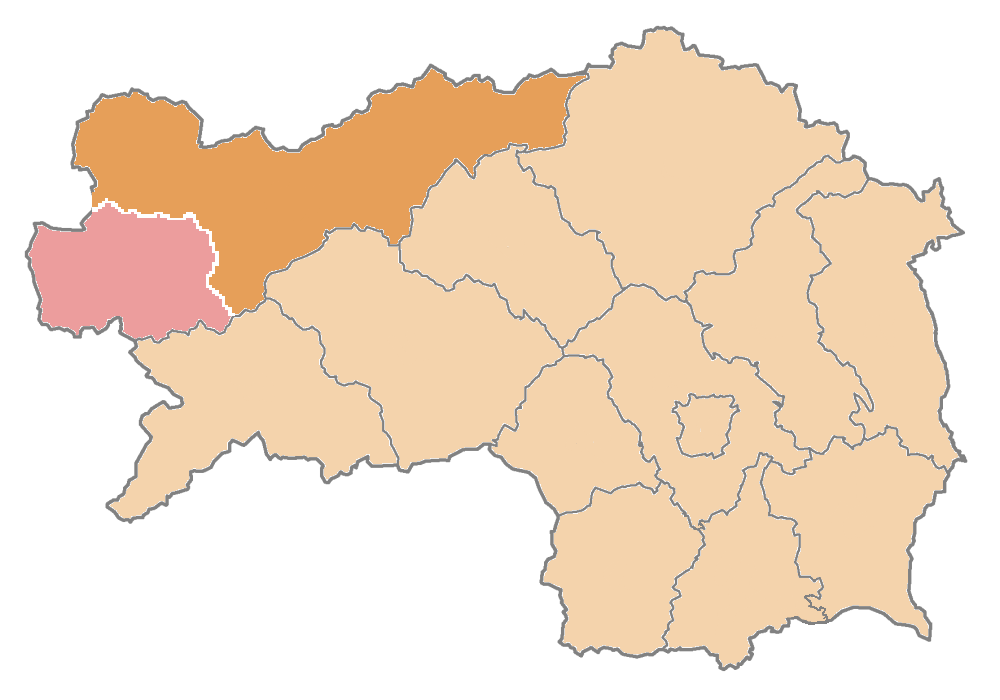
Lage in der Steiermark
Admont
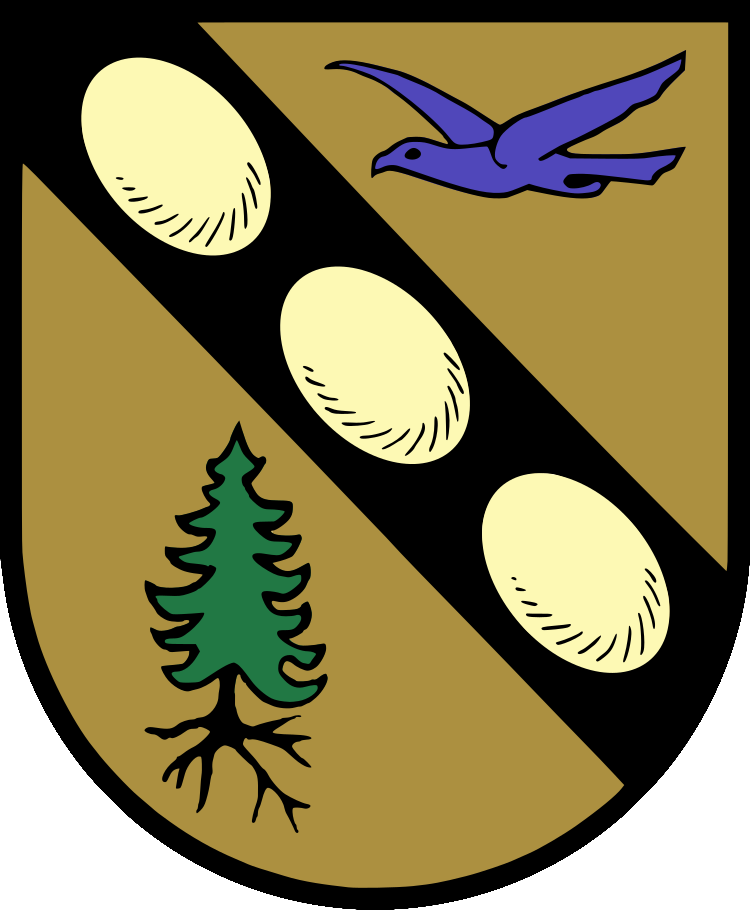
Aigen im Ennstal
Altaussee
Altenmarkt bei St. Gallen
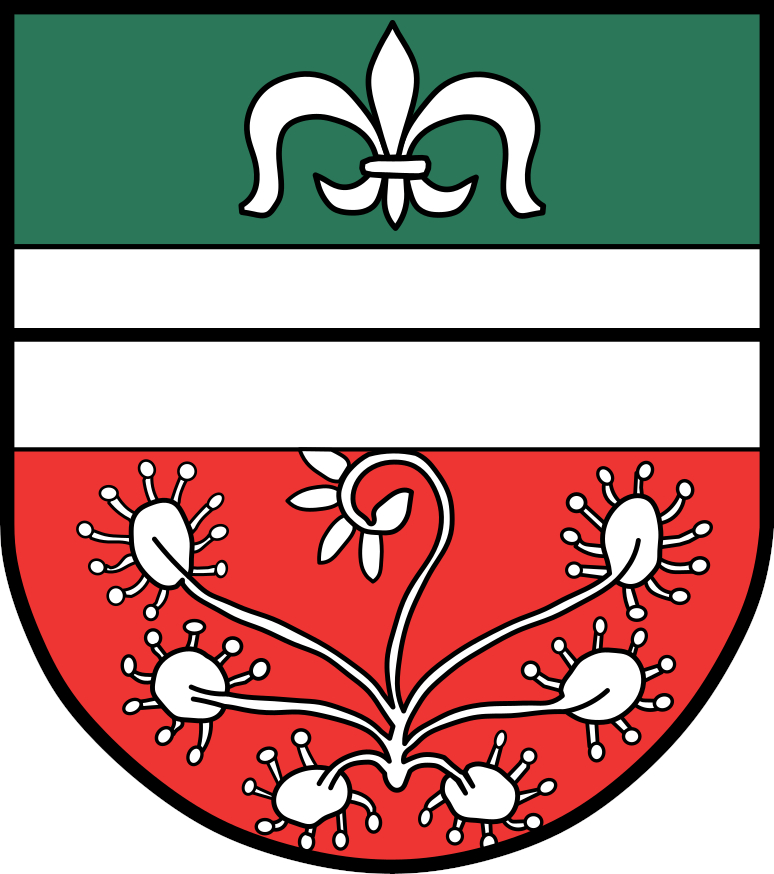
Ardning
Bad Aussee
Bad Mitterndorf
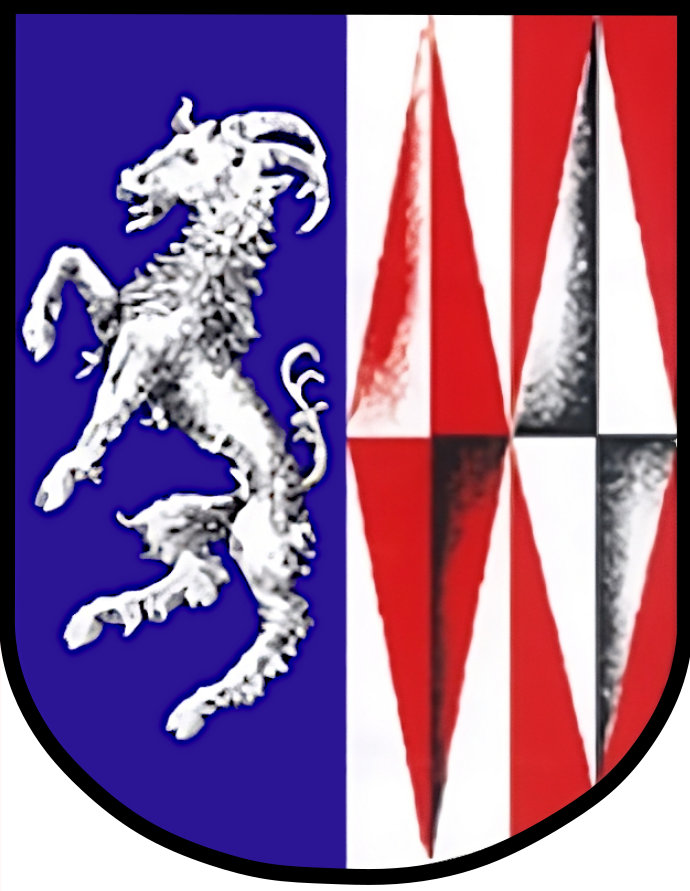
Gaishorn am See
Grundlsee
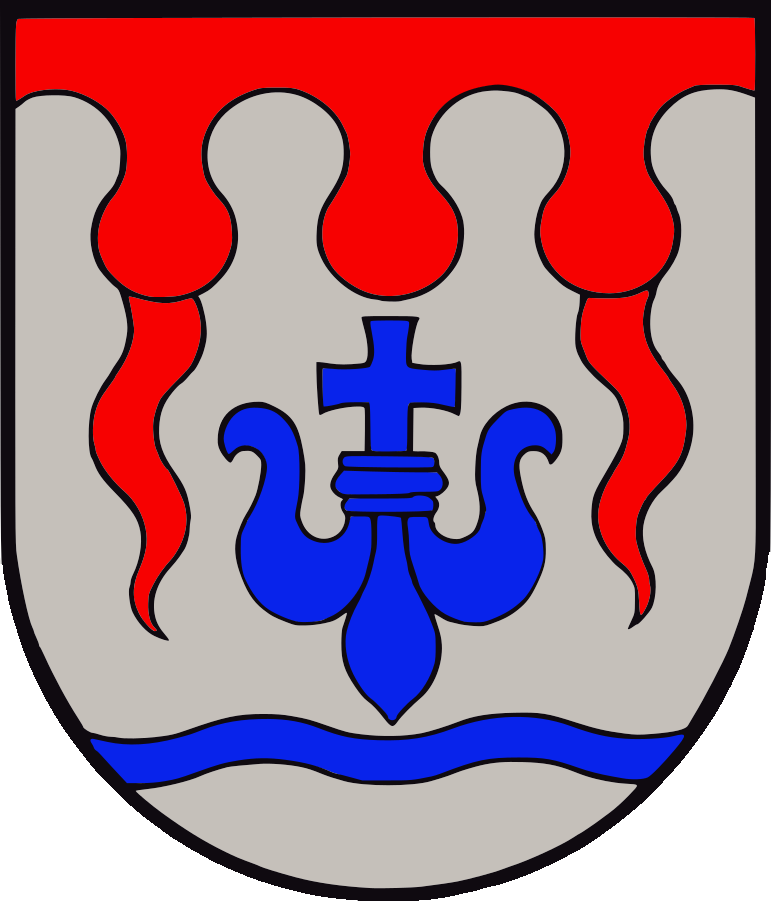
Irdning-Donnersbachtal
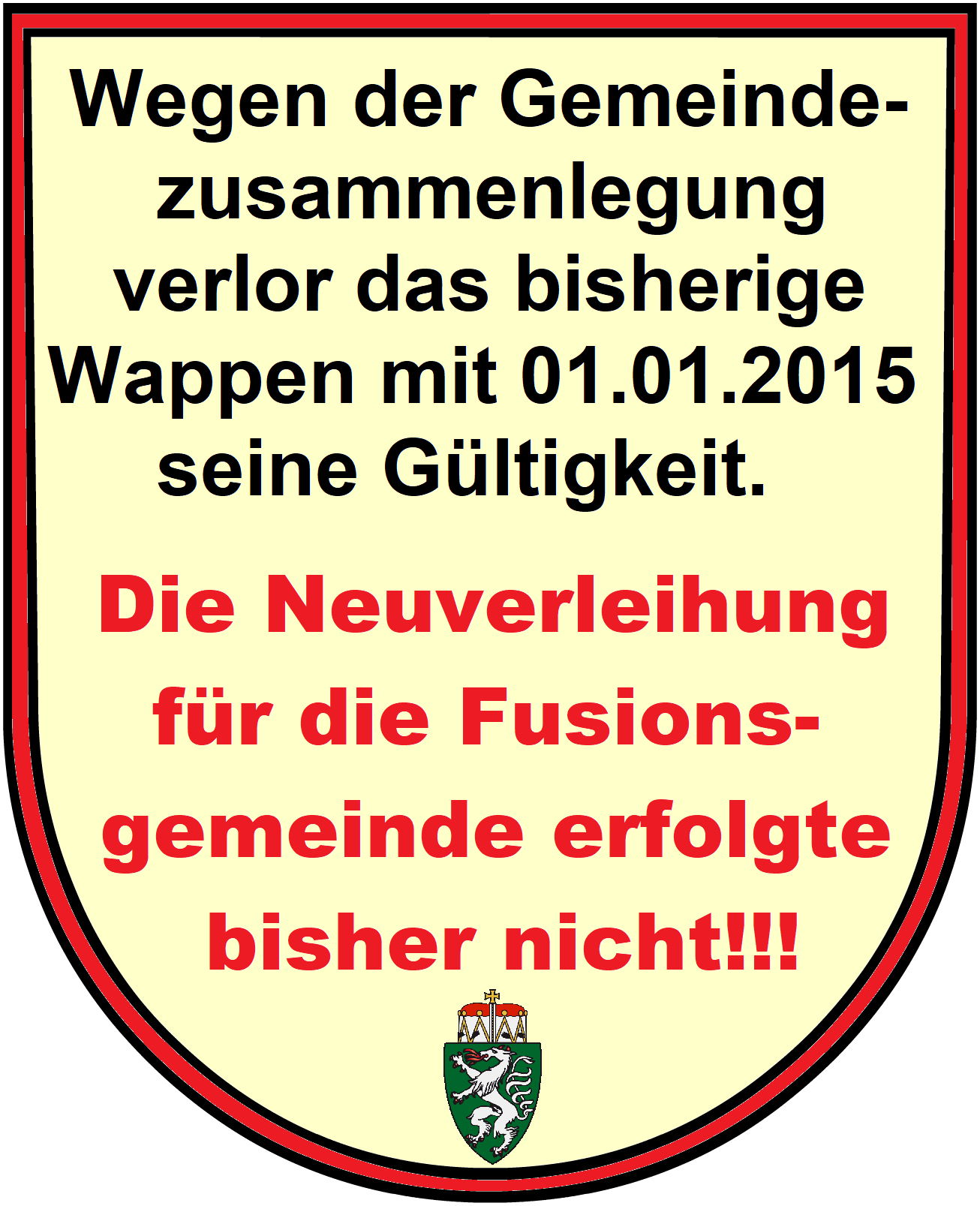
Landl
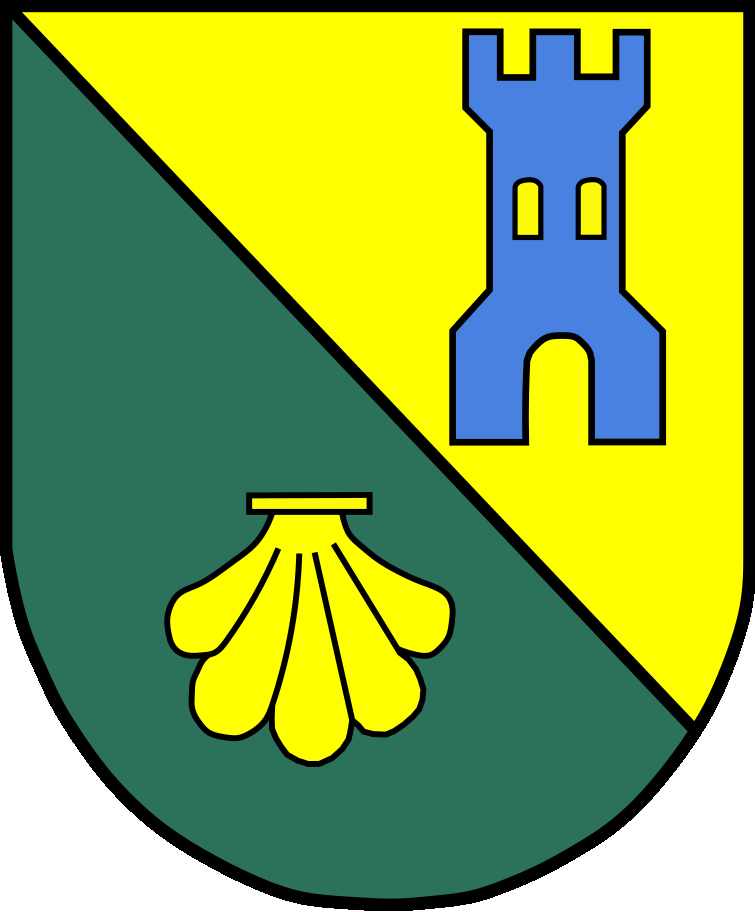
Lassing
Liezen
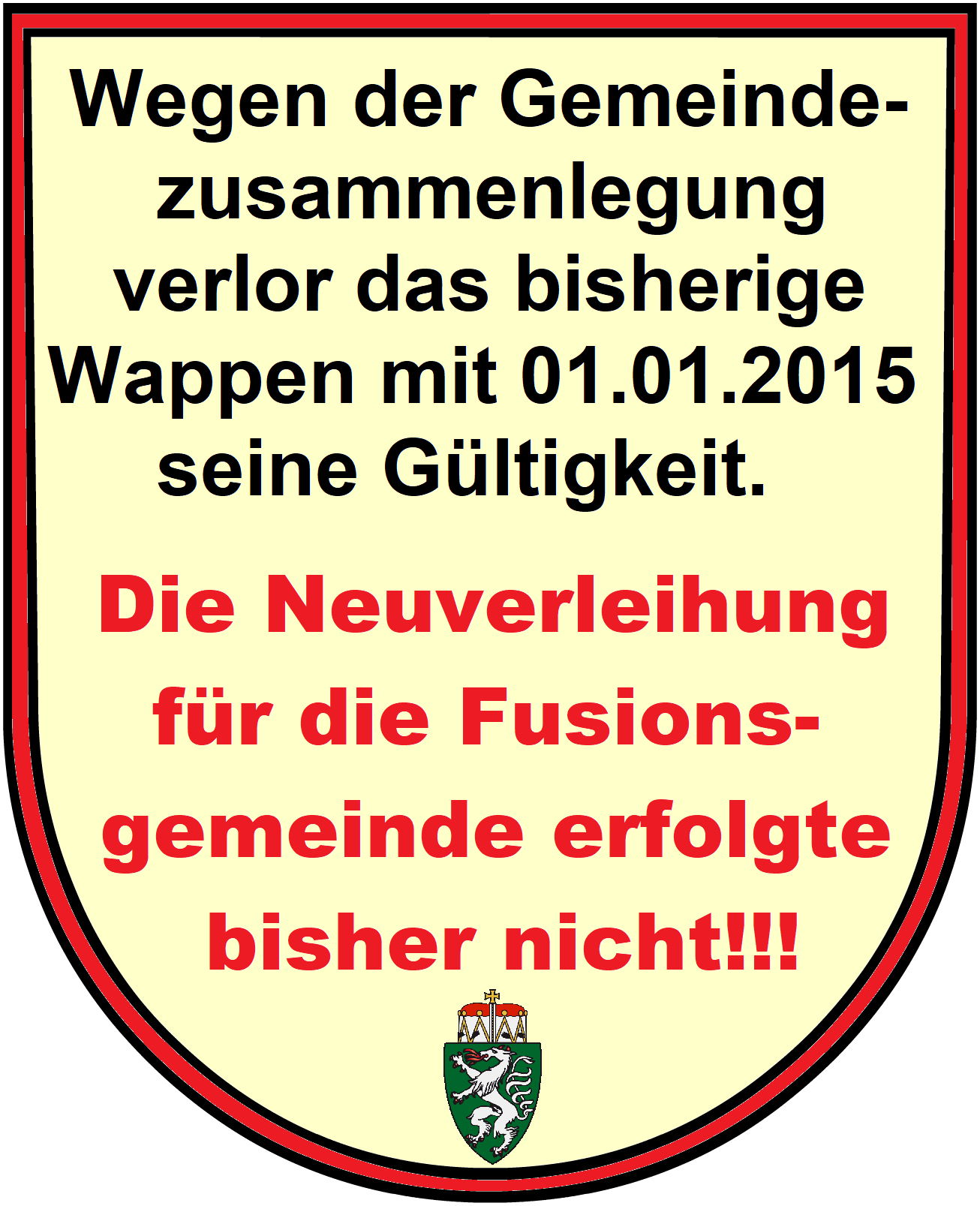
Rottenmann
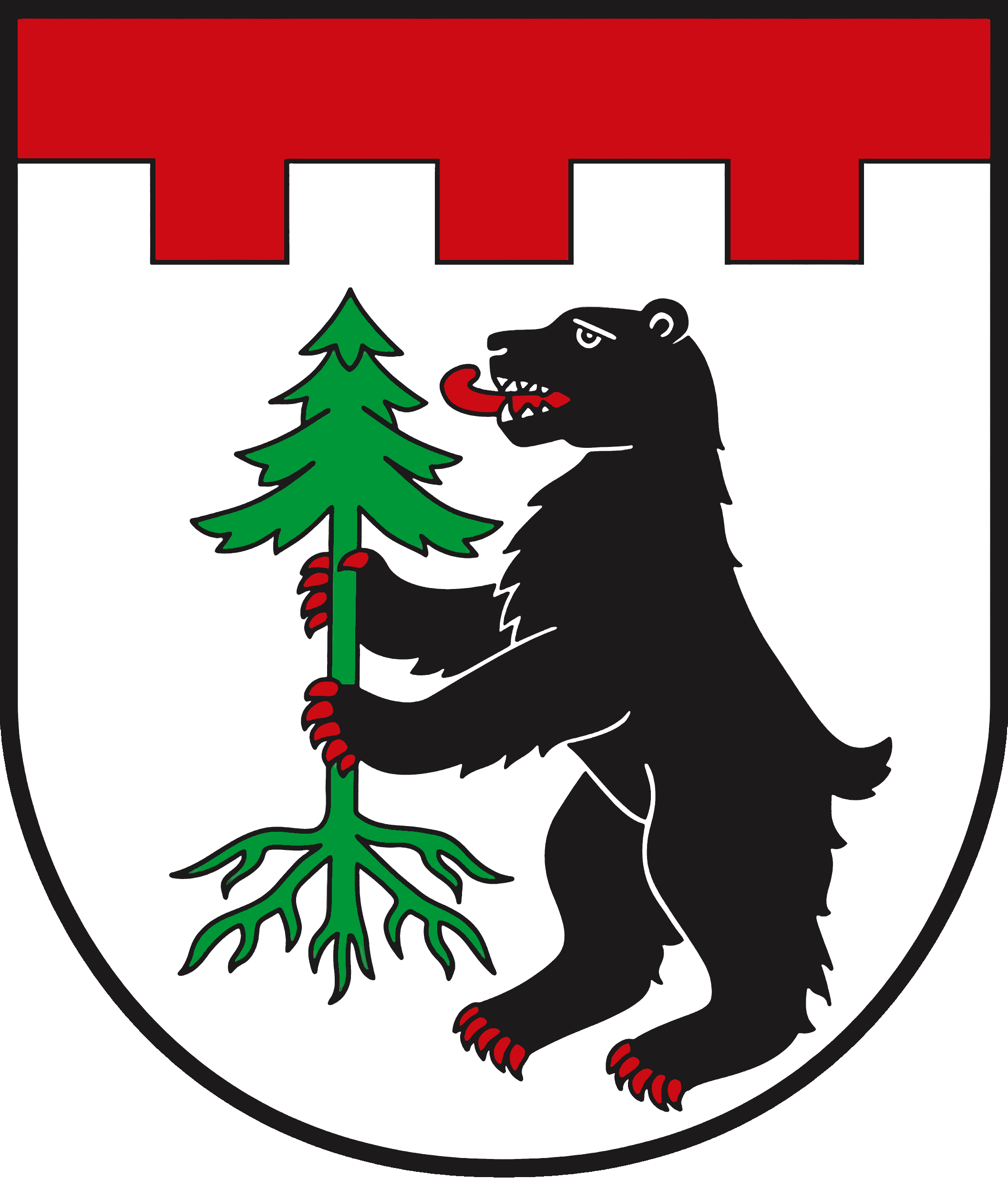
Sankt Gallen
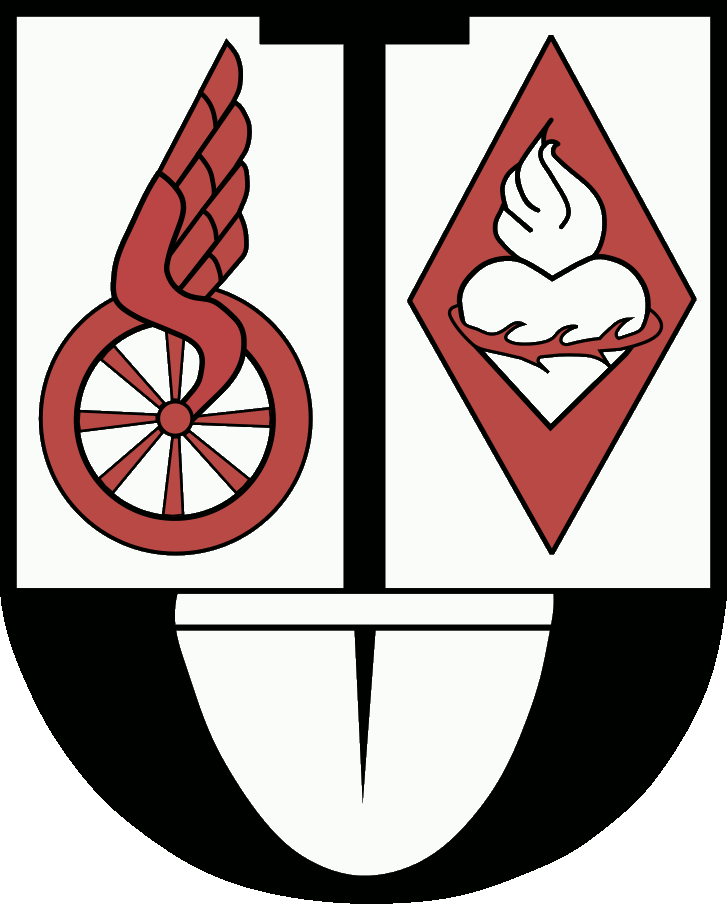
Selzthal
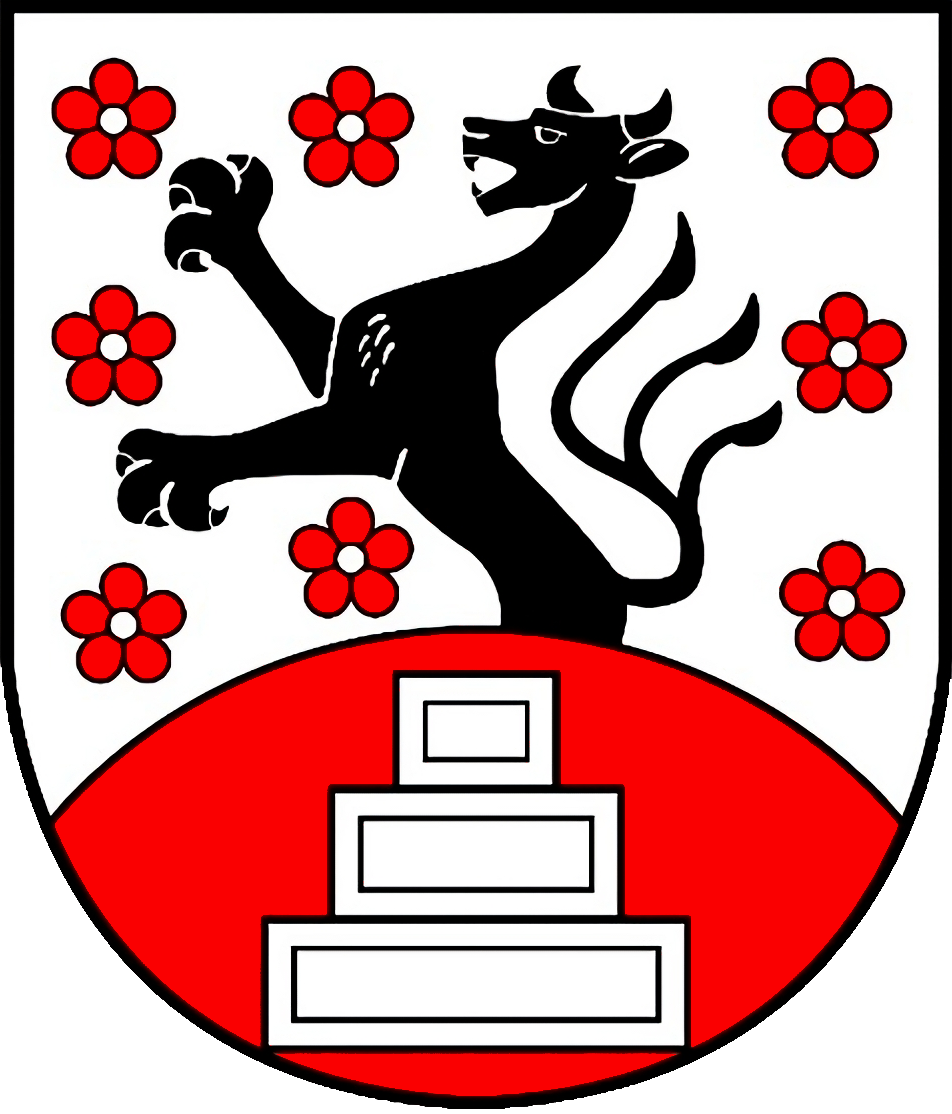
Stainach-Pürgg
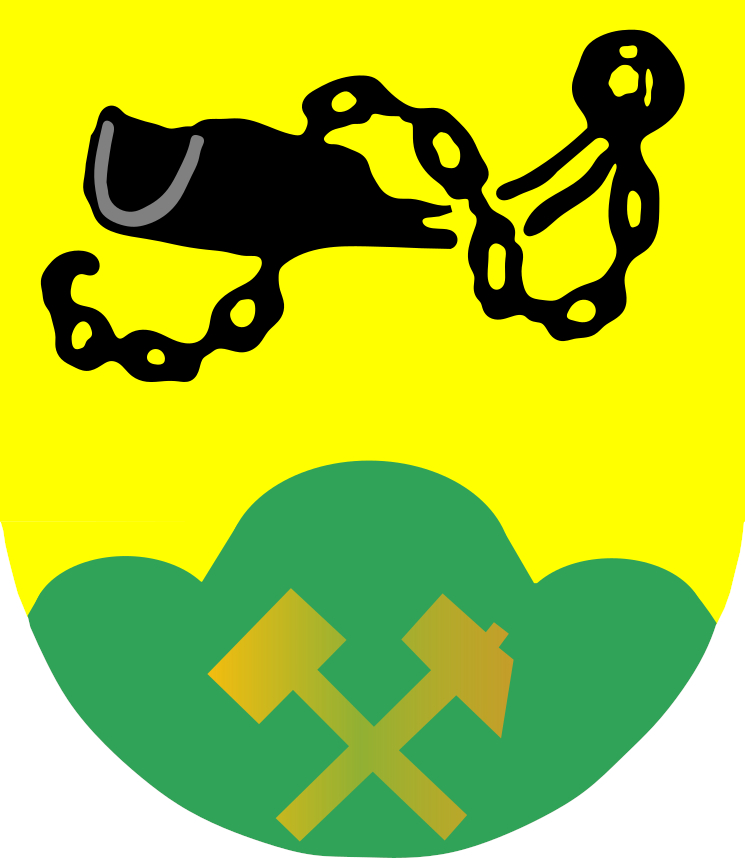
Trieben
Wildalpen
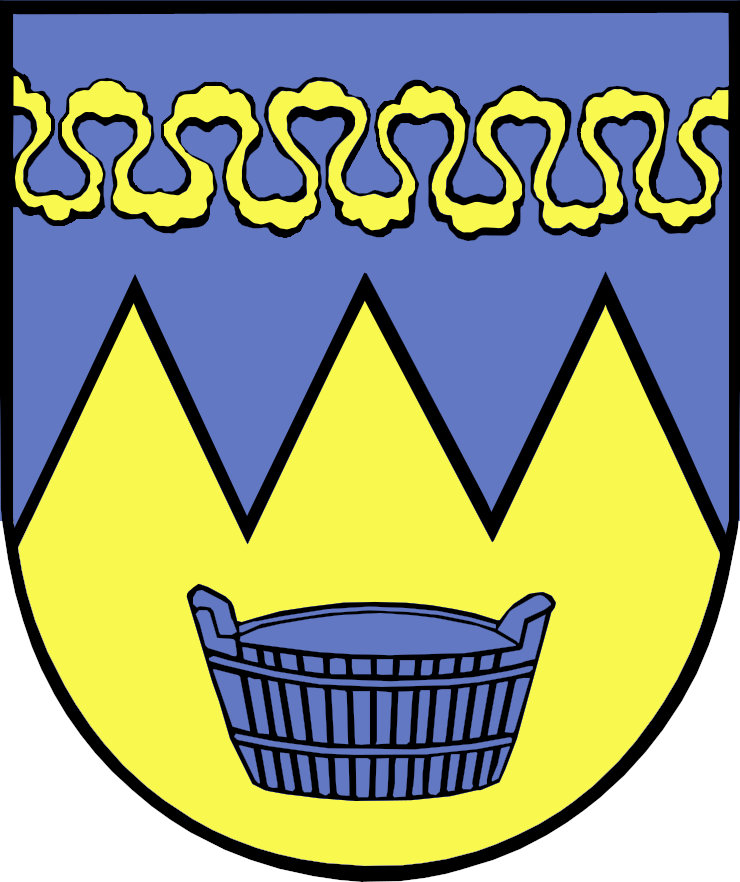
Wörschach

### Politische Expositur Gröbming

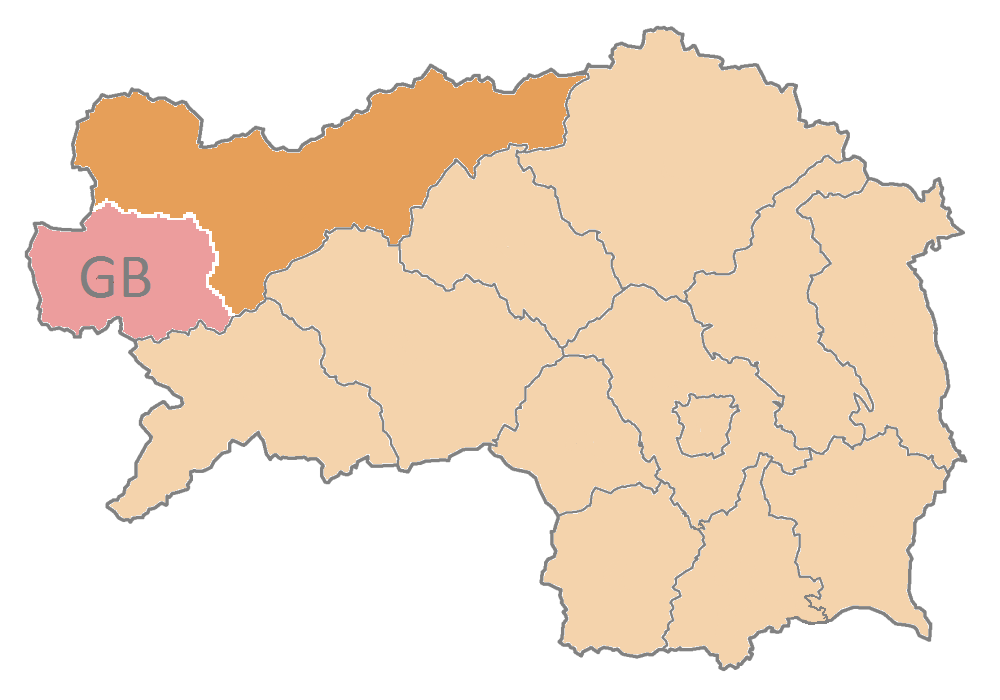
Lage in der Steiermark
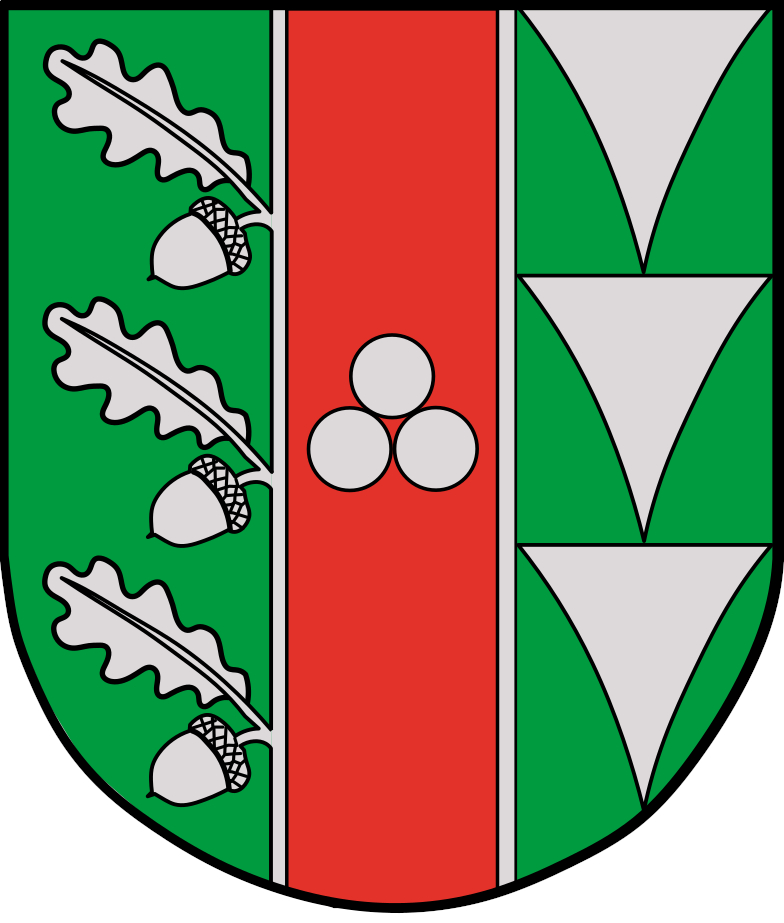
Aich
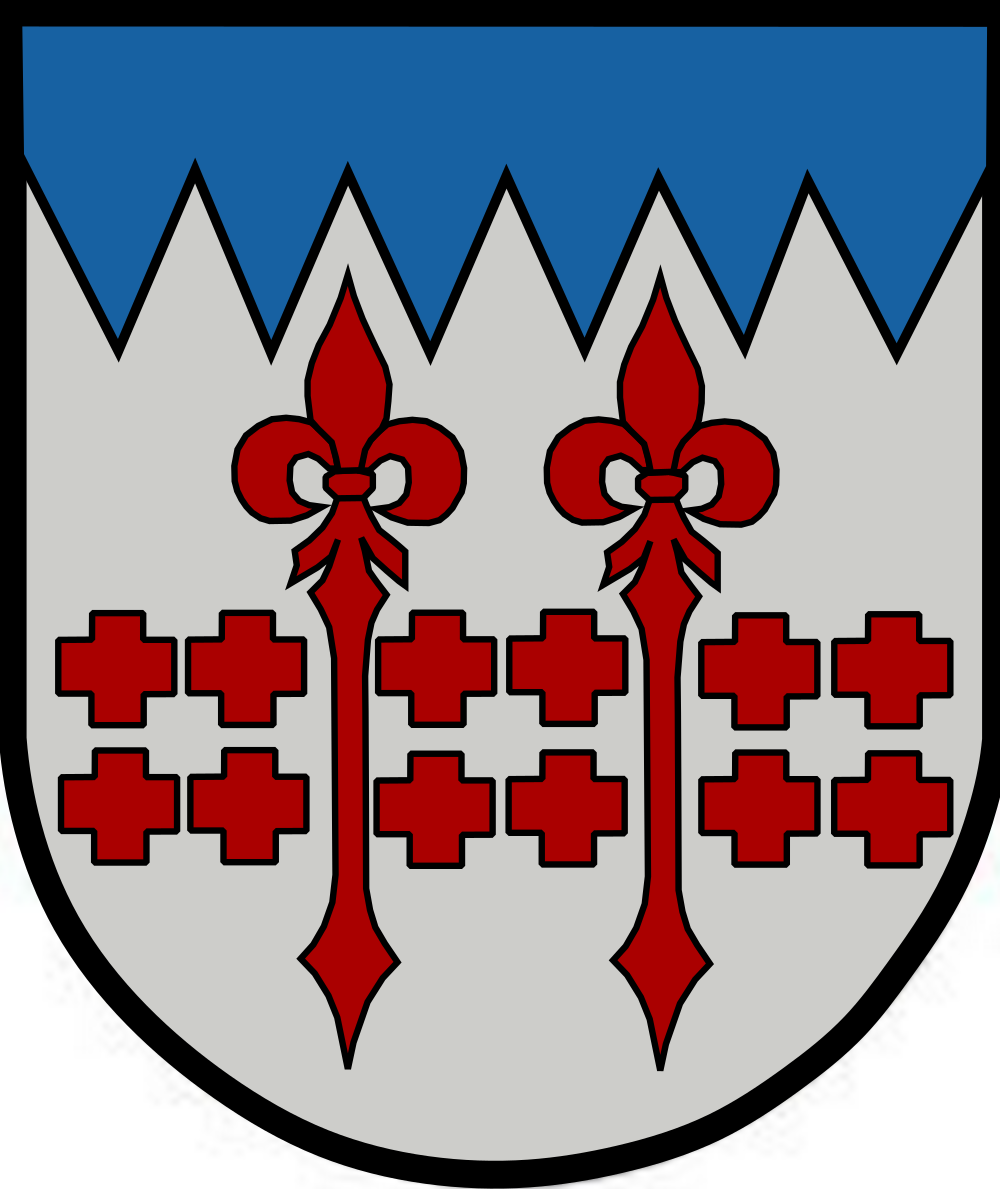
Gröbming
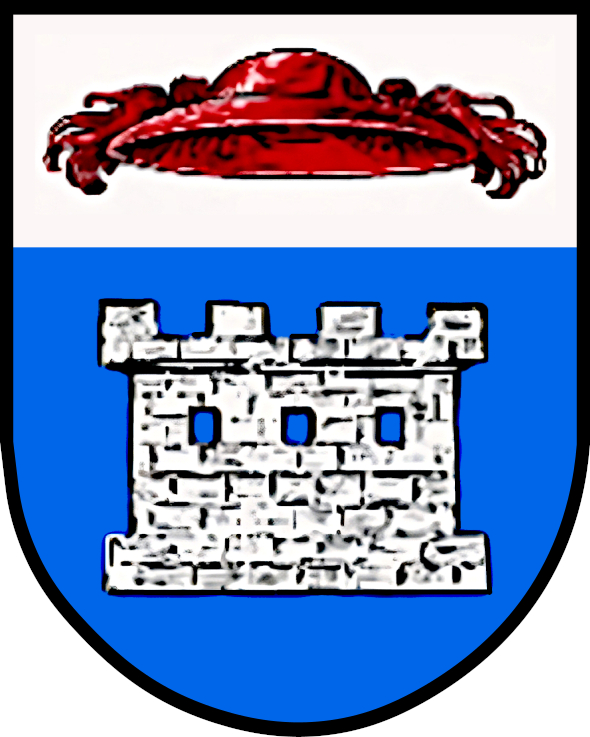
Haus im Ennstal
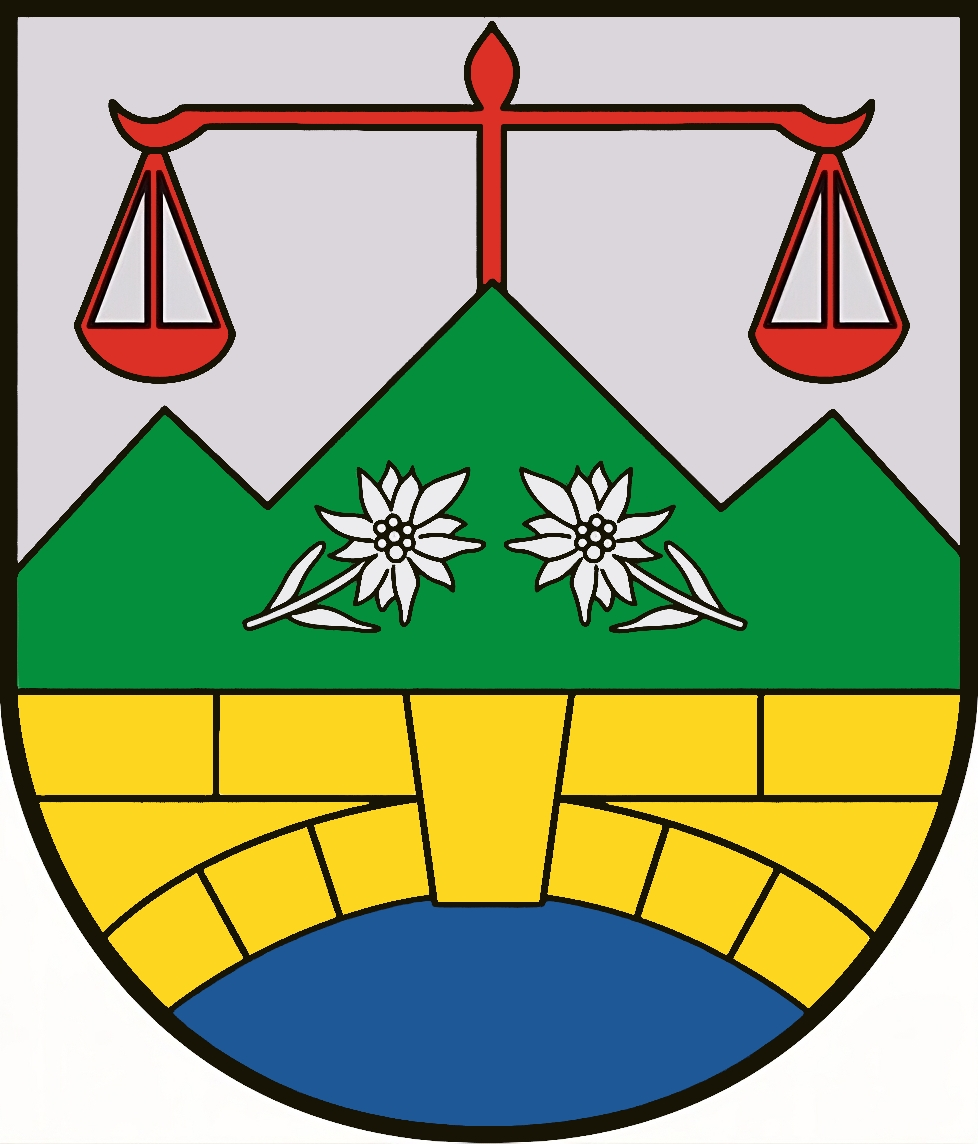
Michaelerberg-Pruggern
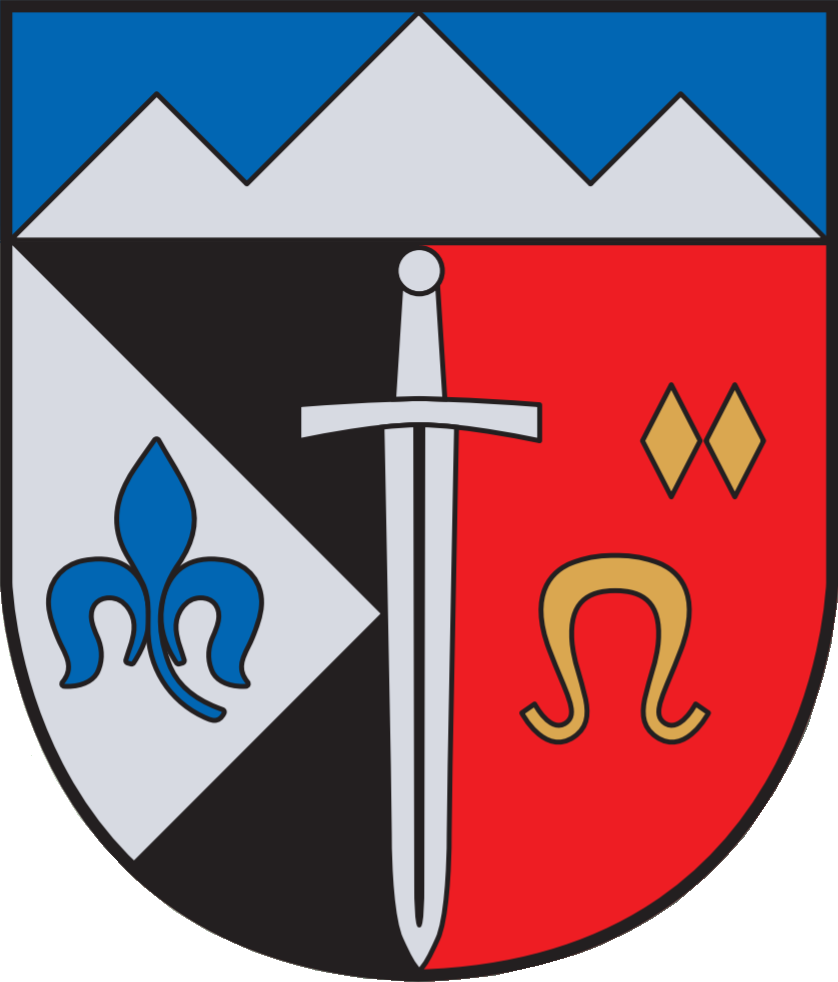
Mitterberg-Sankt Martin
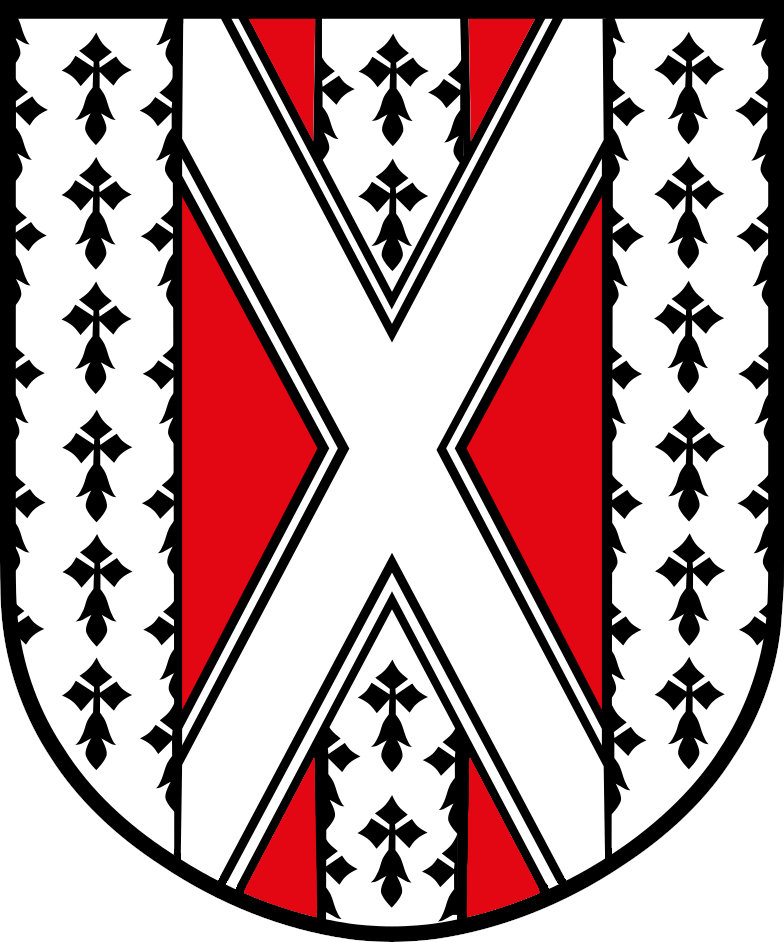
Öblarn
Ramsau am Dachstein
Schladming
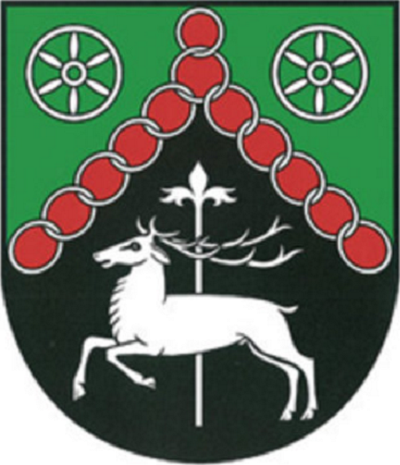
Sölk

## Bezirk Murau

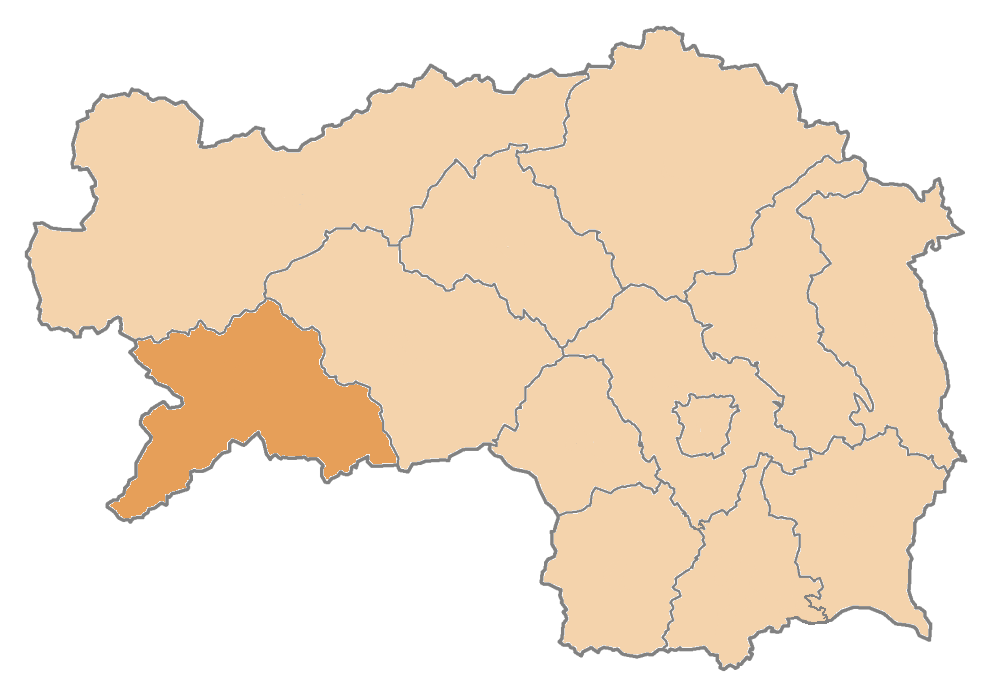
Lage in der Steiermark
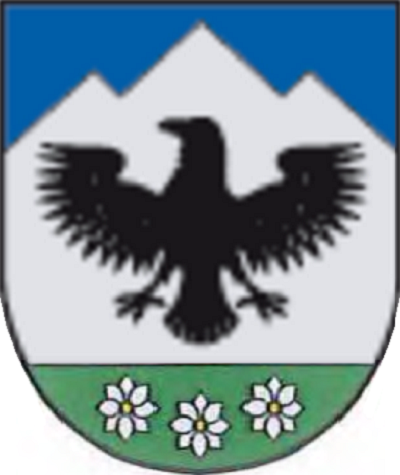
Krakau
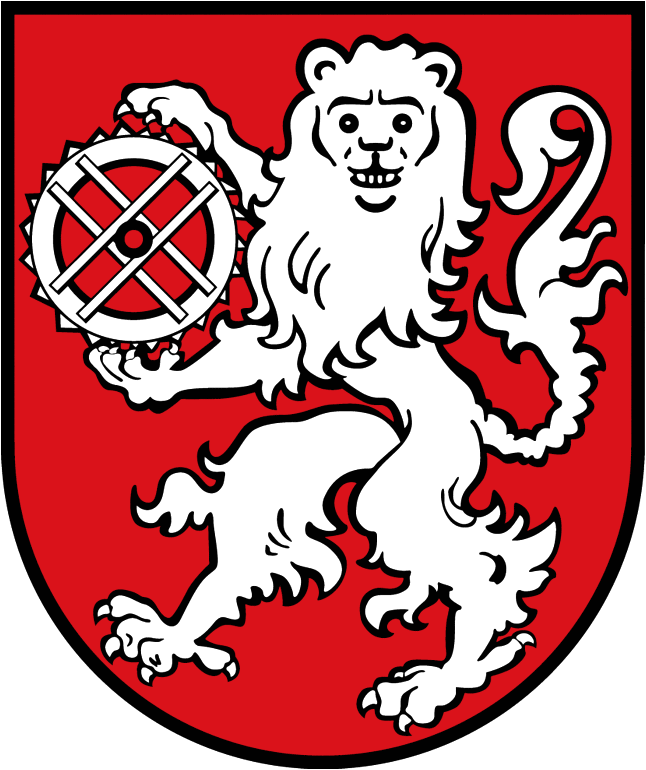
Mühlen
Murau
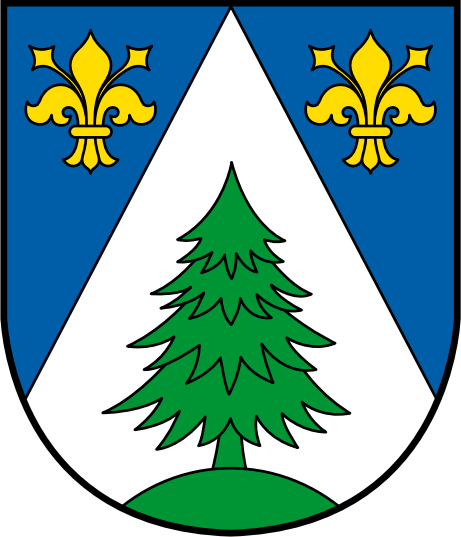
Neumarkt in der Steiermark
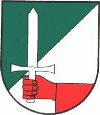
Niederwölz
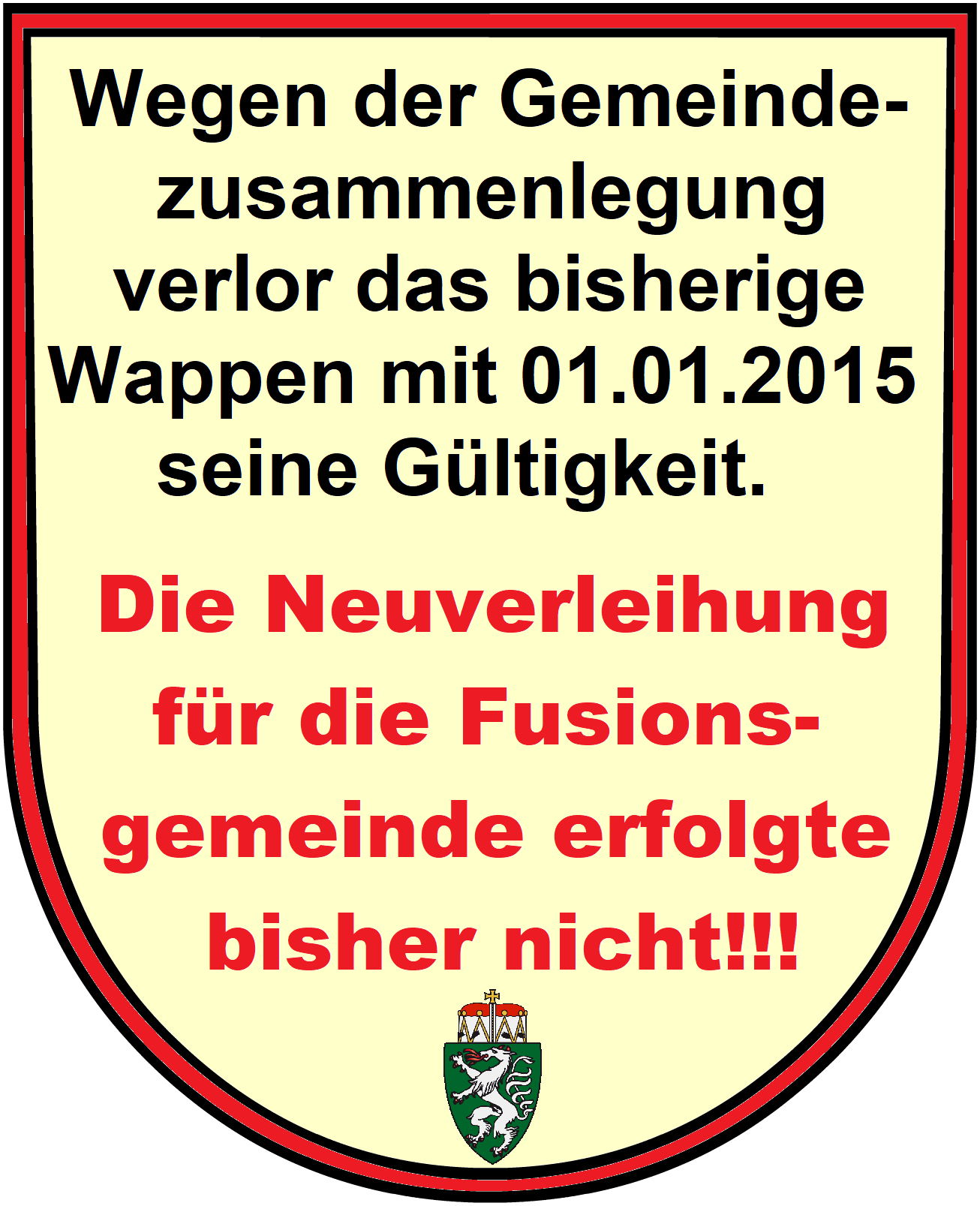
Oberwölz
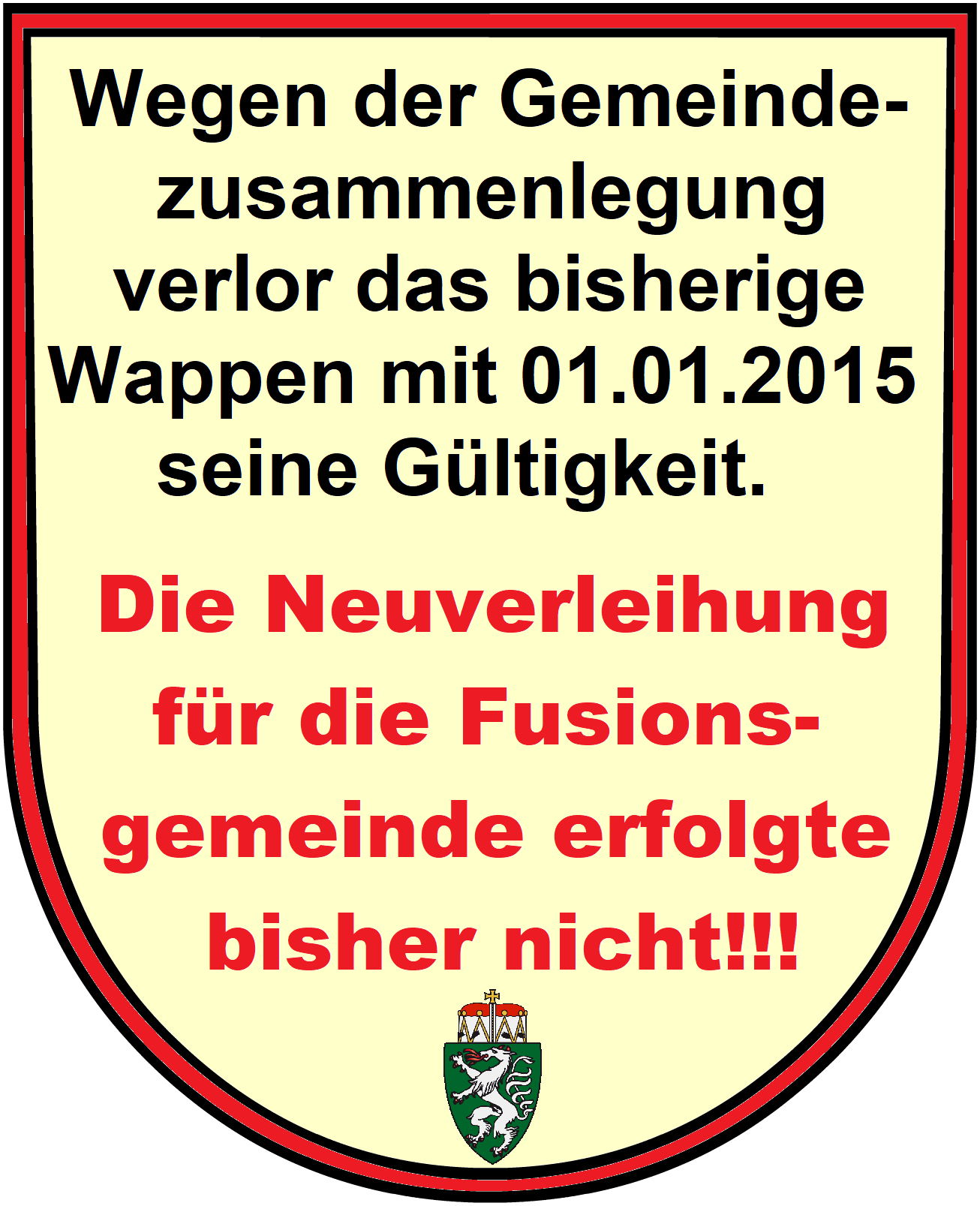
Ranten
Sankt Georgen am Kreischberg
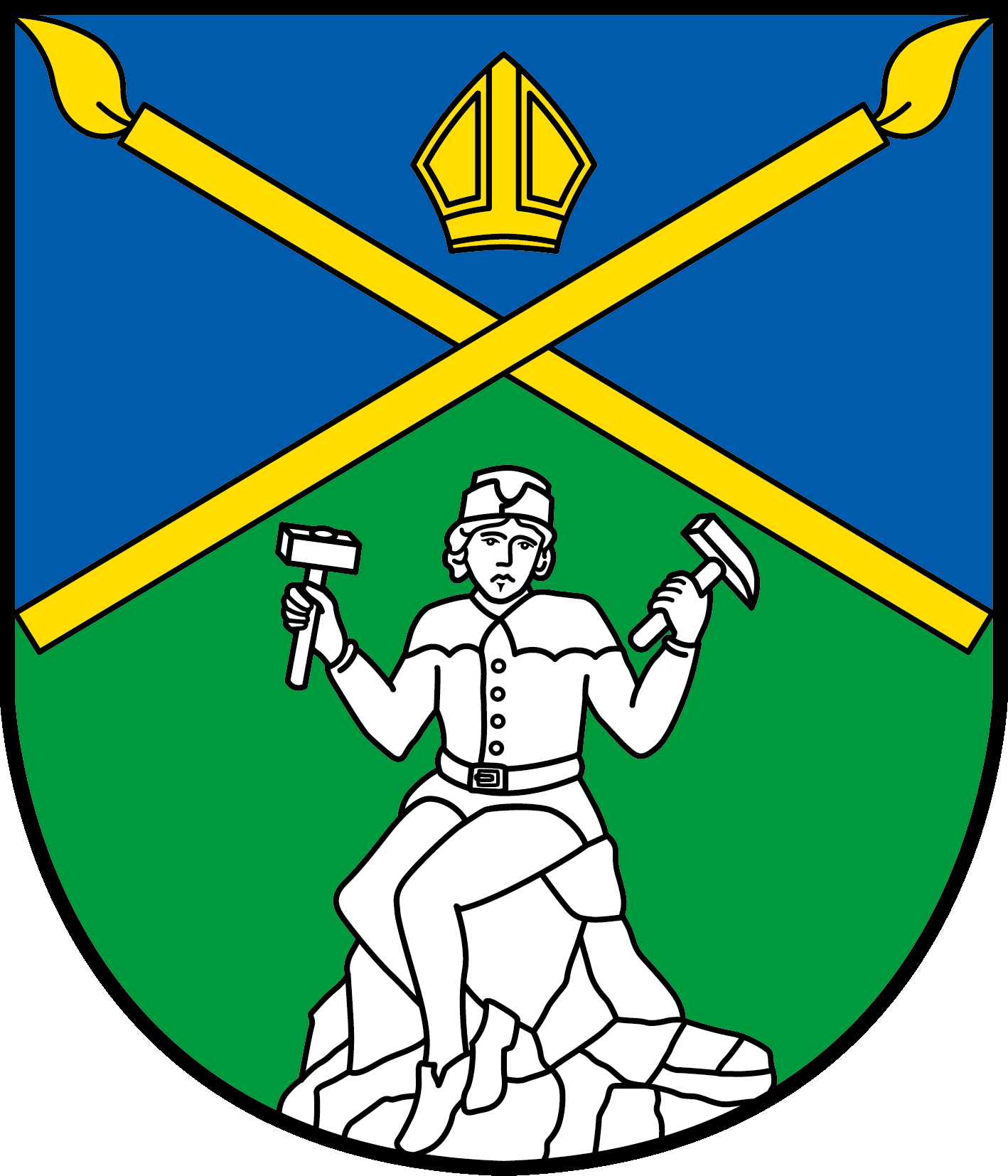
Sankt Lambrecht
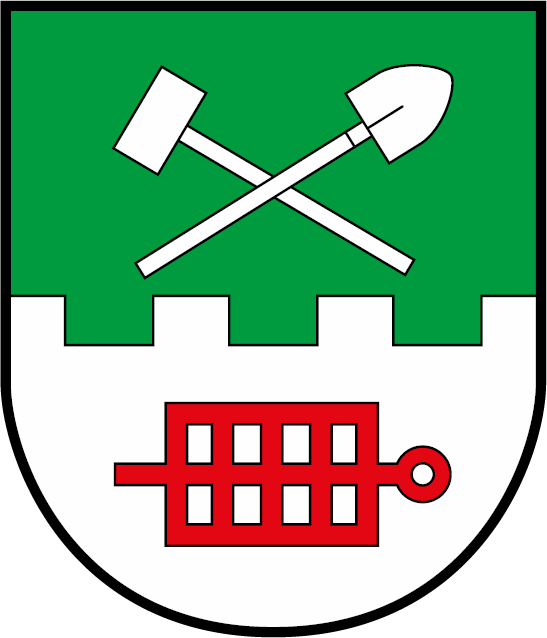
Scheifling
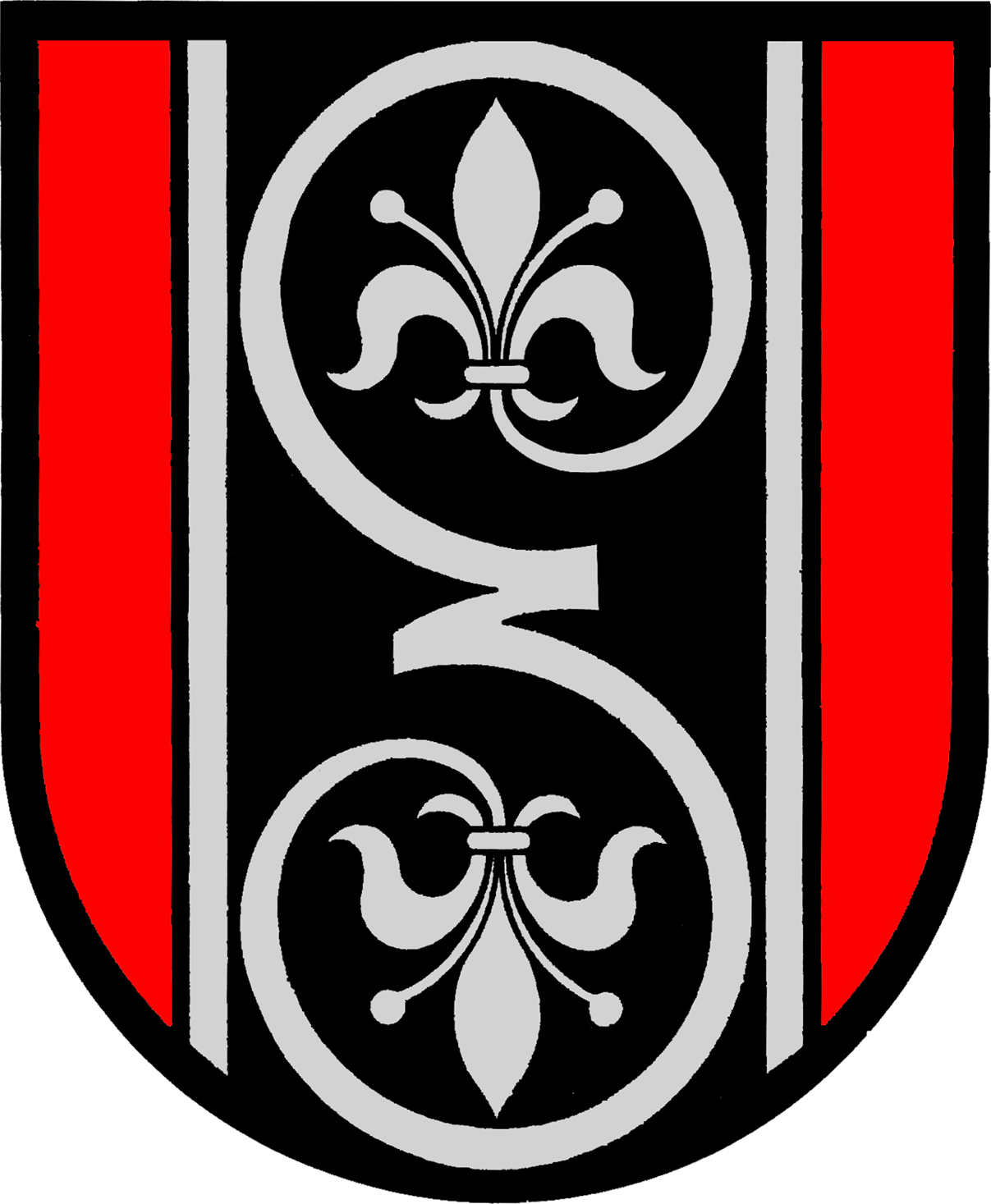
Schöder
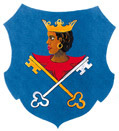
St. Peter am Kammersberg
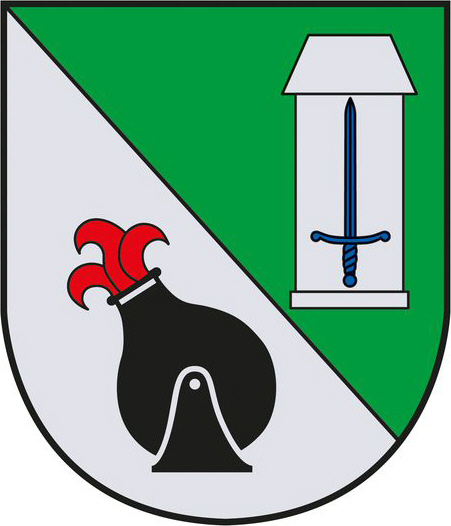
Stadl-Predlitz
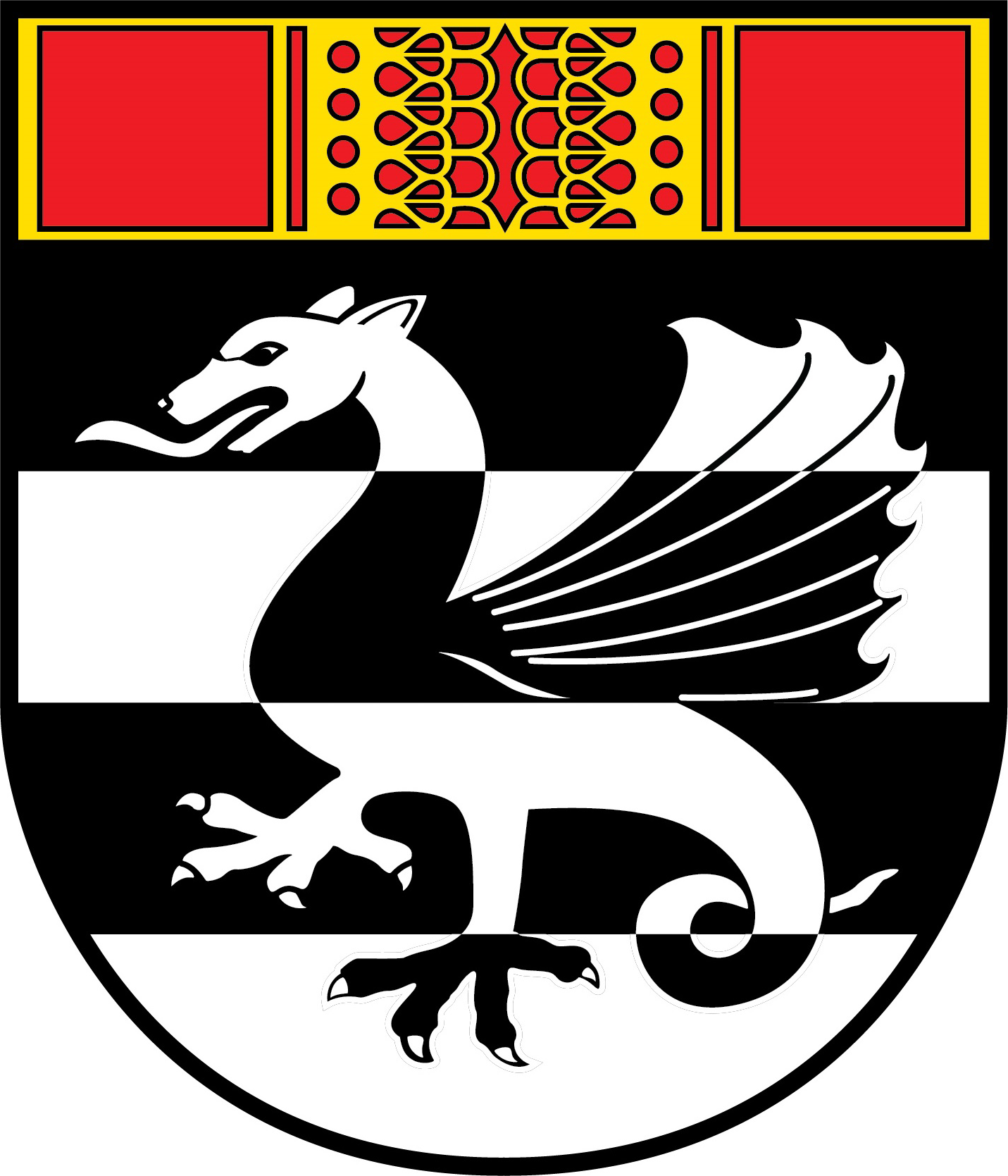
Teufenbach-Katsch

## Bezirk Murtal

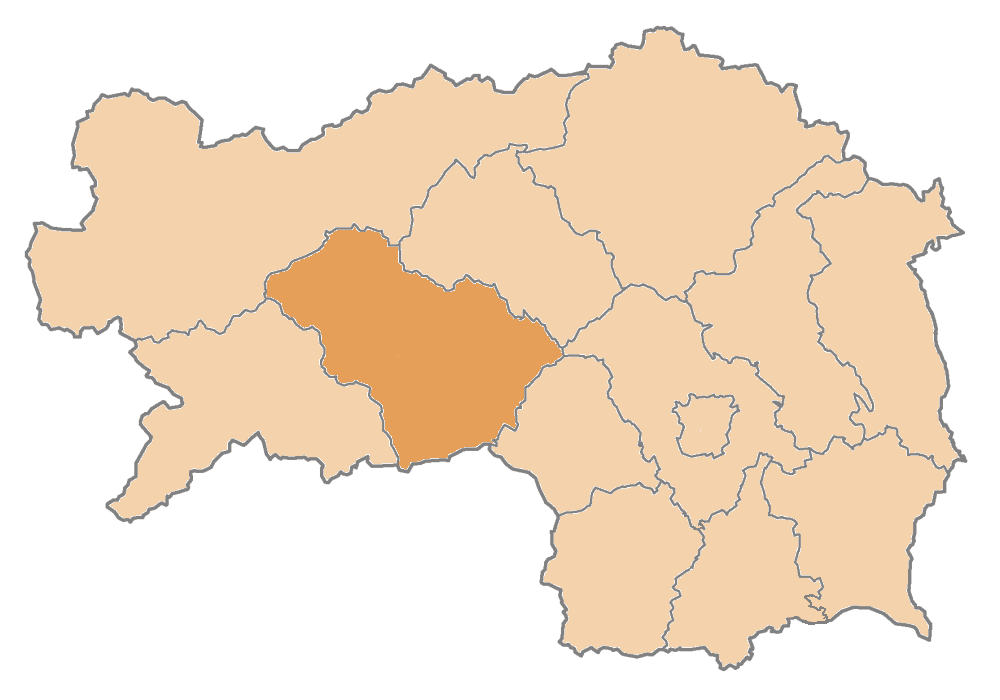
Lage in der Steiermark
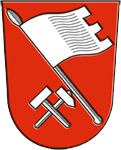
Fohnsdorf
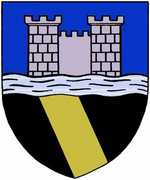
Gaal
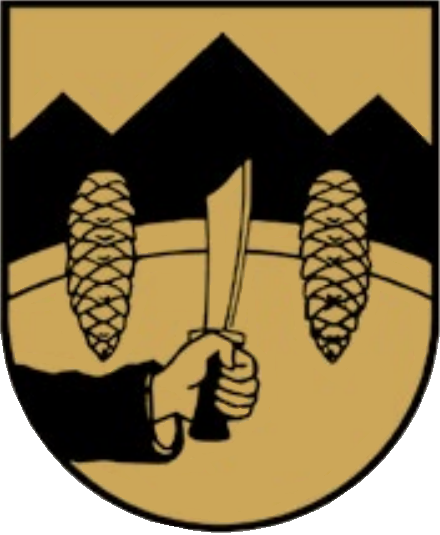
Hohentauern
Judenburg
Knittelfeld
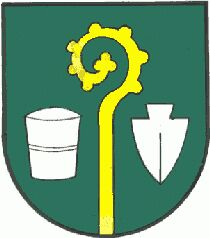
Kobenz
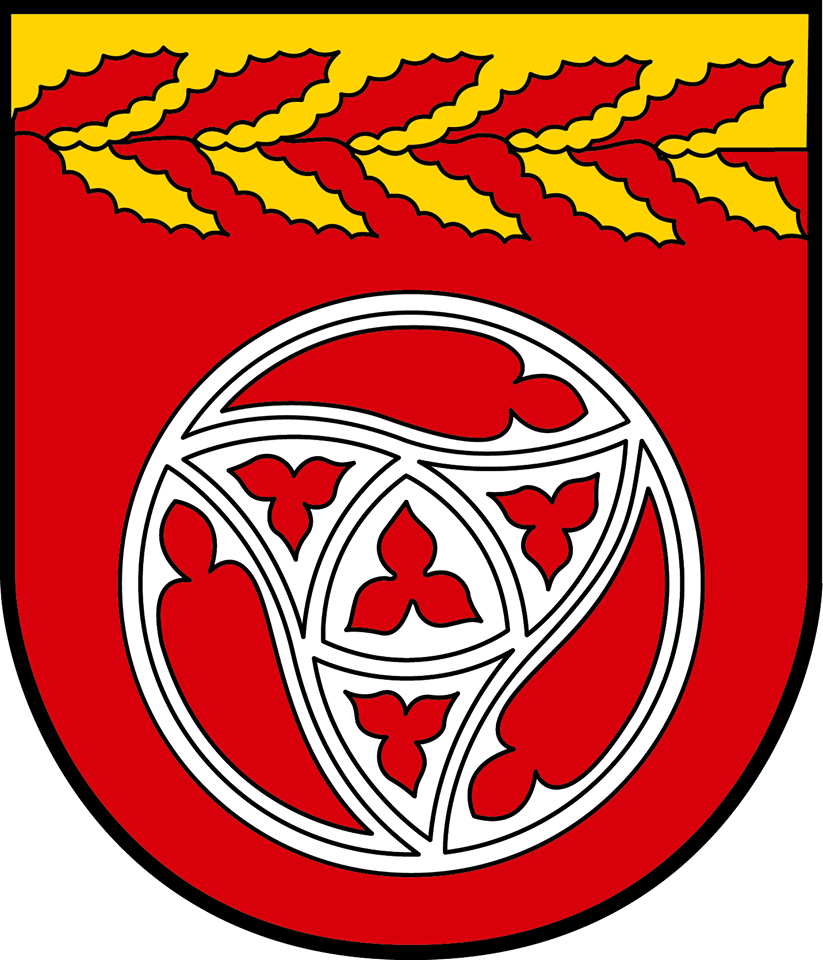
Lobmingtal
Obdach
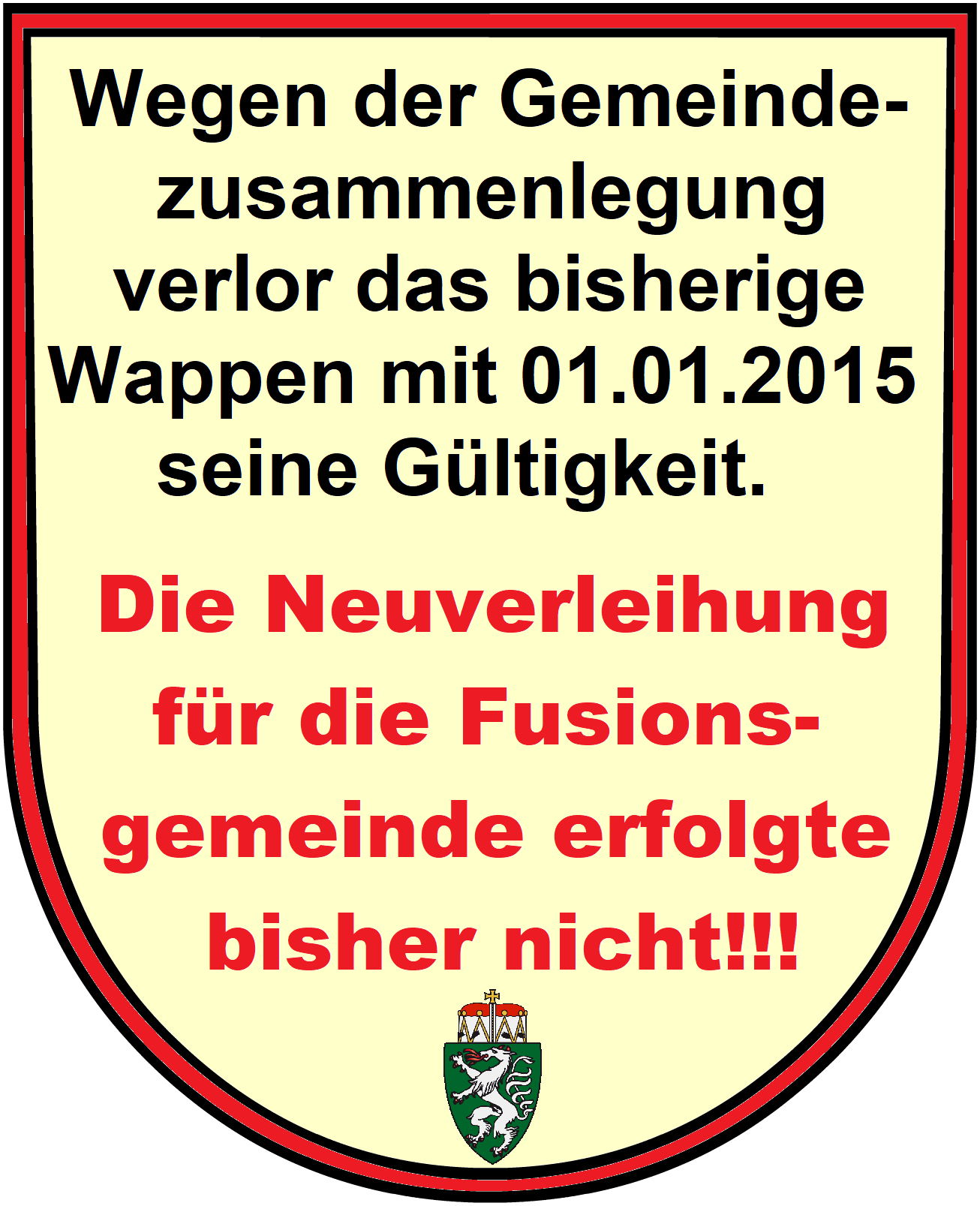
Pöls-Oberkurzheim
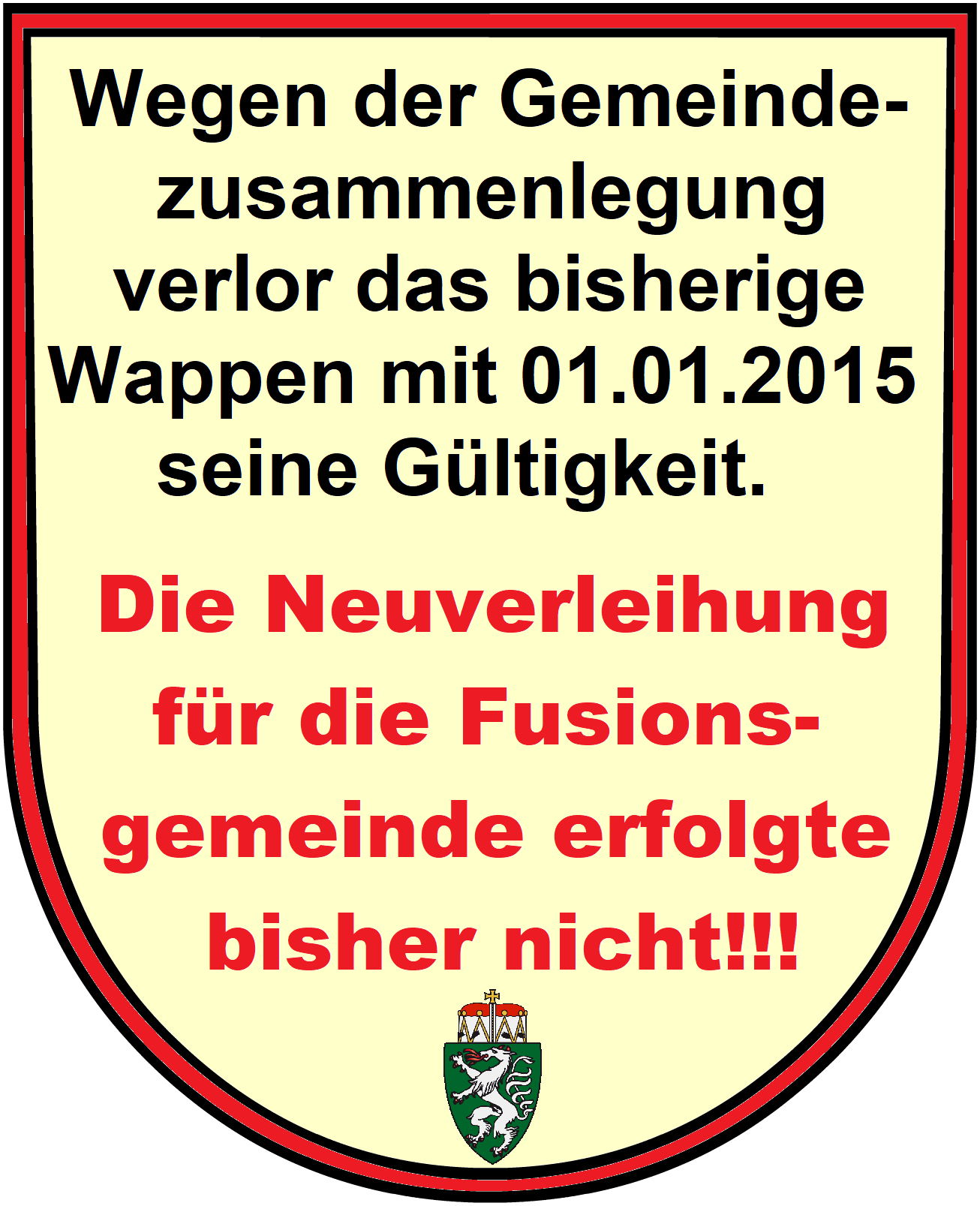
Pölstal
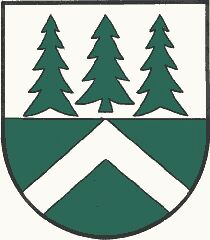
Pusterwald
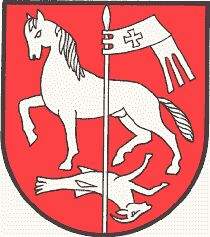
Sankt Georgen ob Judenburg
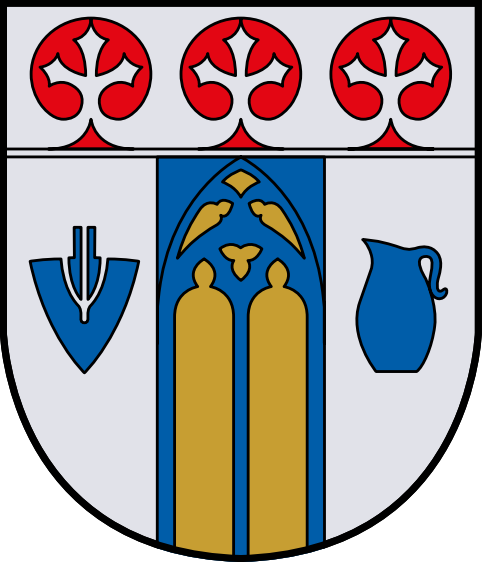
Sankt Marein-Feistritz
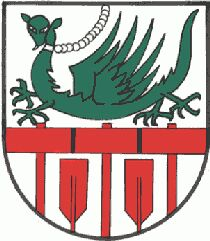
Sankt Margarethen bei Knittelfeld
Sankt Peter ob Judenburg
Seckau
Spielberg
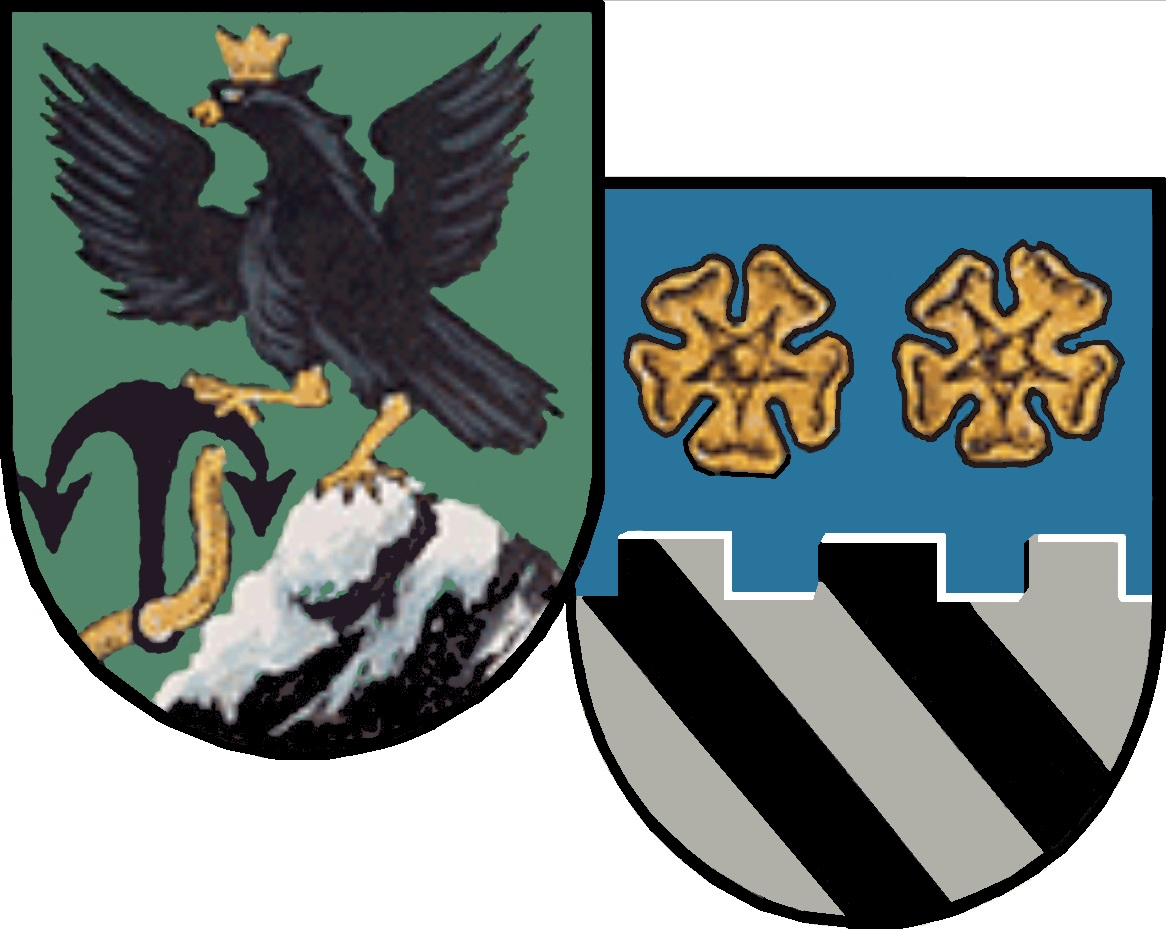
Unzmarkt-Frauenburg
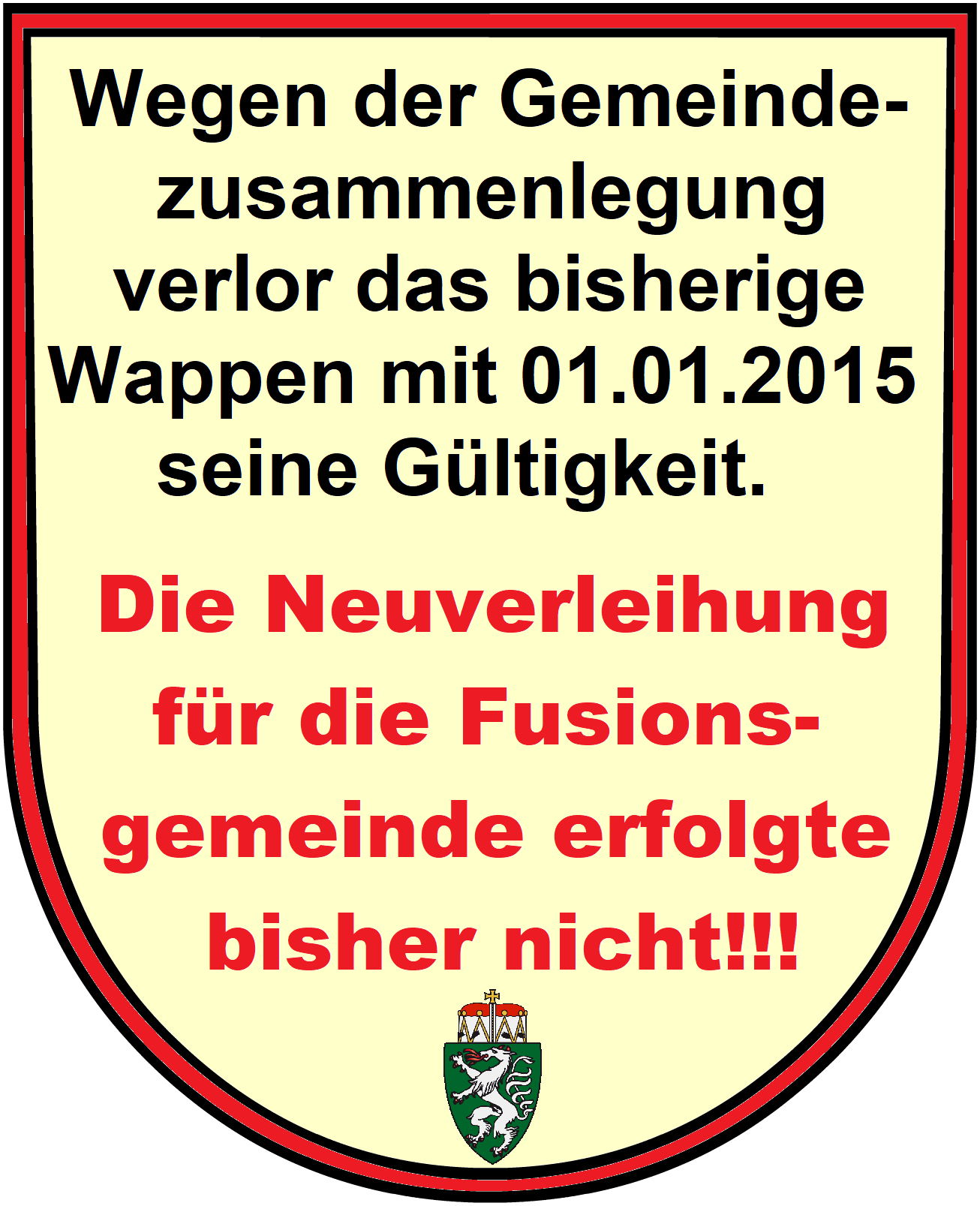
Weißkirchen in Steiermark
Zeltweg

## Bezirk Südoststeiermark

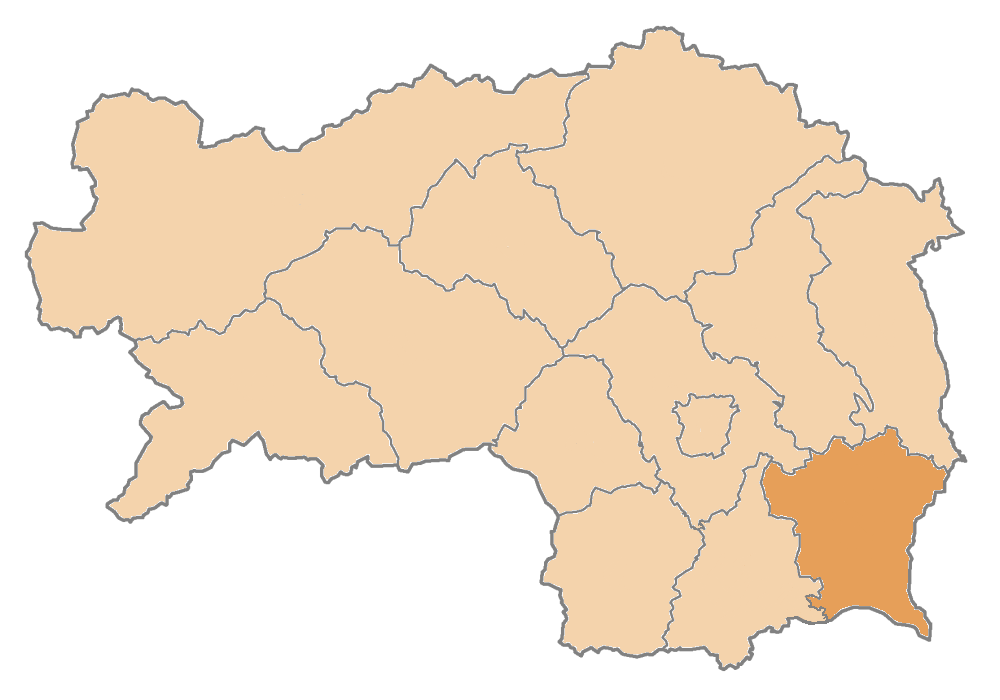
Lage in der Steiermark
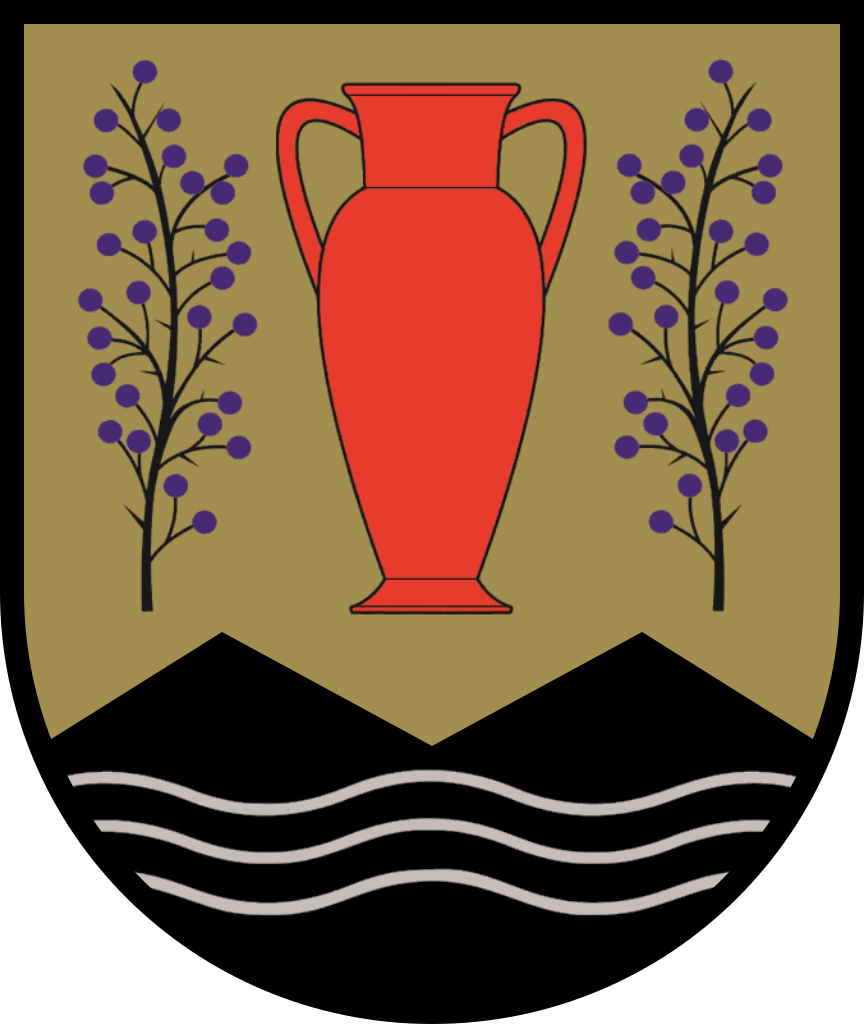
Bad Gleichenberg
Bad Radkersburg
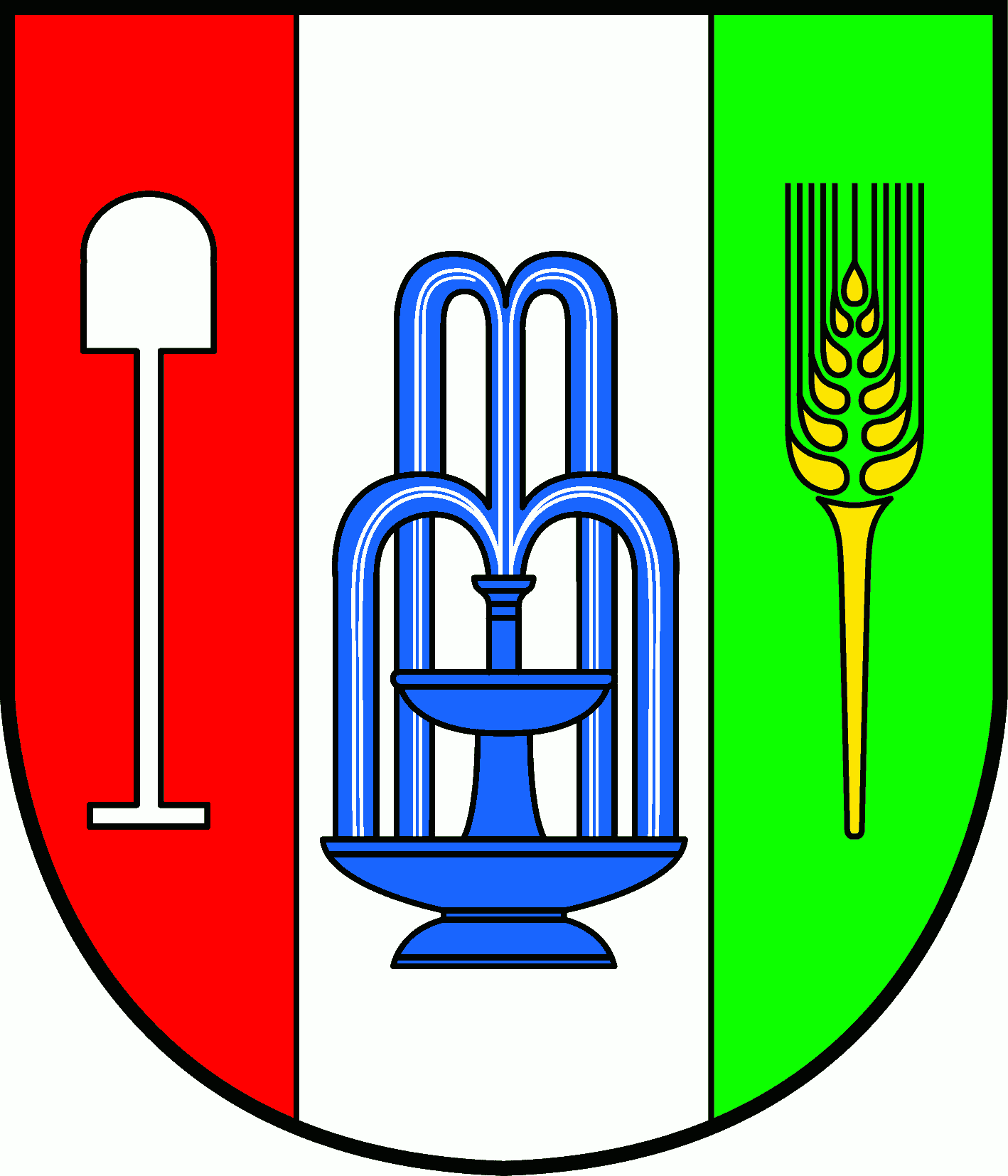
Deutsch Goritz
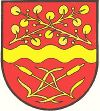
Edelsbach bei Feldbach
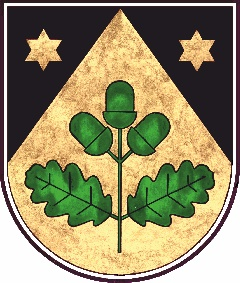
Eichkögl
Fehring
Feldbach
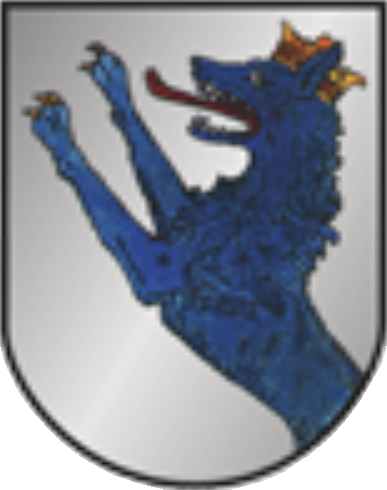
Gnas
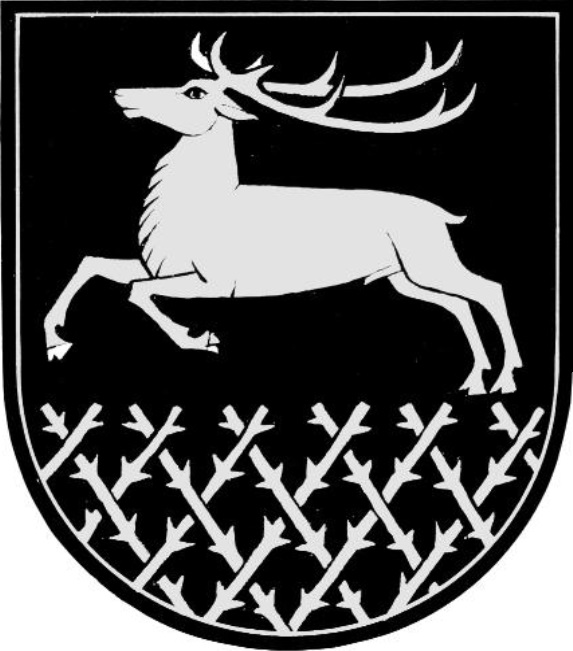
Halbenrain
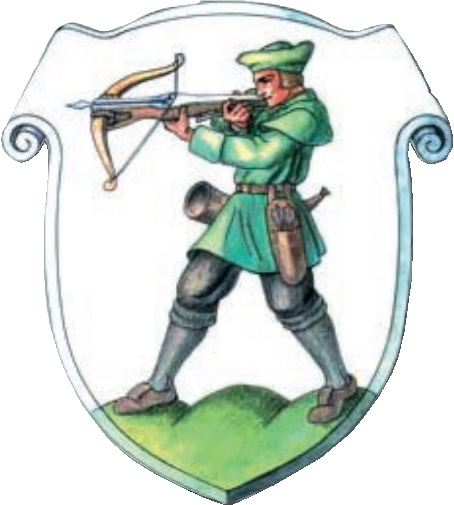
Jagerberg
Kapfenstein
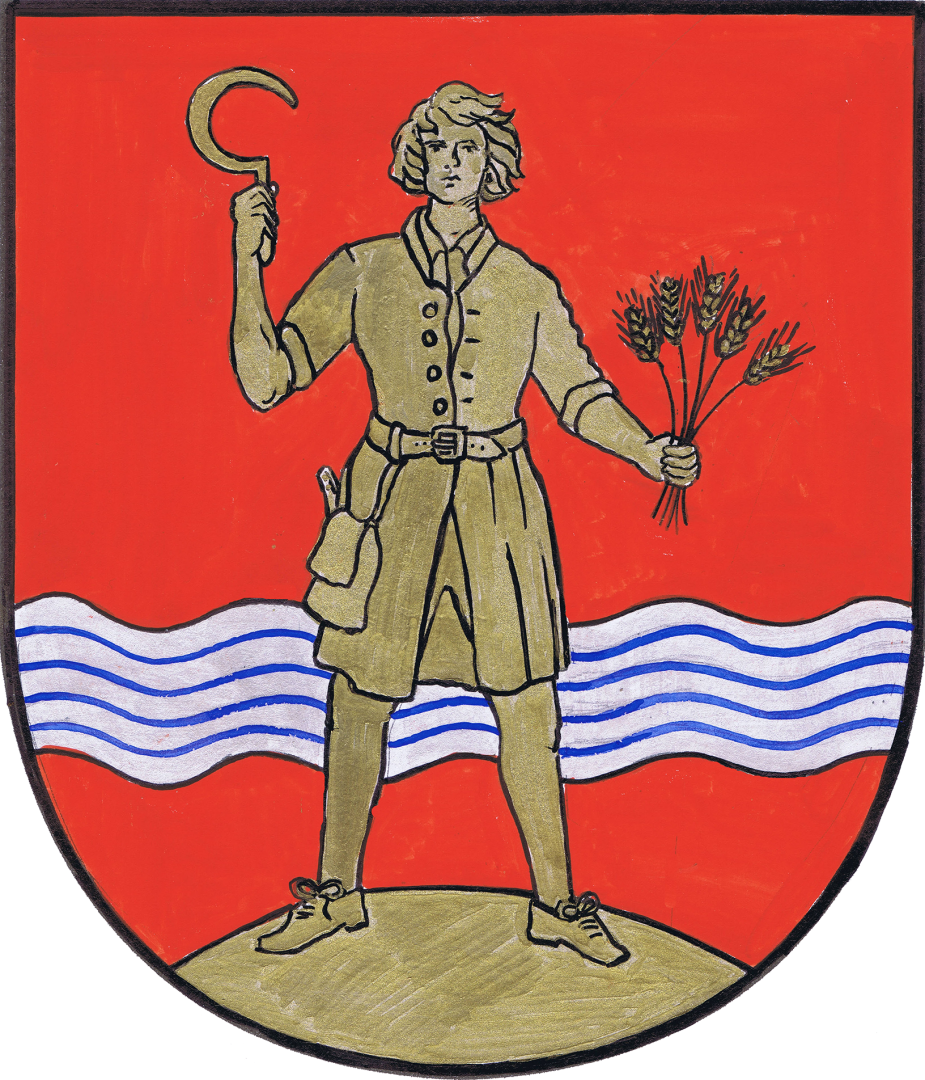
Kirchbach-Zerlach
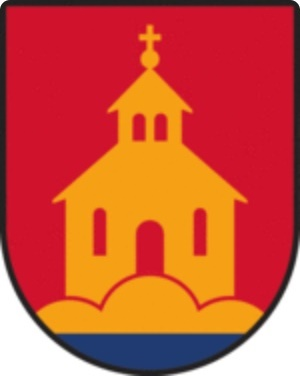
Kirchberg an der Raab
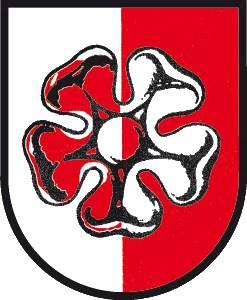
Klöch
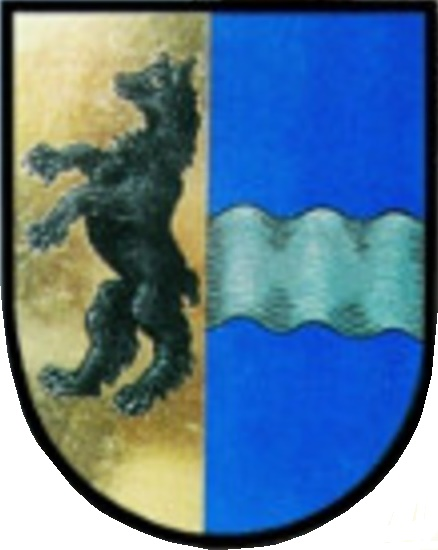
Mettersdorf am Saßbach
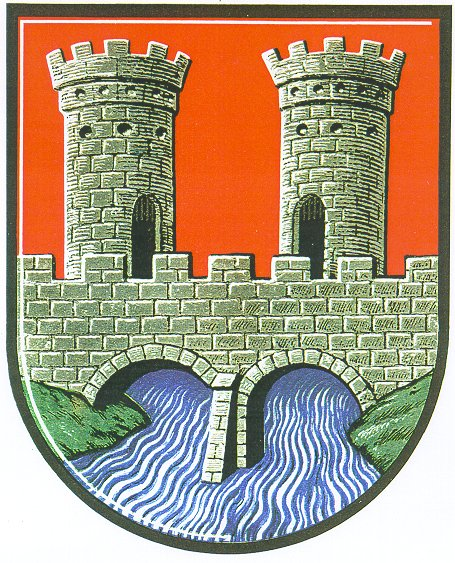
Mureck
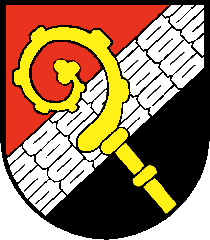
Paldau
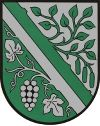
Pirching am Traubenberg
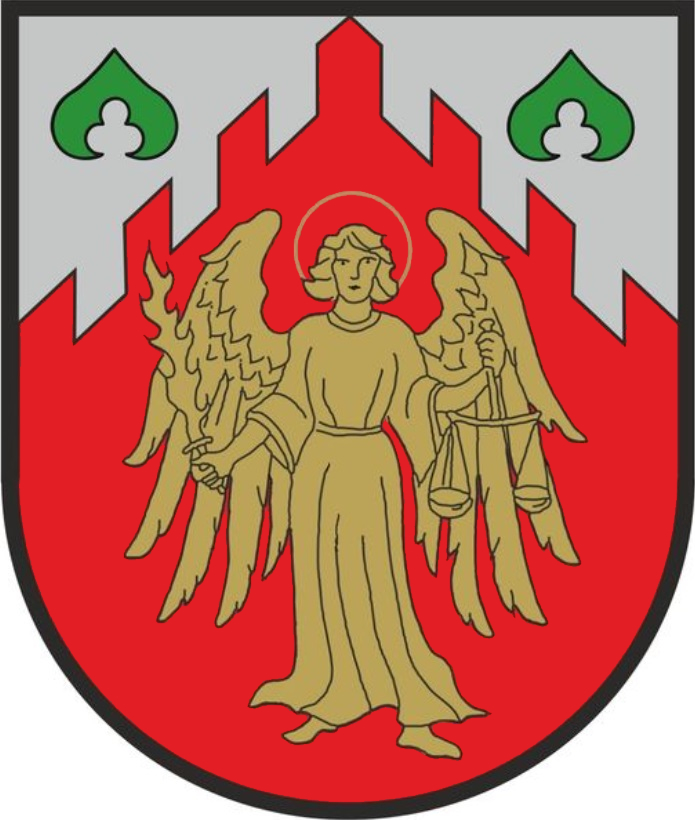
Riegersburg
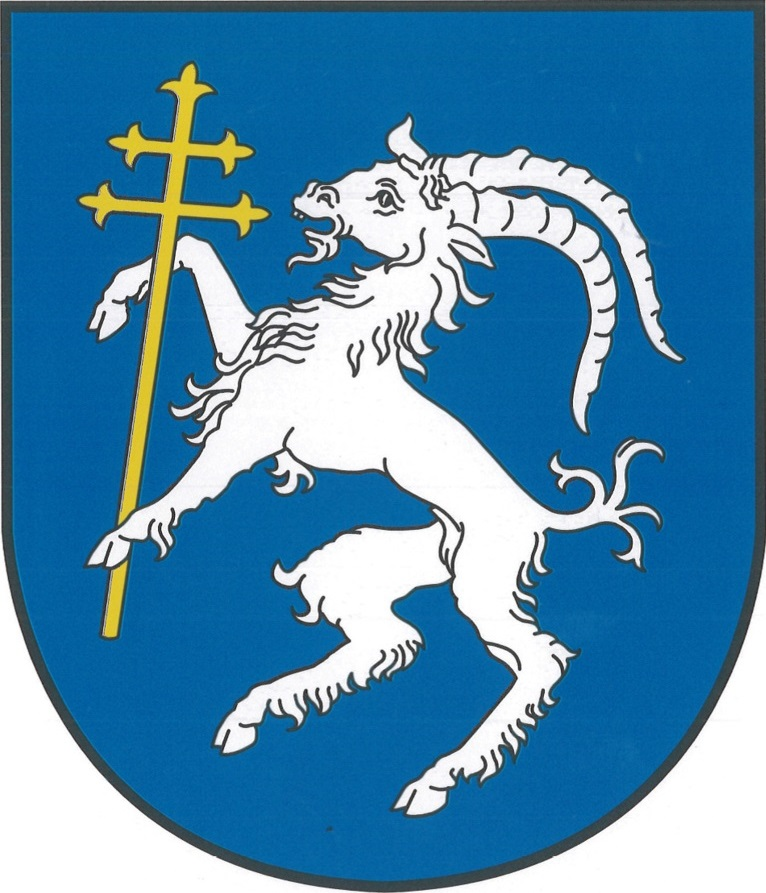
Sankt Anna am Aigen
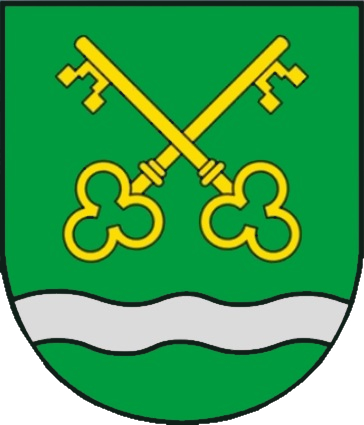
Sankt Peter am Ottersbach
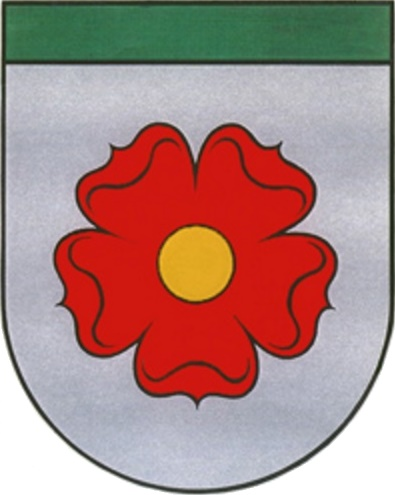
Sankt Stefan im Rosental
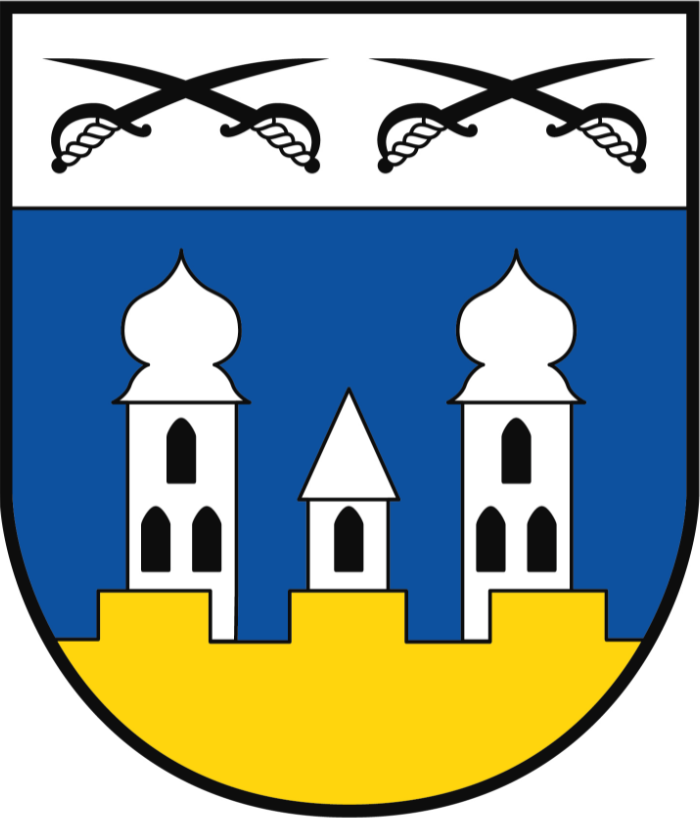
Straden
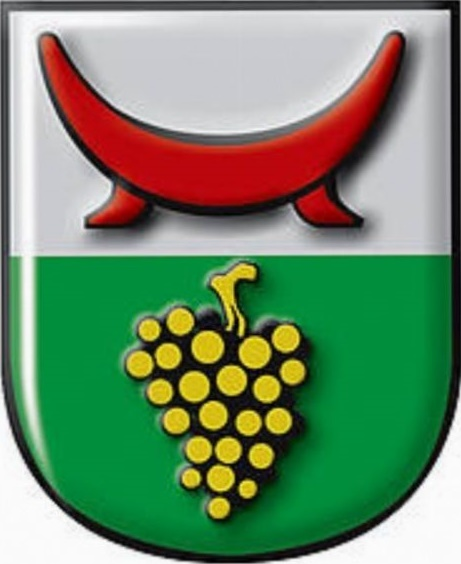
Tieschen
Unterlamm

## Bezirk Voitsberg

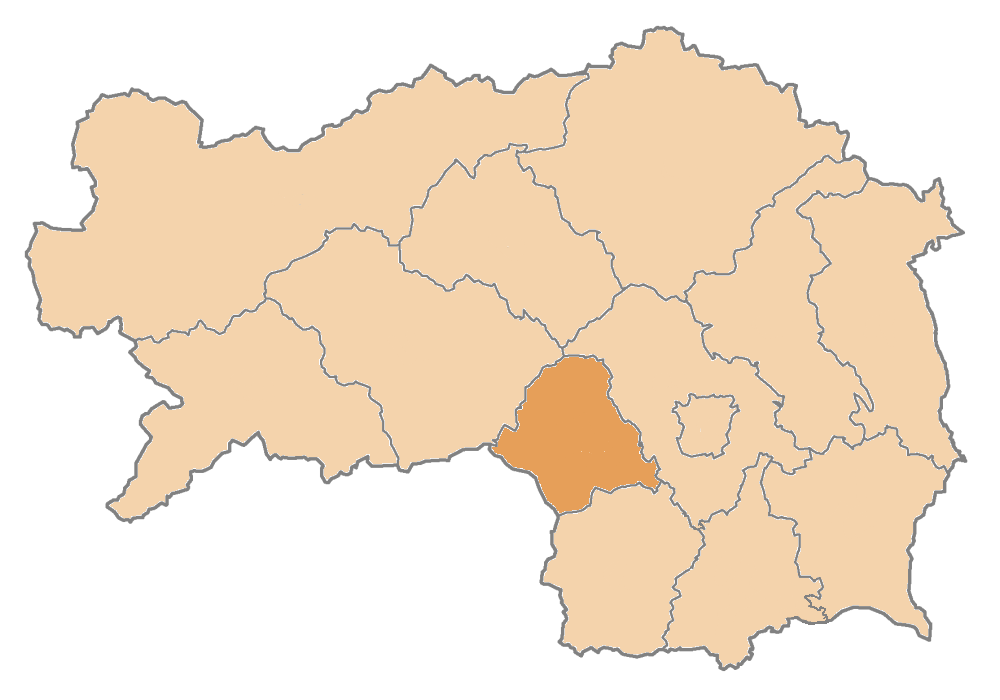
Lage in der Steiermark
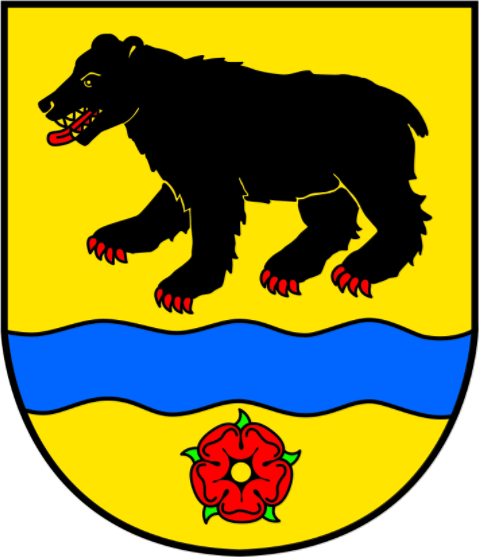
Bärnbach
Edelschrott
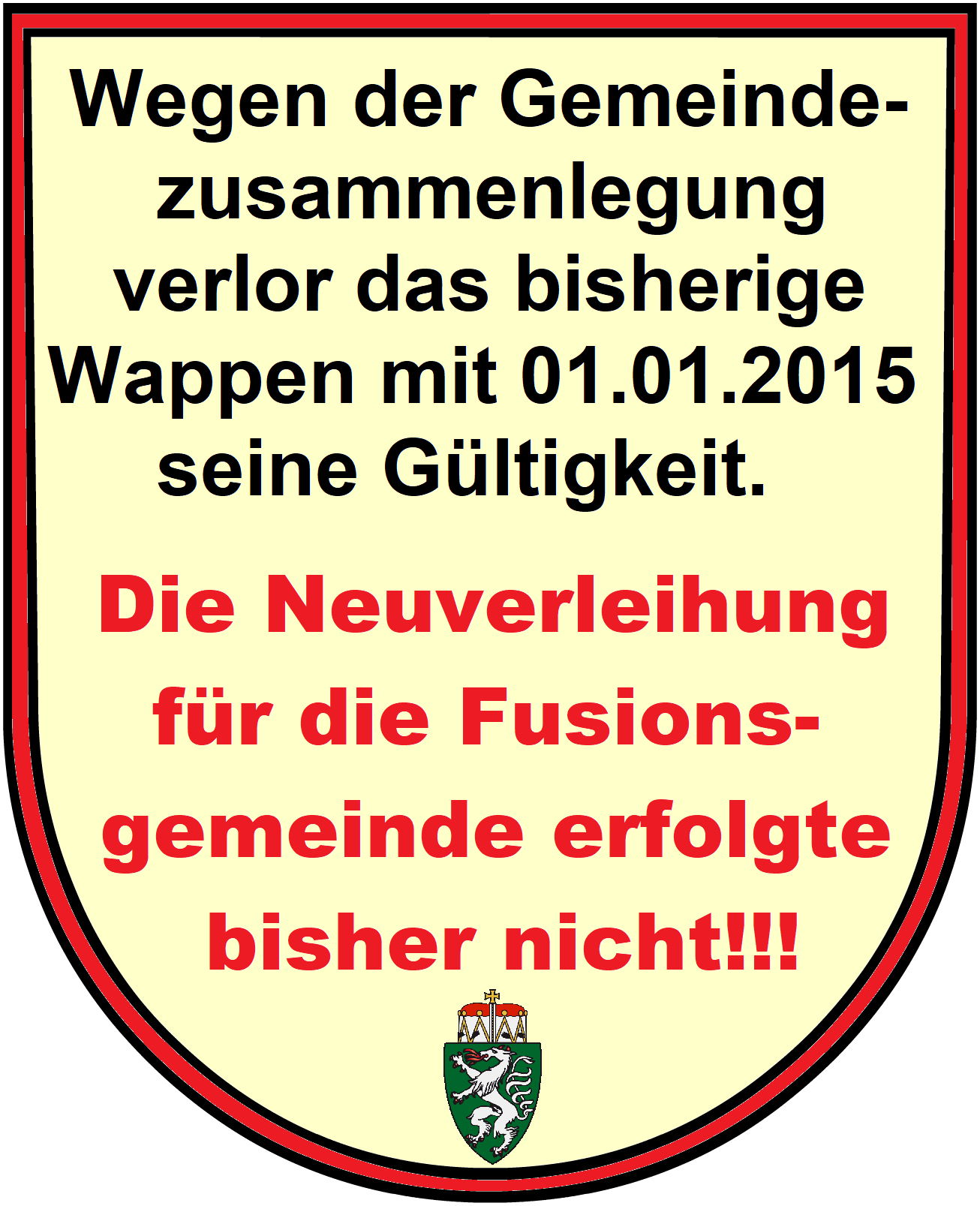
Geistthal-Södingberg
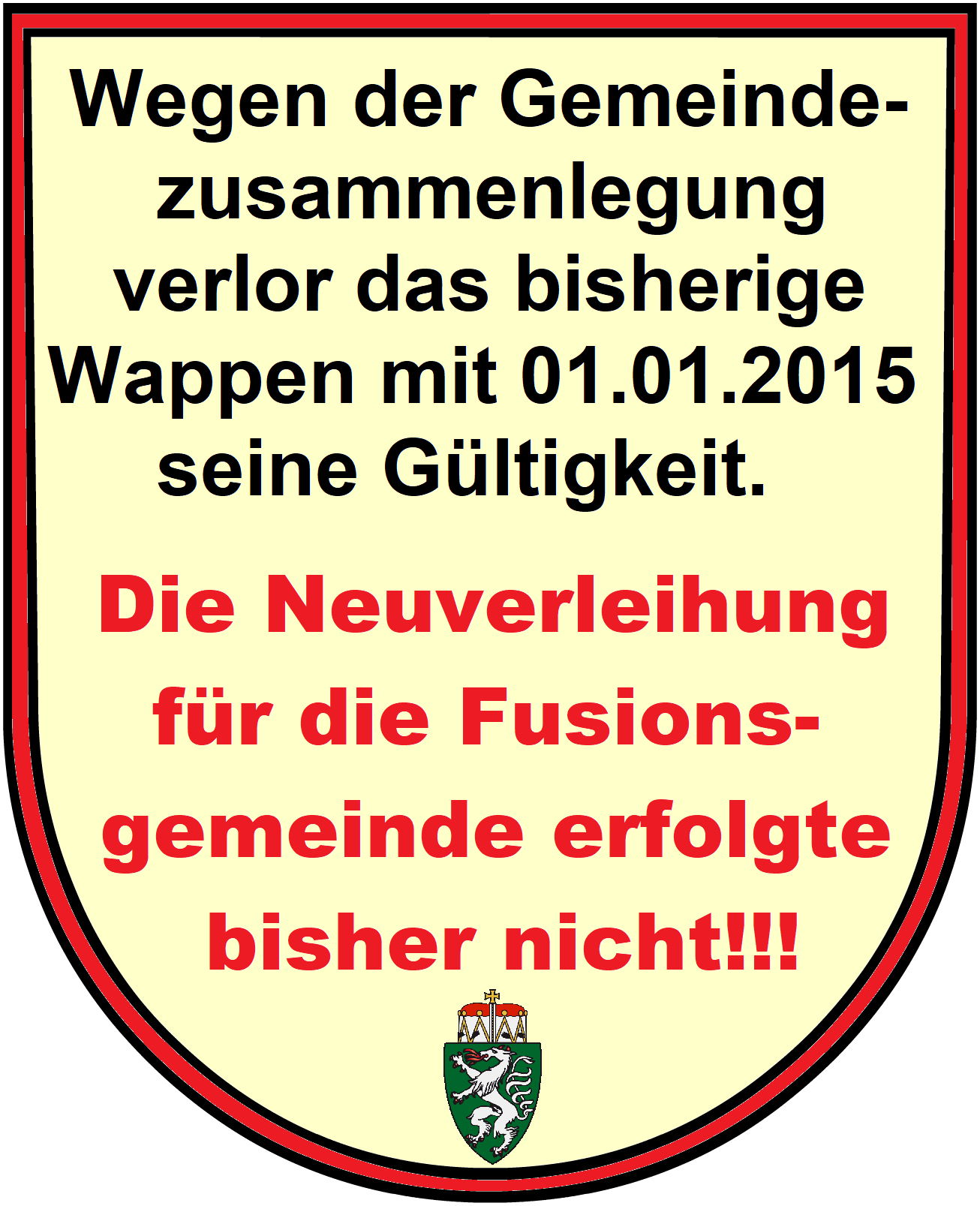
Hirschegg-Pack
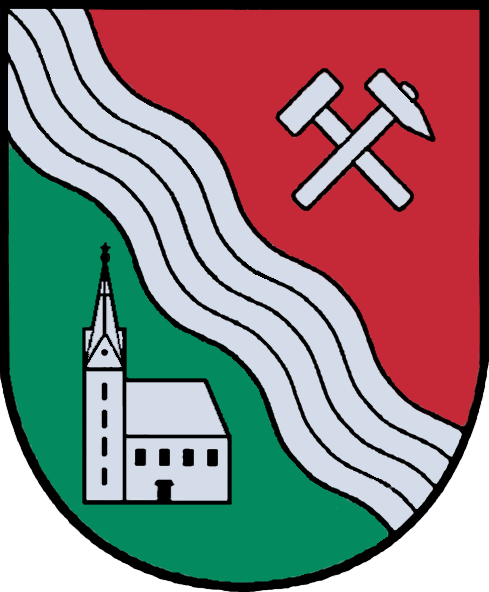
Kainach bei Voitsberg
Köflach
Krottendorf-Gaisfeld
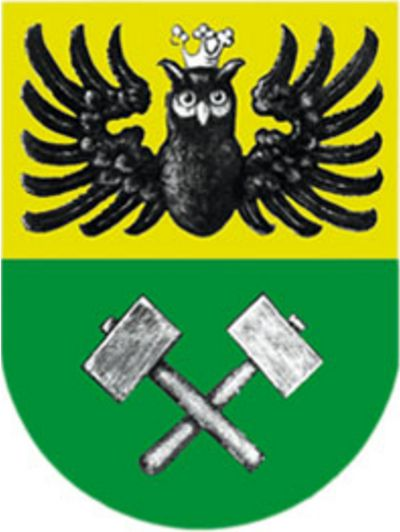
Ligist
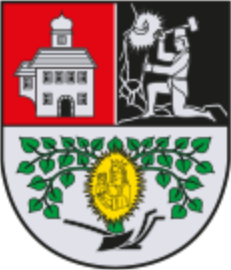
Maria Lankowitz
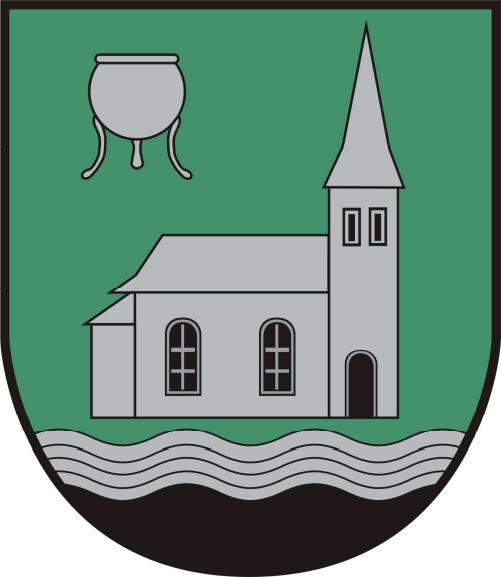
Mooskirchen
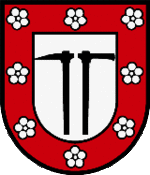
Rosental an der Kainach
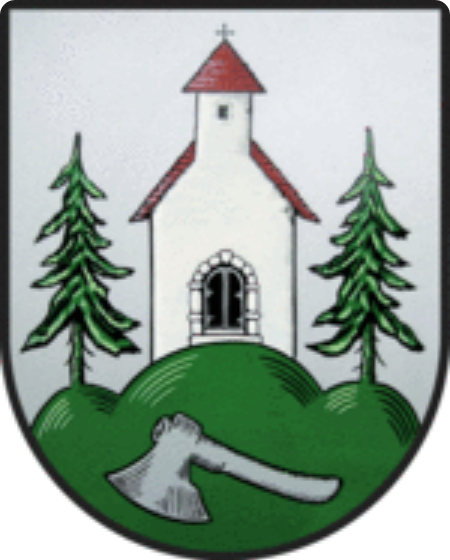
Sankt Martin am Wöllmißberg
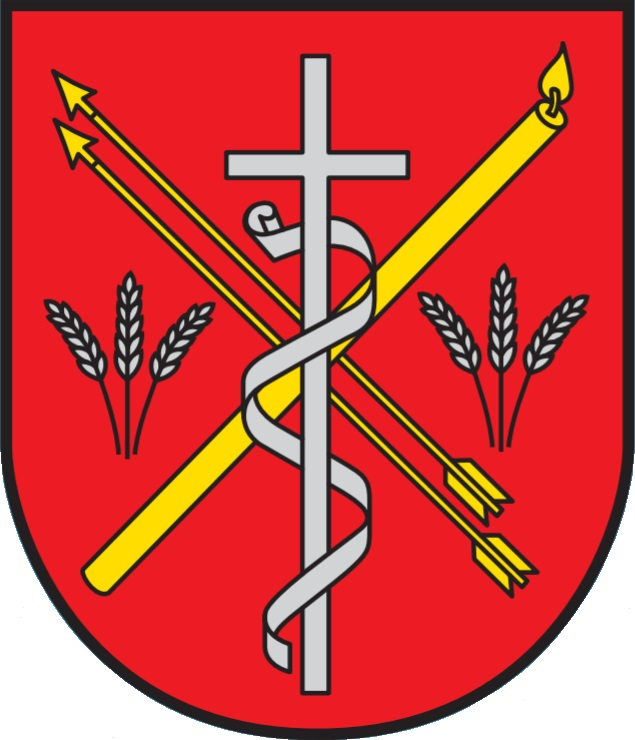
Söding-Sankt Johann
Stallhofen
Voitsberg

## Bezirk Weiz

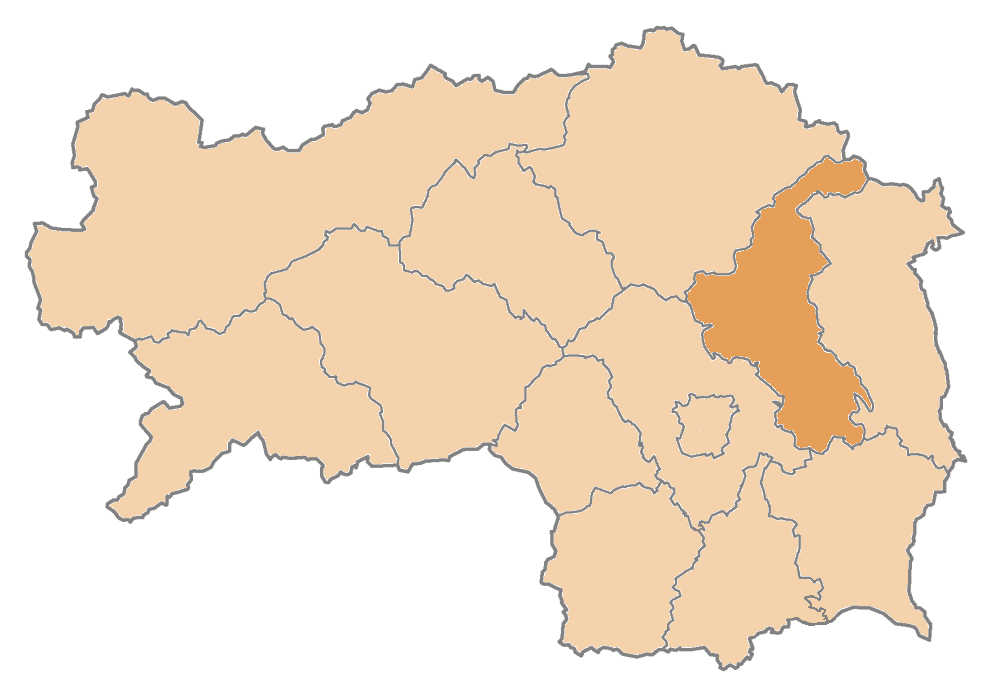
Lage in der Steiermark
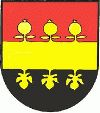
Albersdorf-Prebuch
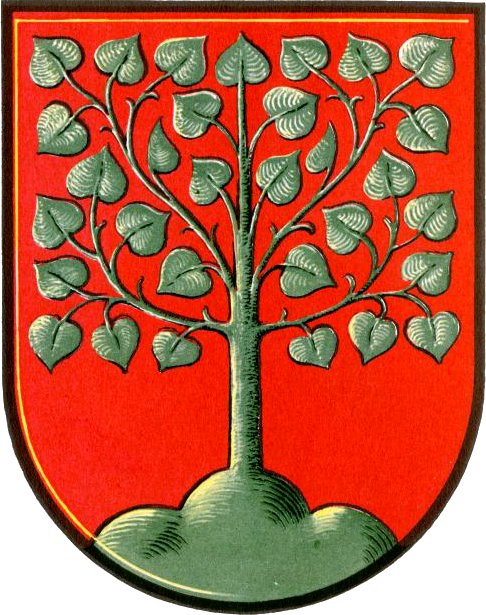
Anger
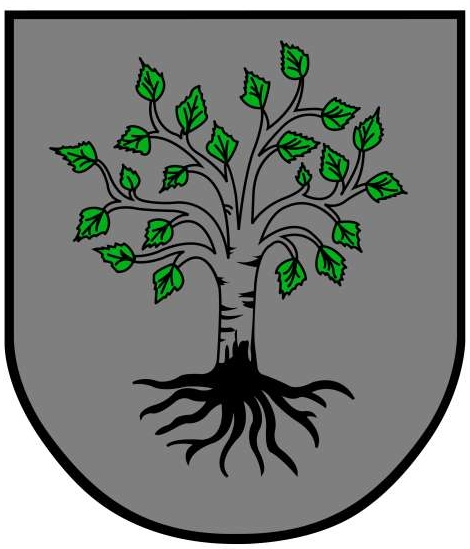
Birkfeld
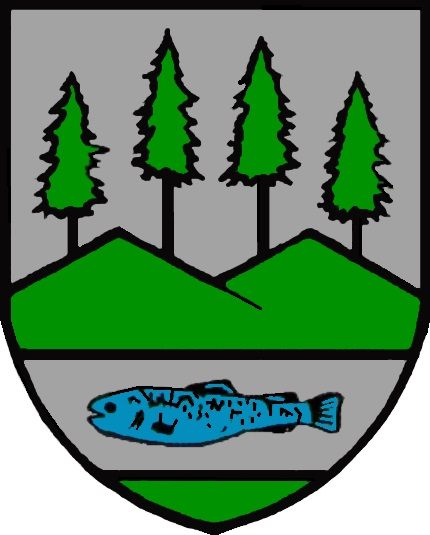
Fischbach
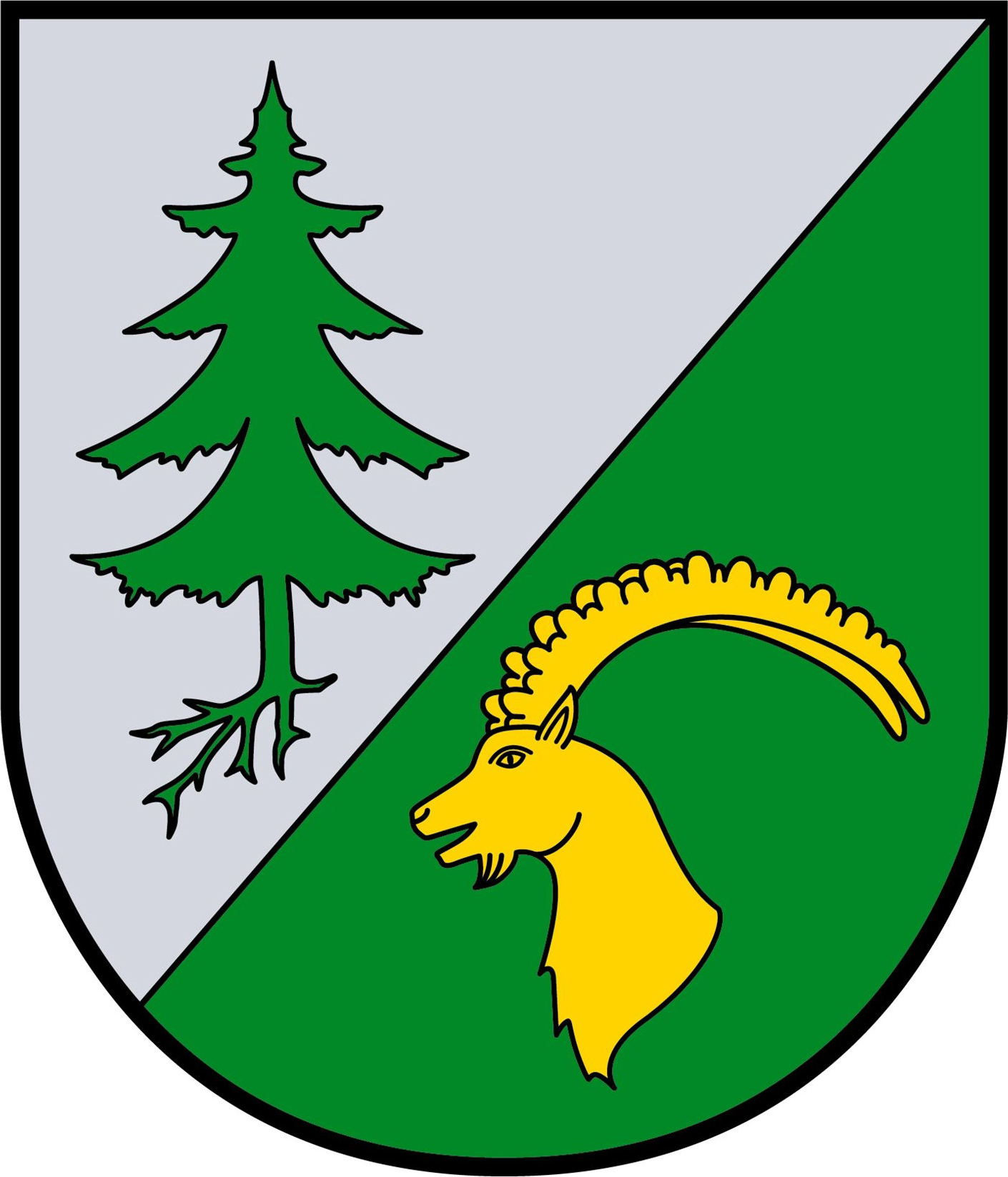
Fladnitz an der Teichalm
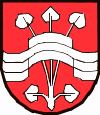
Floing
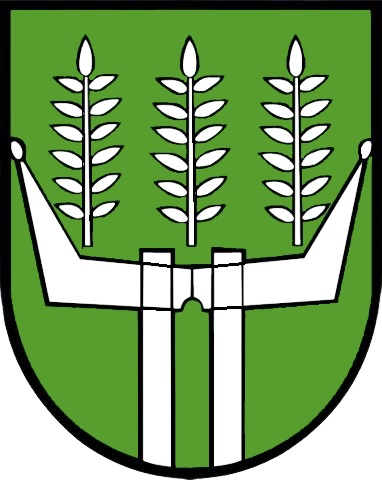
Gasen
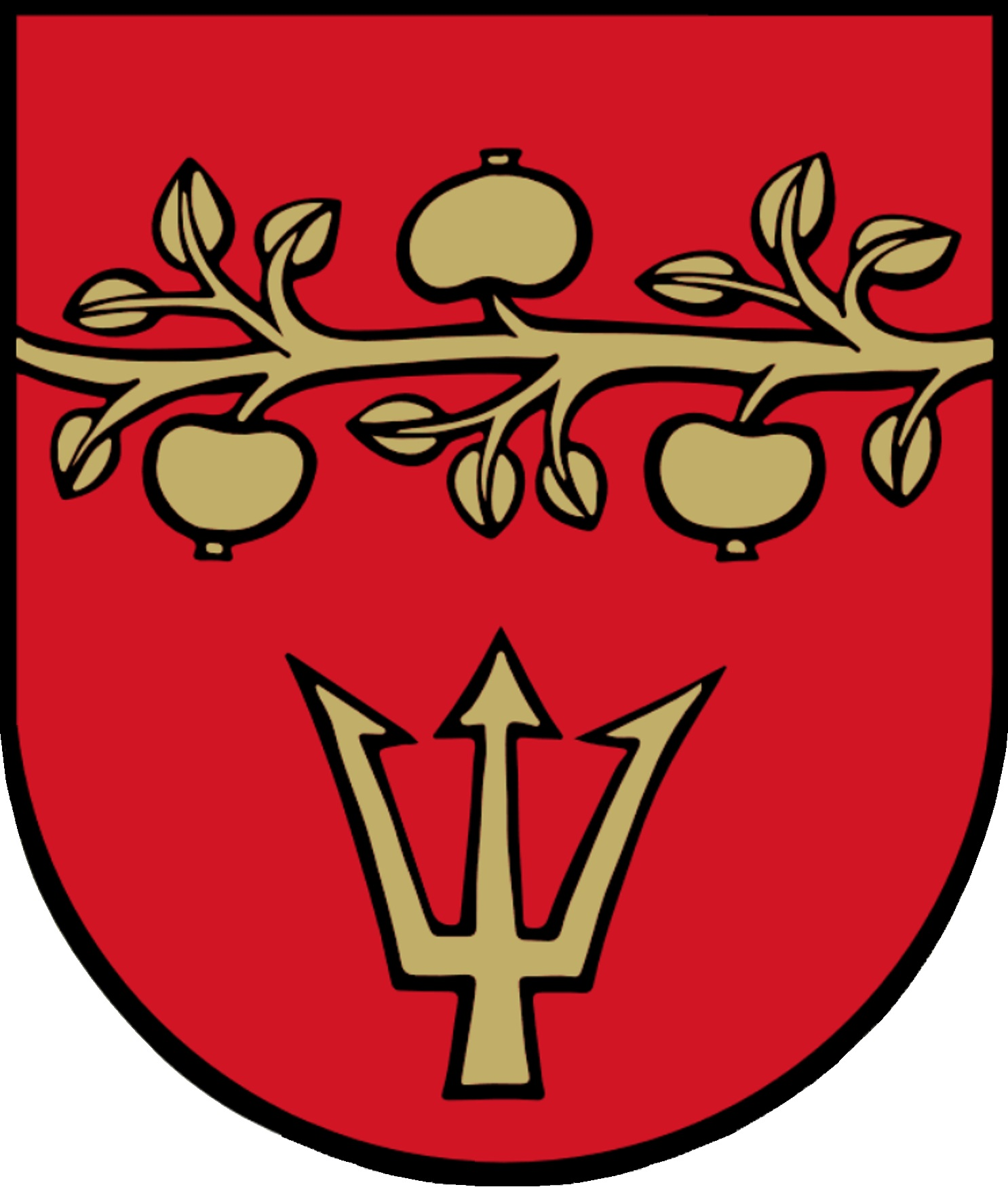
Gersdorf an der Feistritz
Gleisdorf
Gutenberg-Stenzengreith
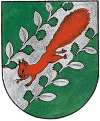
Hofstätten an der Raab
Ilztal
Ludersdorf-Wilfersdorf
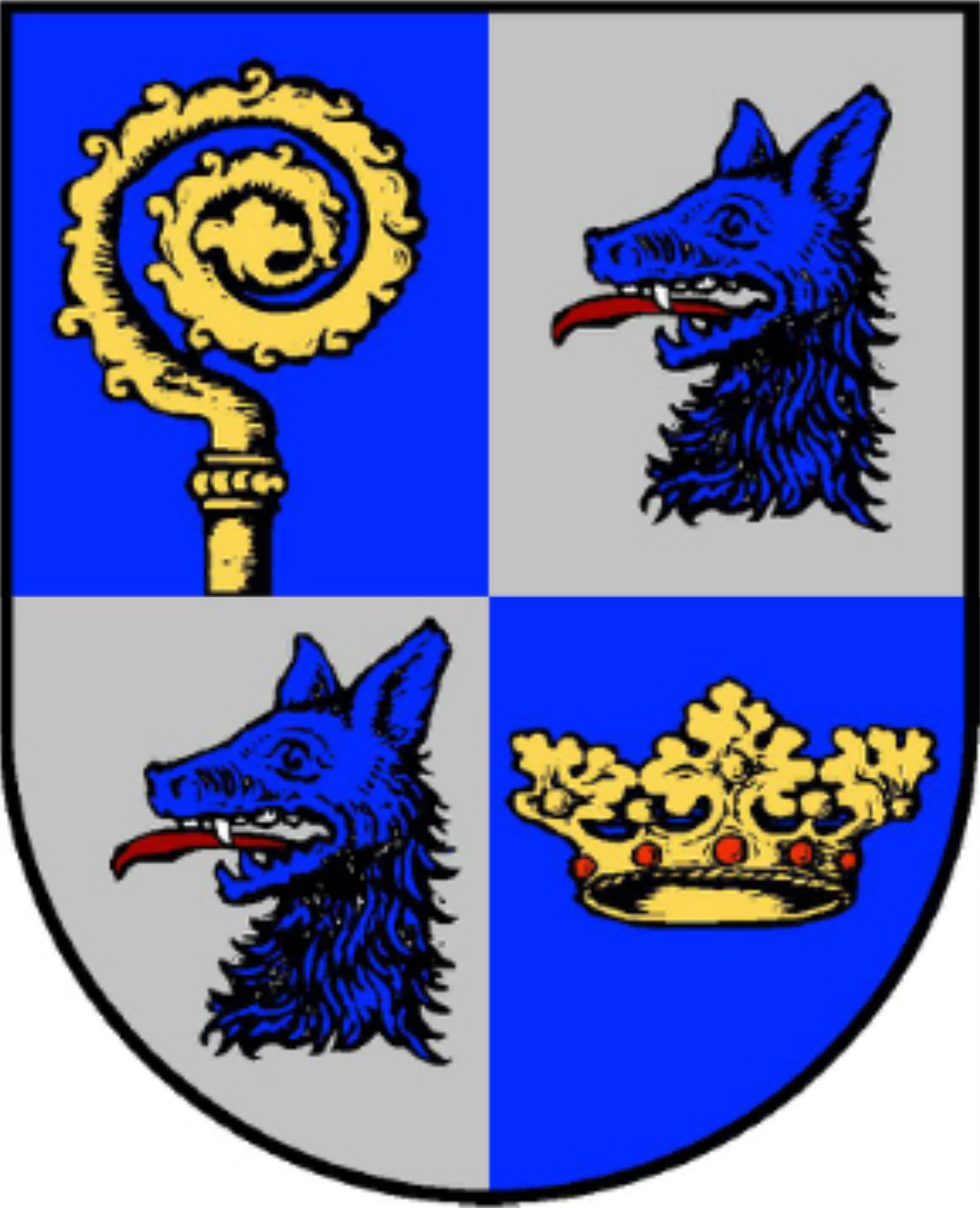
Markt Hartmannsdorf
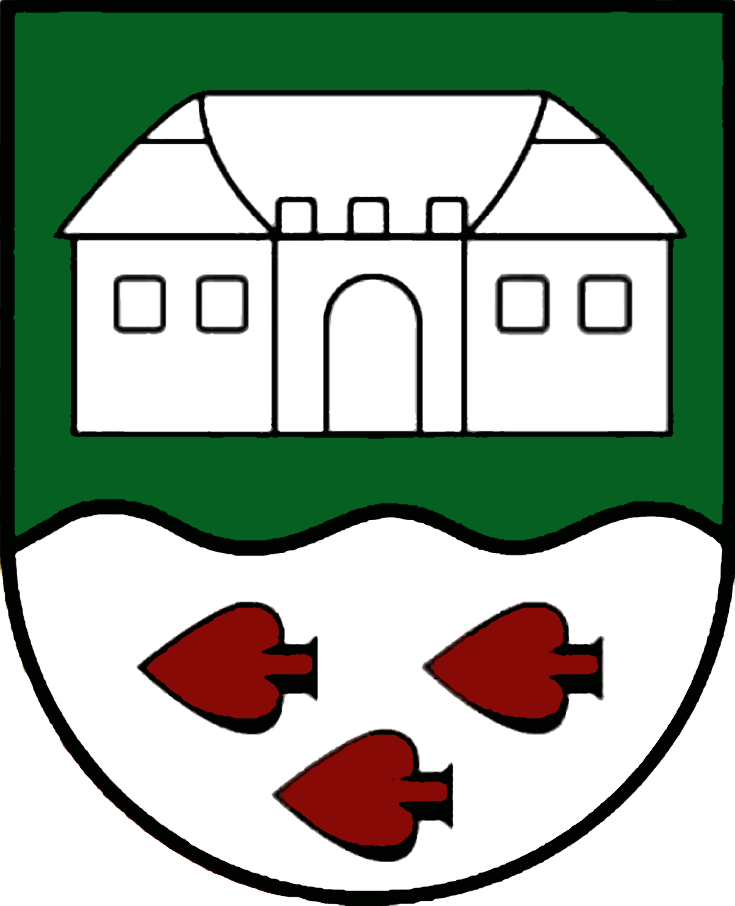
Miesenbach bei Birkfeld
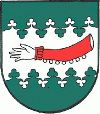
Mitterdorf an der Raab
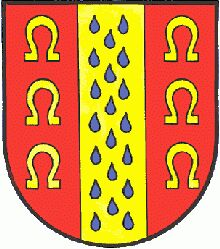
Mortantsch
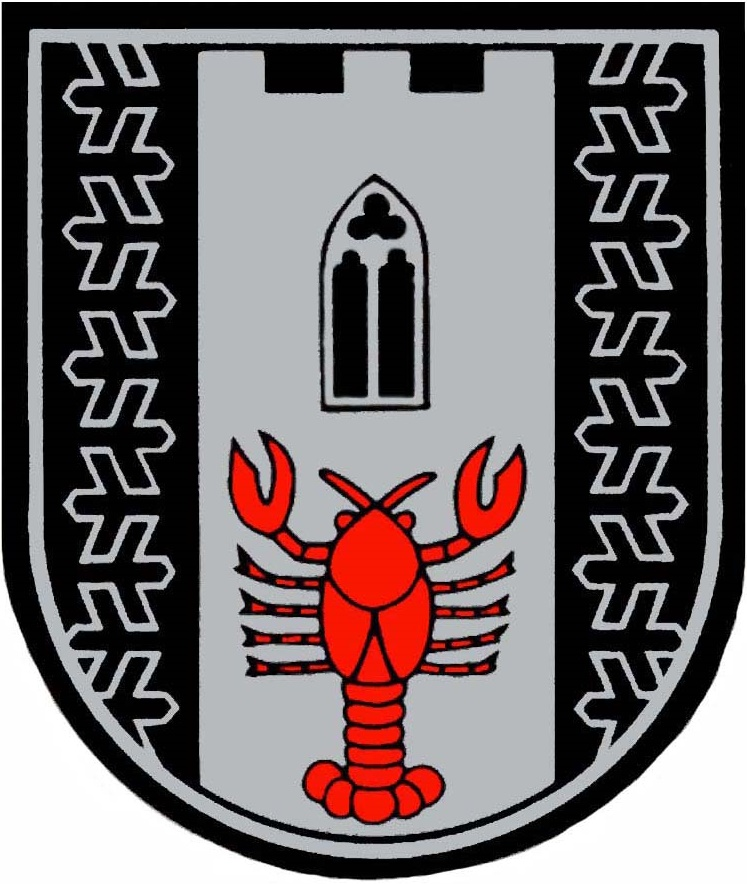
Naas
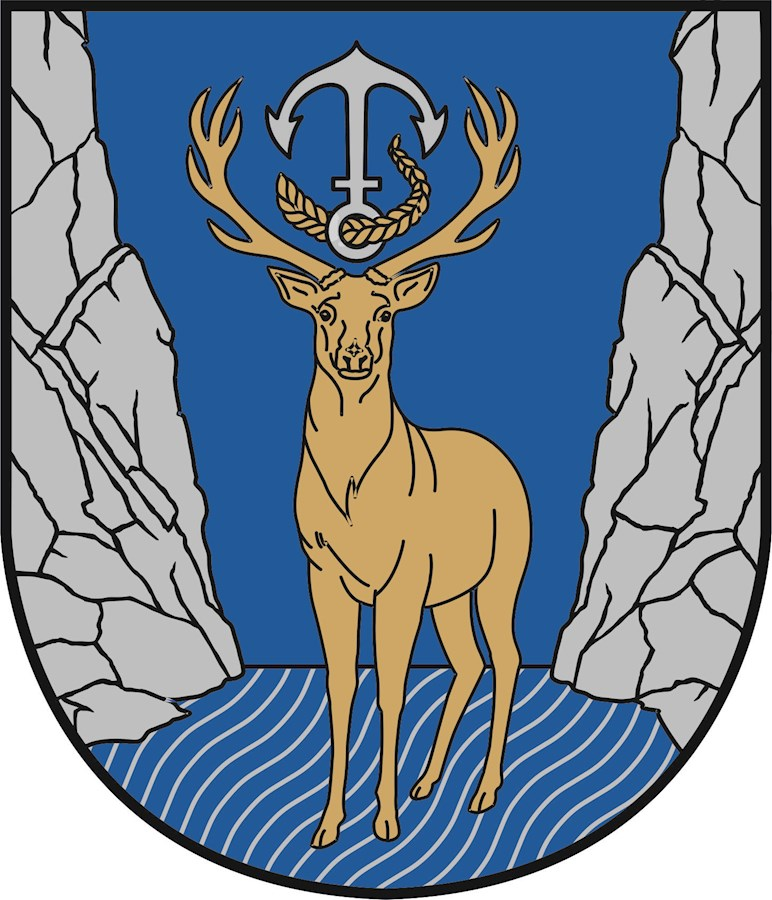
Passail
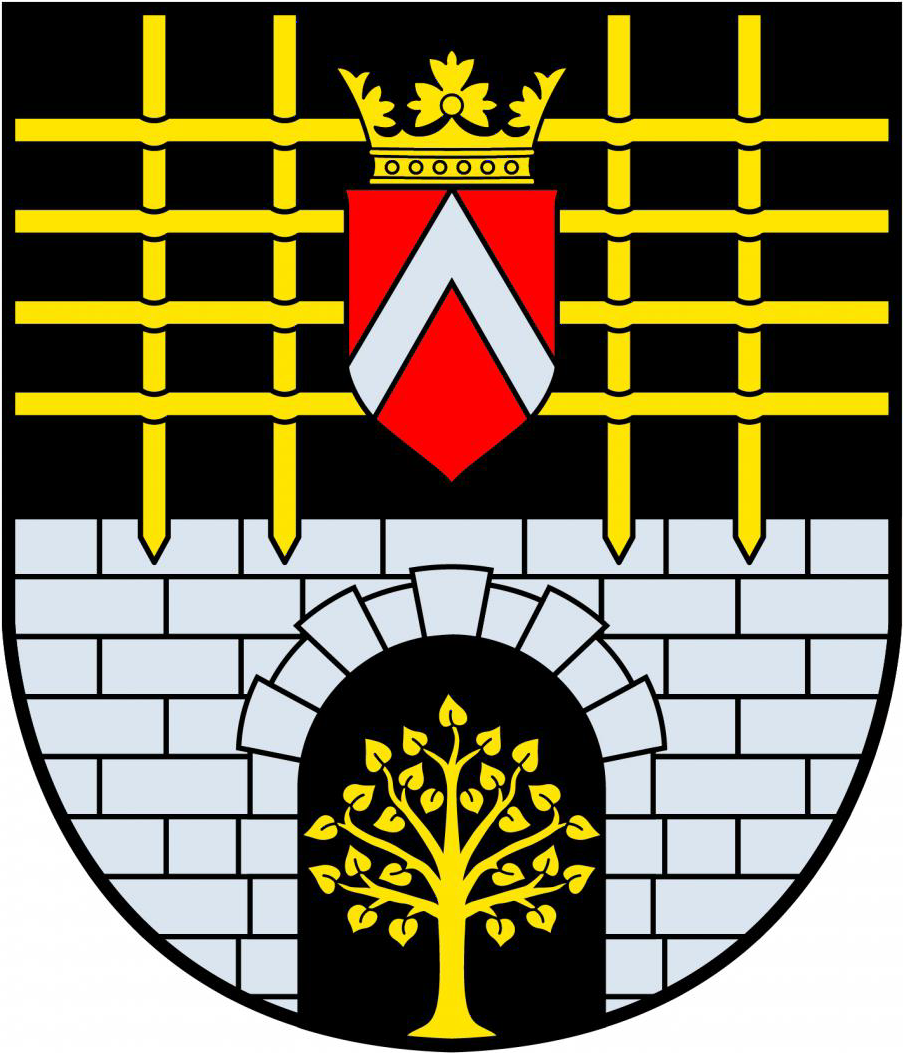
Pischelsdorf am Kulm
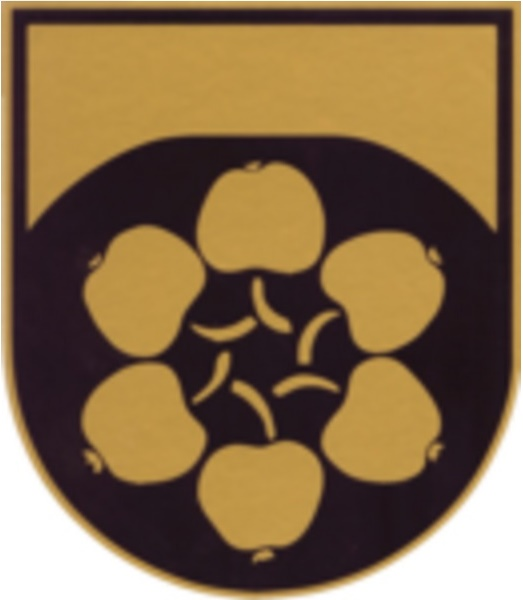
Puch bei Weiz
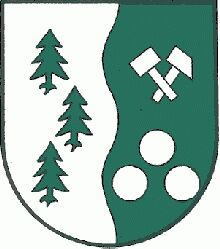
Ratten
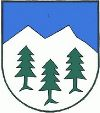
Rettenegg
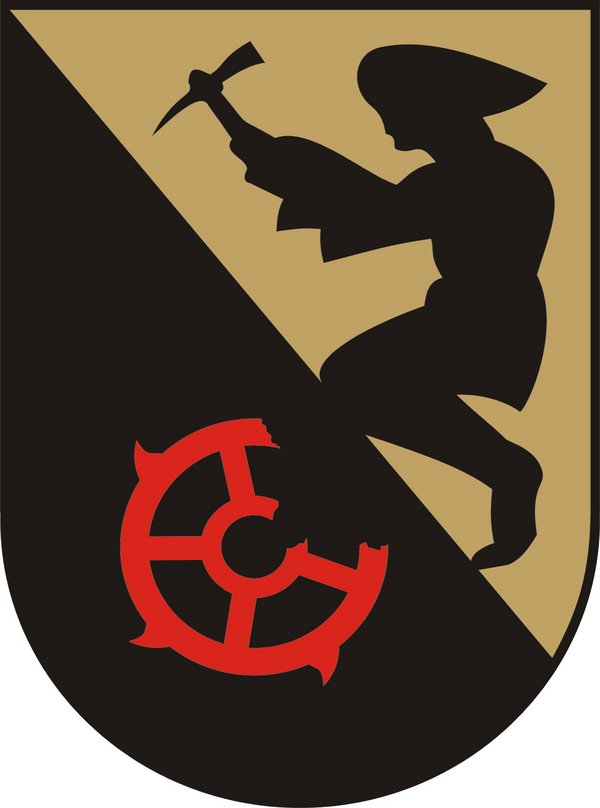
St. Kathrein am Hauenstein
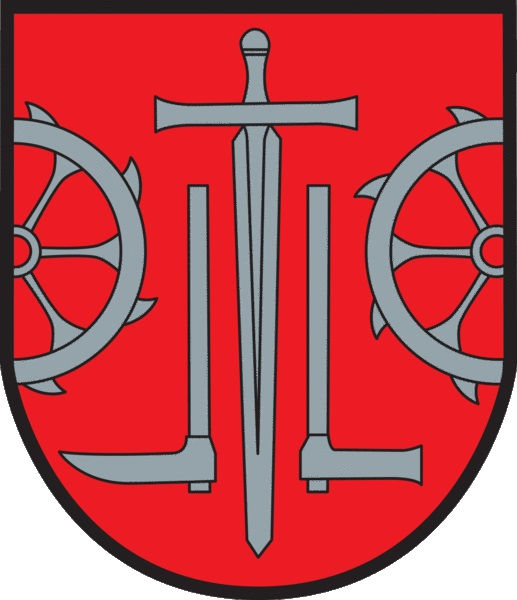
Sankt Kathrein am Offenegg
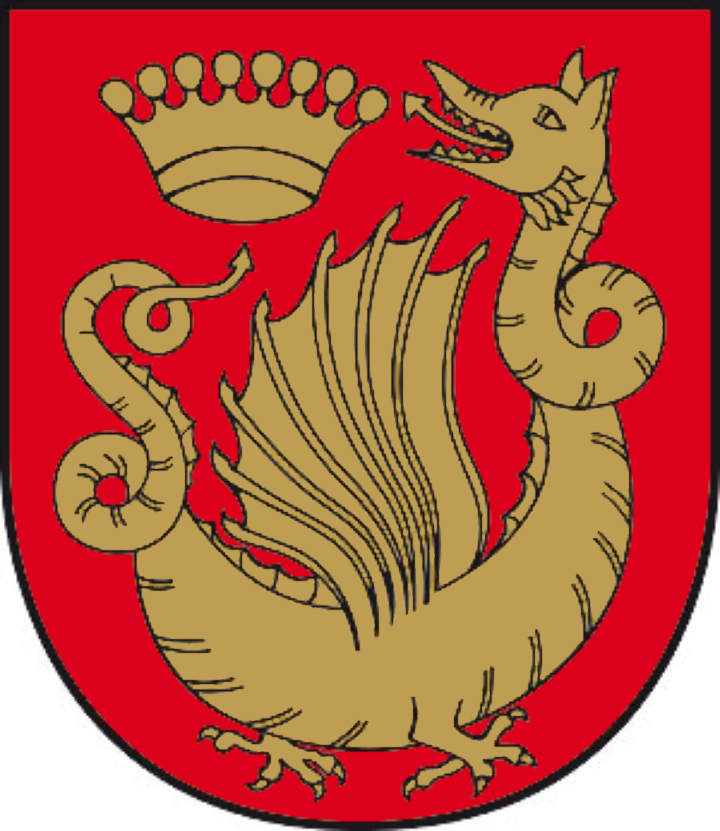
St. Margarethen an der Raab
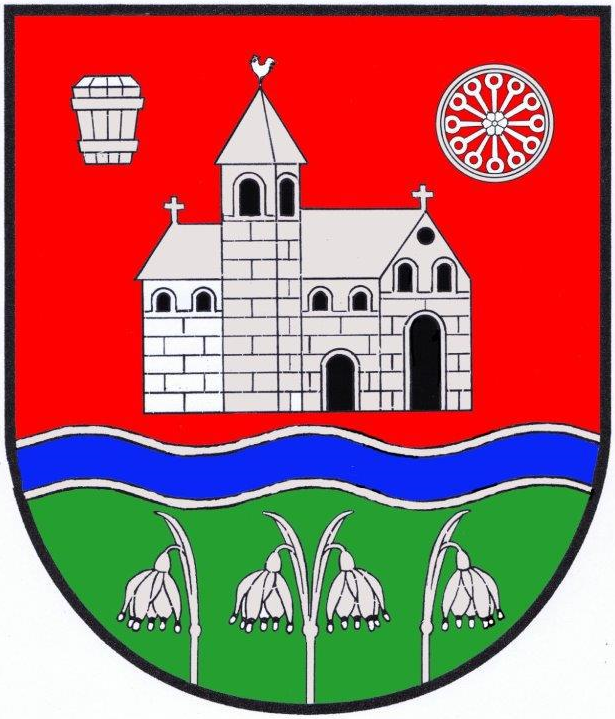
Sankt Ruprecht an der Raab
Sinabelkirchen
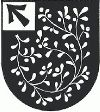
Strallegg
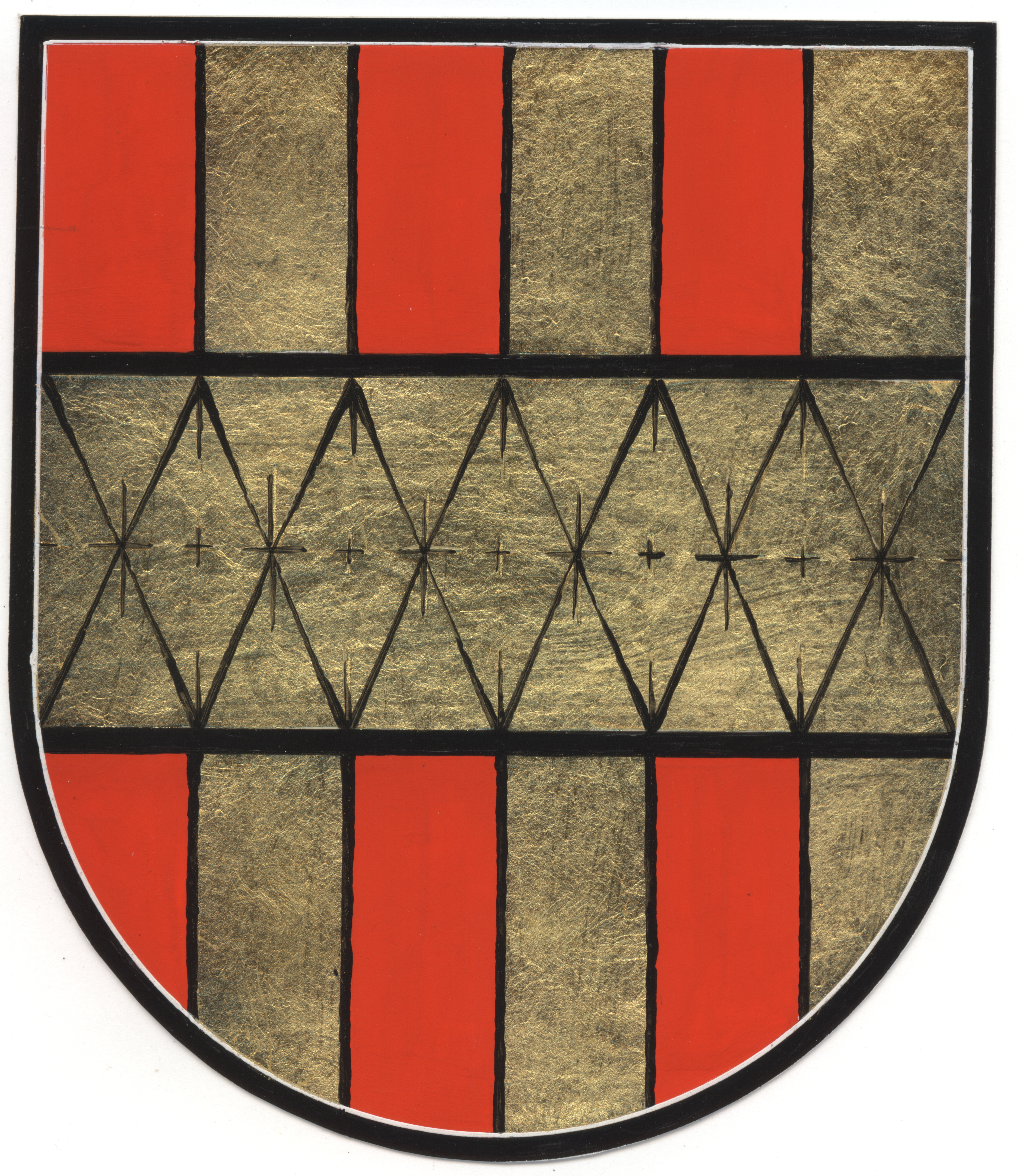
Thannhausen
Weiz

## Wappen von ehemaligen Gemeinden (seit 2013)

Admont (bis 2014)
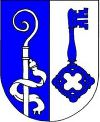
Aflenz Kurort
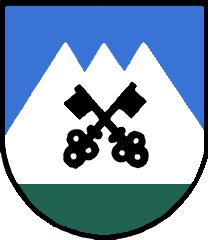
Aflenz Land
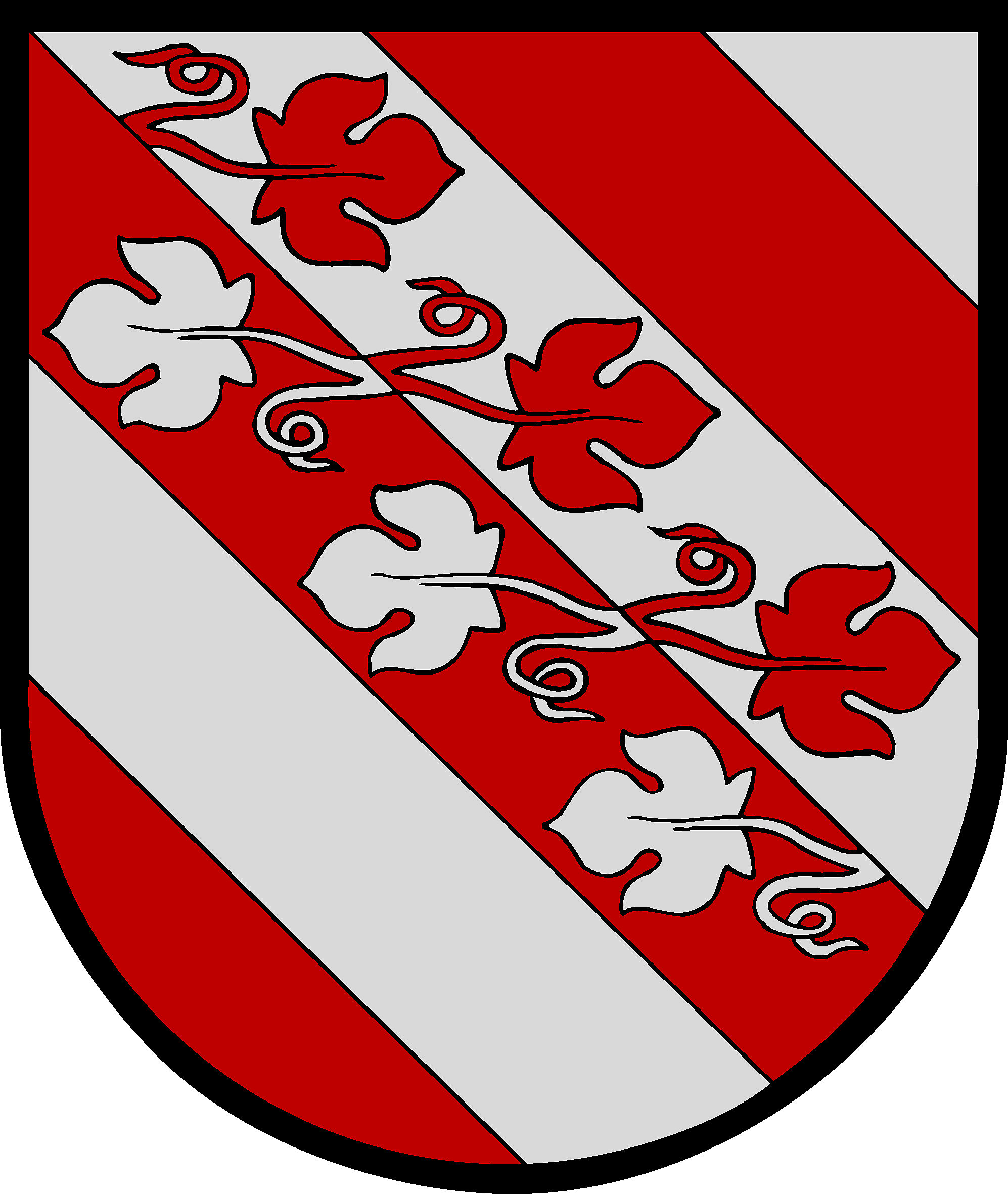
Aibl
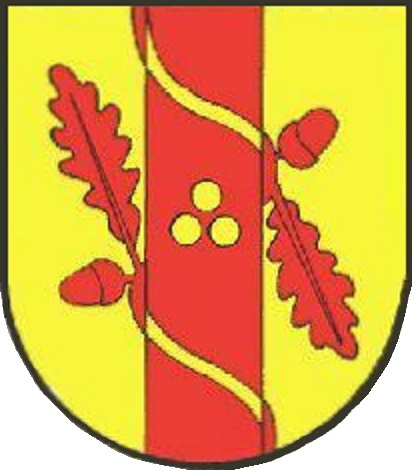
Aich
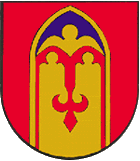
Allerheiligen im Mürztal
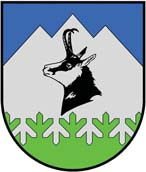
Altenberg an der Rax
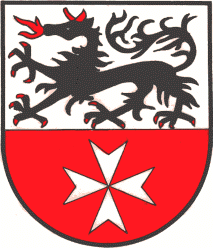
Altenmarkt bei Fürstenfeld
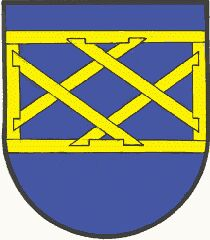
Amering
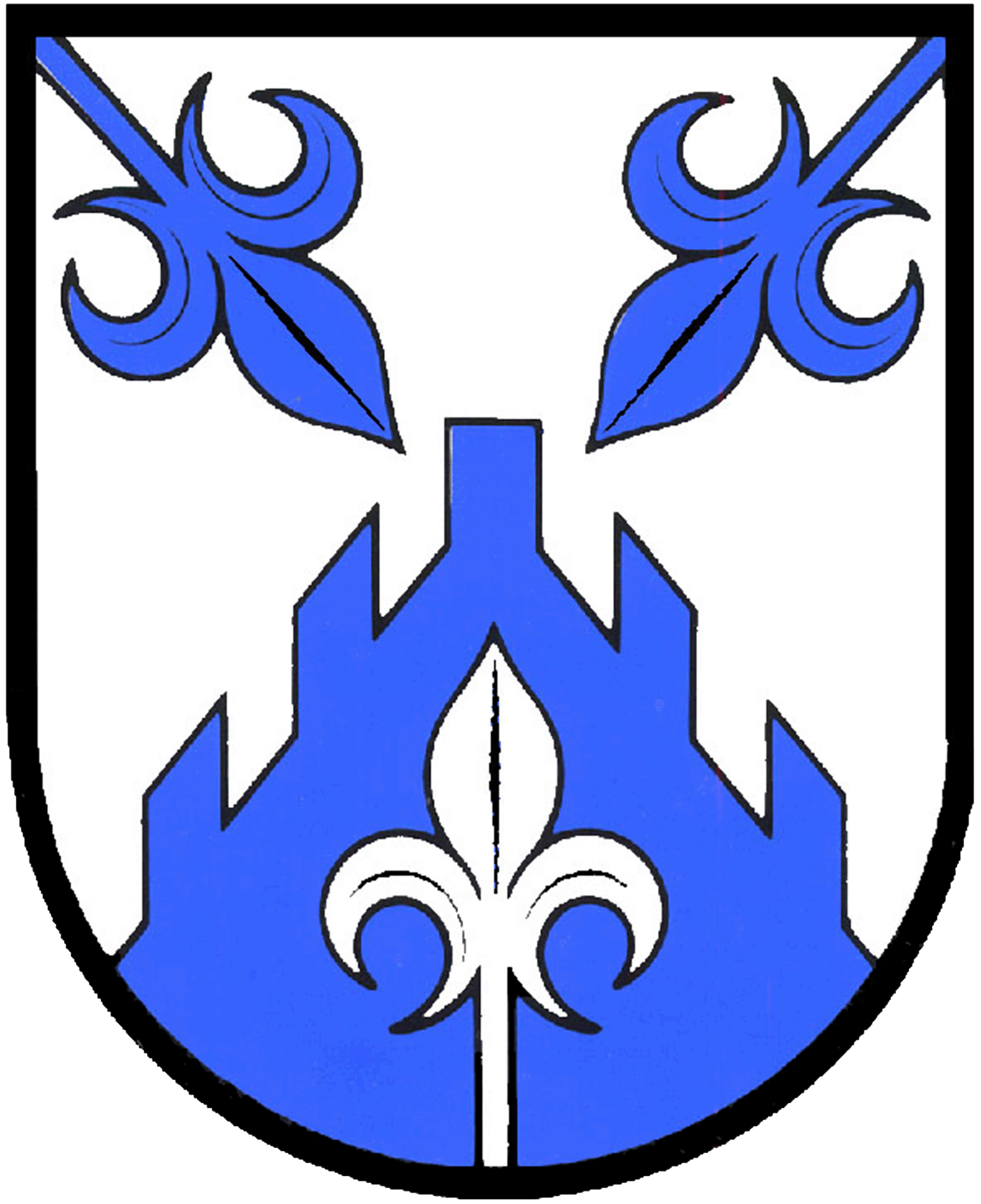
Apfelberg
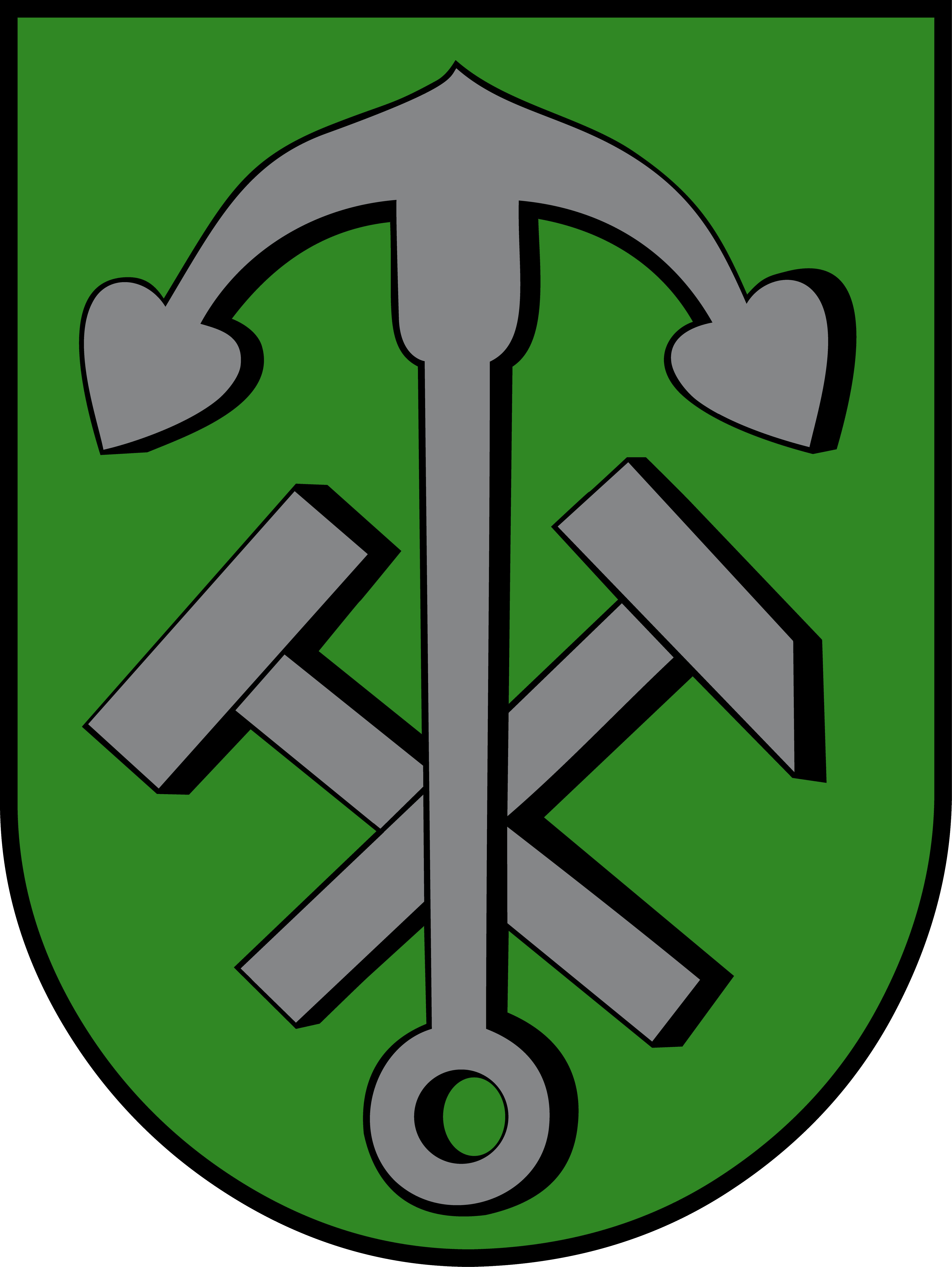
Arzberg
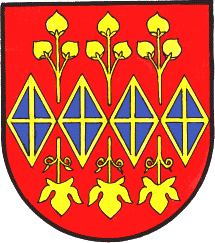
Attendorf
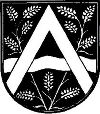
Auersbach
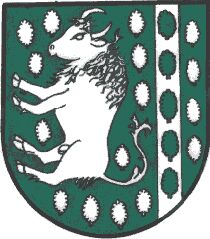
Aug-Radisch
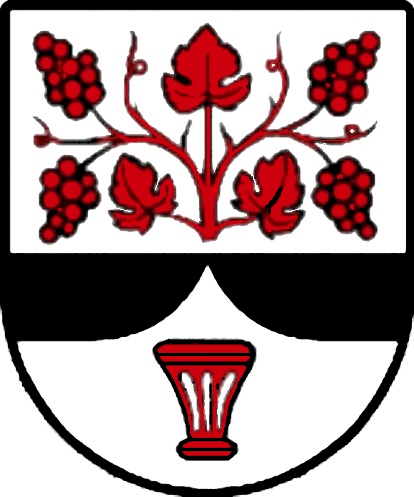
Bad Gams
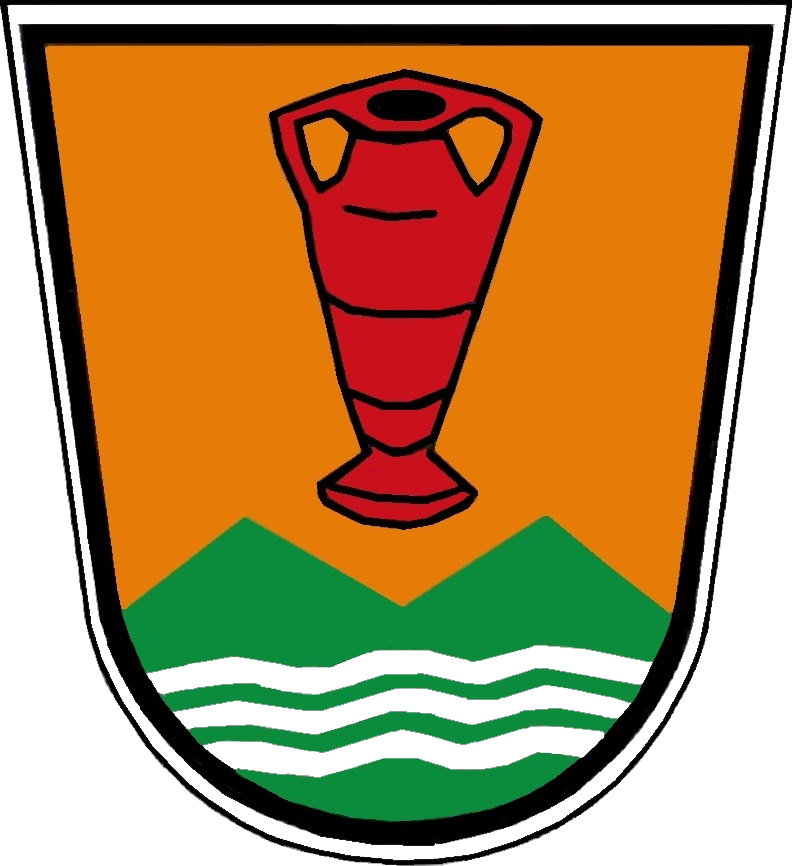
Bad Gleichenberg
Bad Mitterndorf (bis 2014)
Bad Radkersburg (bis 2014)
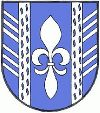
Baierdorf bei Anger
Bairisch Kölldorf
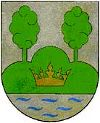
Baumgarten bei Gnas
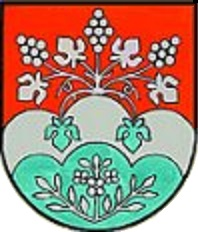
Berghausen
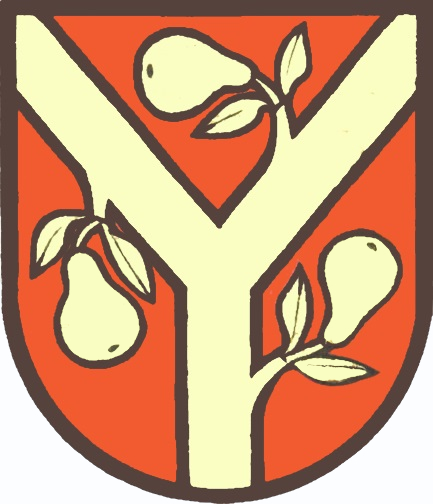
Bierbaum am Auersbach
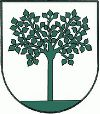
Birkfeld (bis 2014)
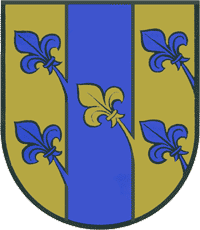
Blaindorf
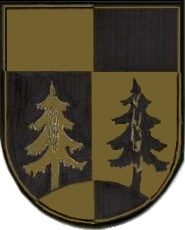
Breitenfeld am Tannenriegel
Breitenfeld an der Rittschein
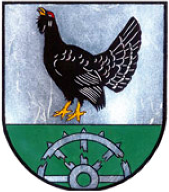
Bretstein
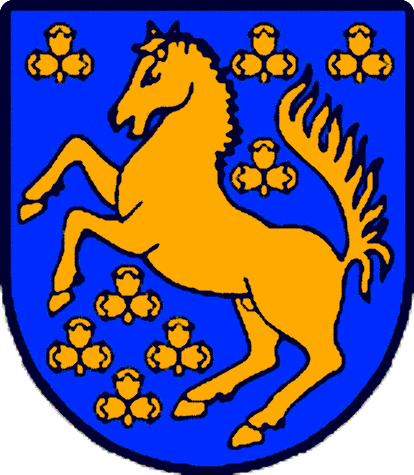
Brodingberg
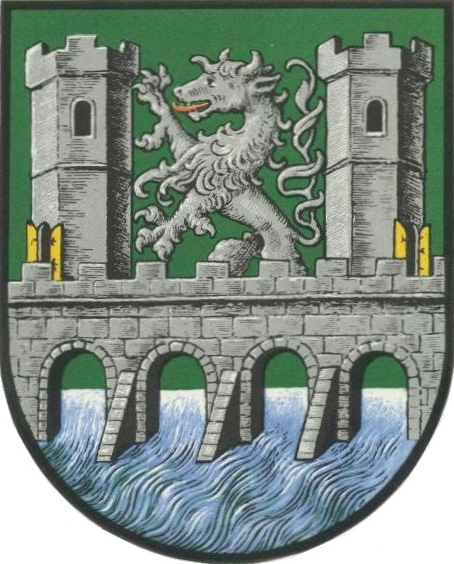
Bruck an der Mur (bis 2014)
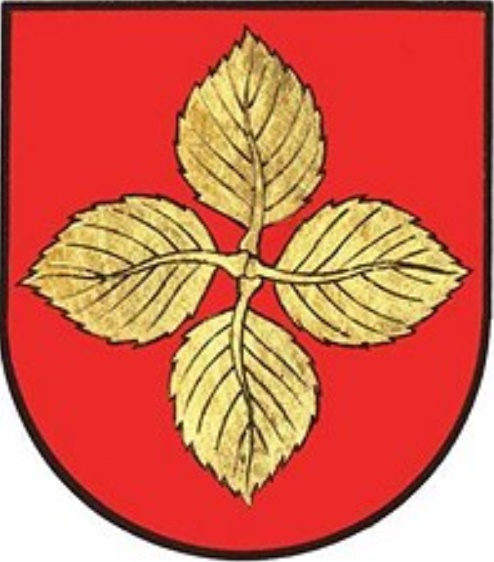
Buch-Geiseldorf
Deutsch Goritz (bis 2014)
Deutschlandsberg
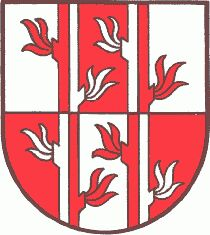
Dienersdorf
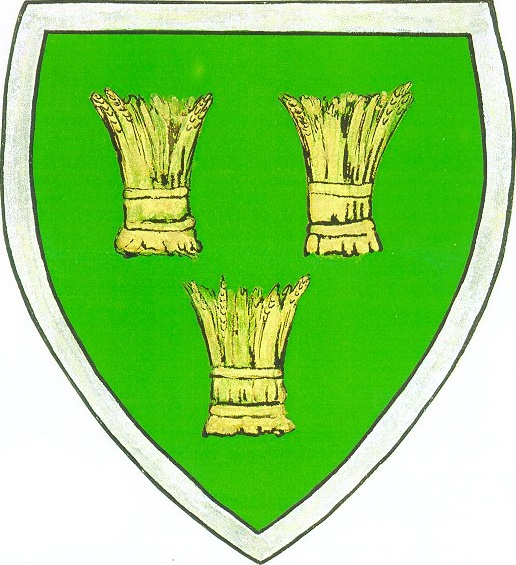
Dietersdorf am Gnasbach
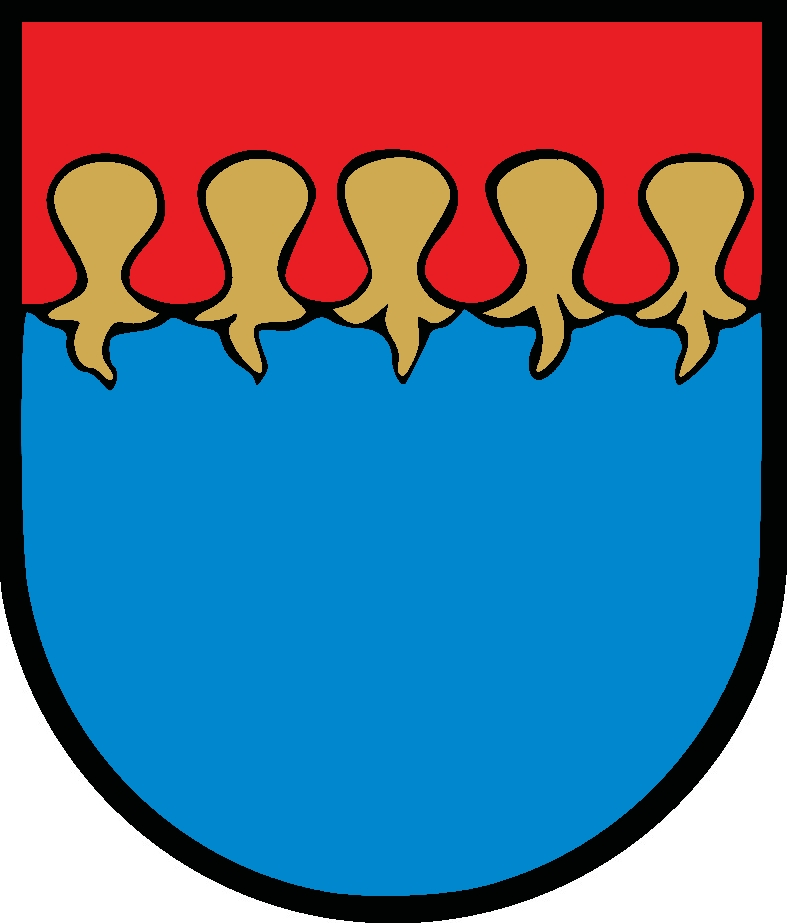
Donnersbach
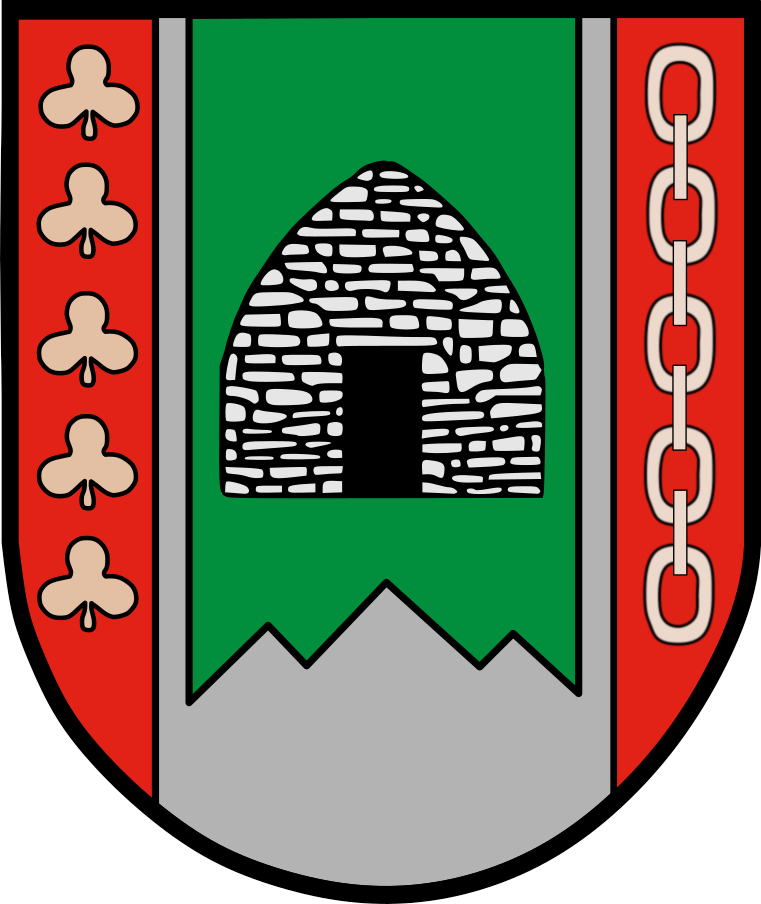
Donnersbachwald
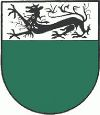
Dürnstein in der Steiermark
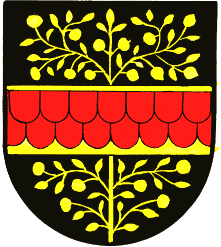
Edelsgrub
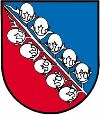
Edelstauden
Ehrenhausen (bis 2014)
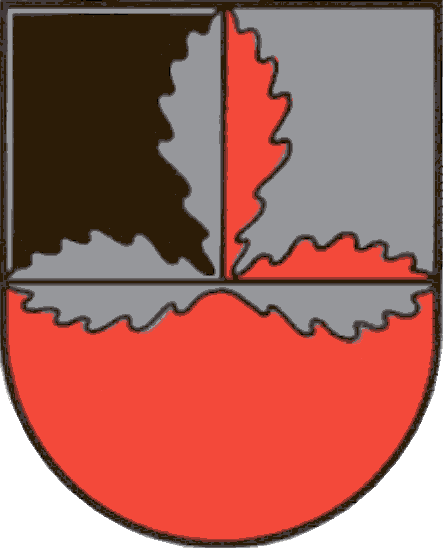
Eichberg
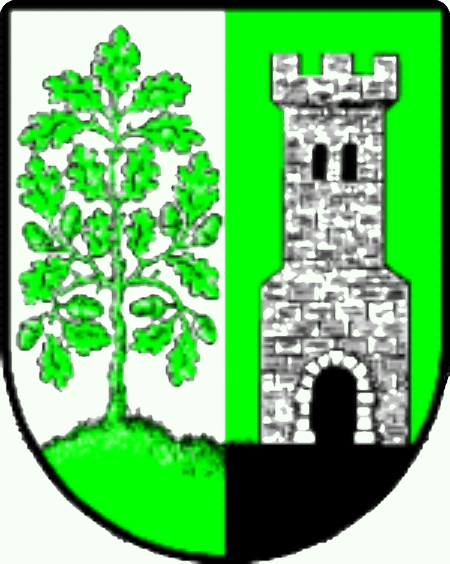
Eichberg-Trautenburg
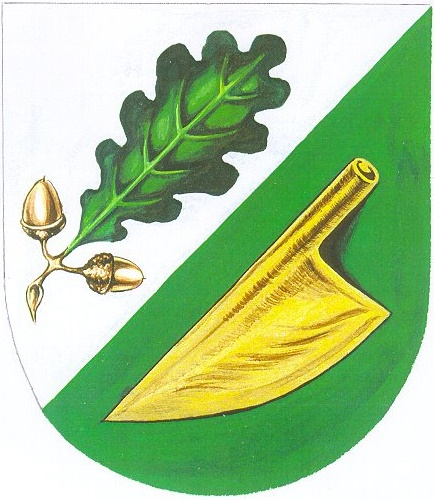
Eichfeld
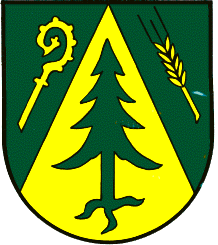
Eisbach
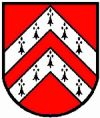
Eppenstein
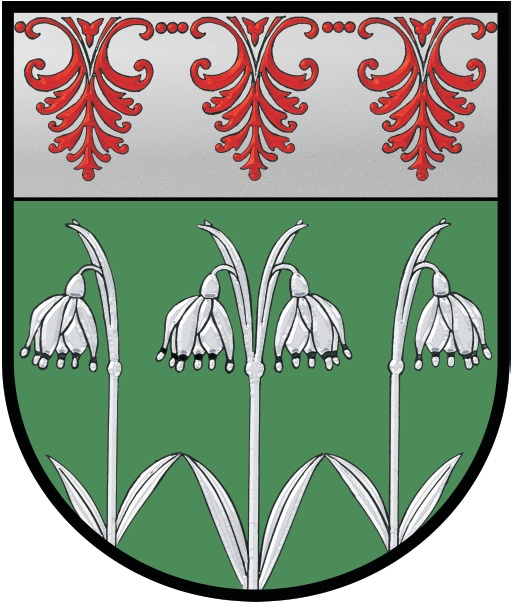
Etzersdorf-Rollsdorf
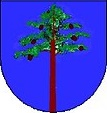
Fehring (bis 2014)
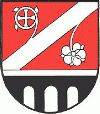
Feistritz bei Anger
Feistritz bei Knittelfeld
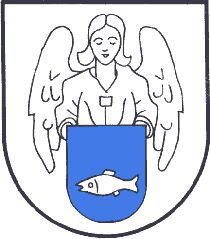
Feldbach (bis 2014)
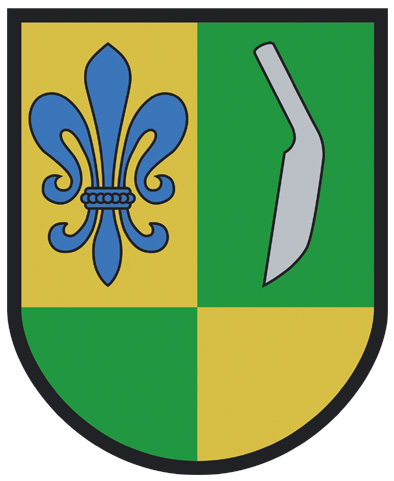
Fernitz
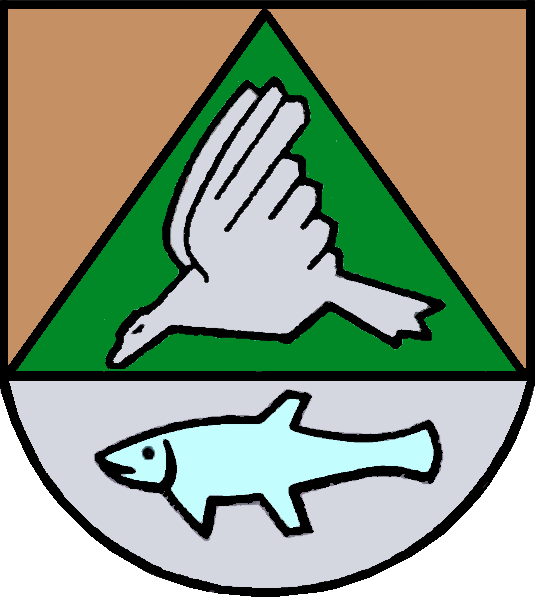
Fladnitz an der Teichalm (bis 2014)
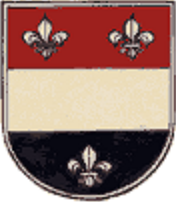
Fladnitz im Raabtal
Frauenberg
Freiland bei Deutschlandsberg
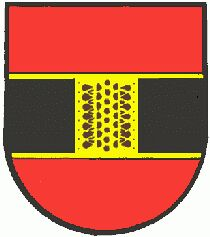
Frojach-Katsch
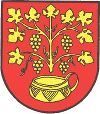
Frutten-Giesselsdorf
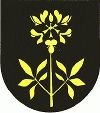
Gai
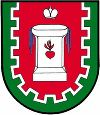
Gallmannsegg
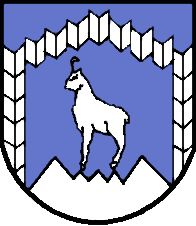
Gams bei Hieflau
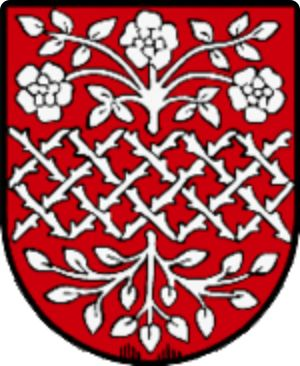
Garanas
Geistthal
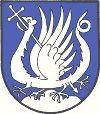
Georgsberg
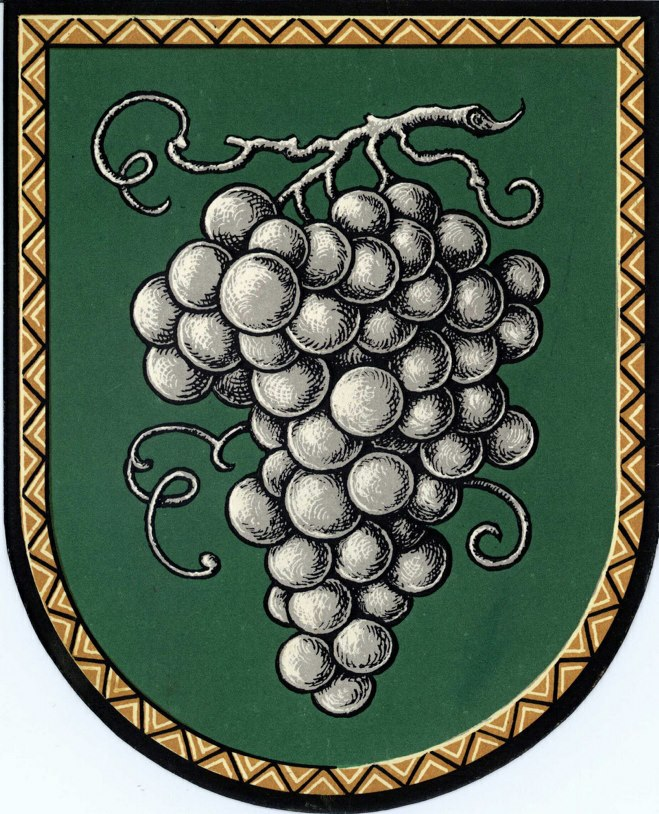
Glanz an der Weinstraße
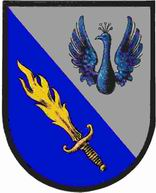
Gleinstätten (bis 2014)
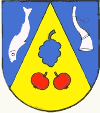
Glojach
Gnas (bis 2014)
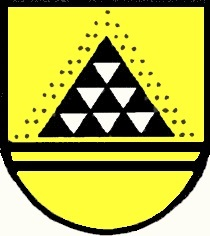
Gniebing-Weißenbach
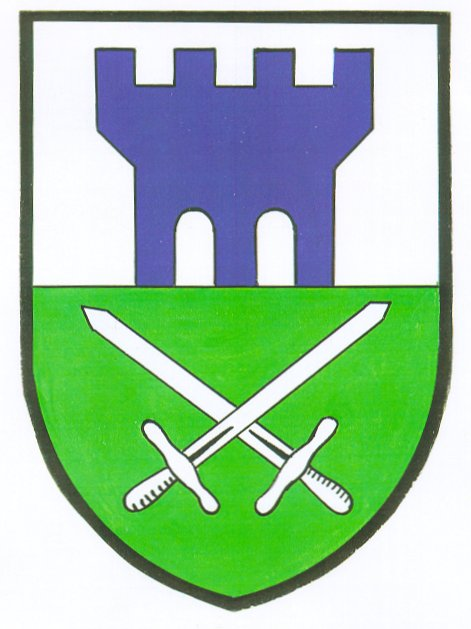
Gosdorf
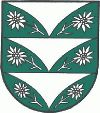
Gössenberg
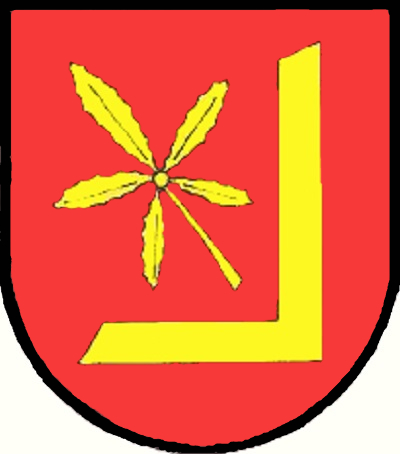
Gossendorf
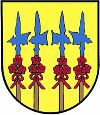
Gößnitz
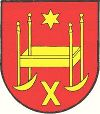
Grabersdorf
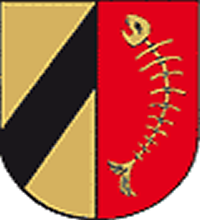
Graden
Grambach
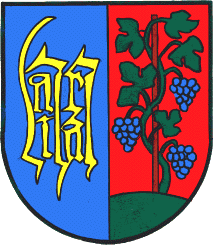
Gratwein
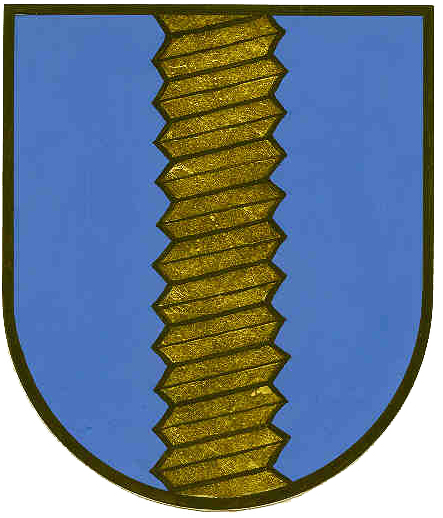
Greisdorf
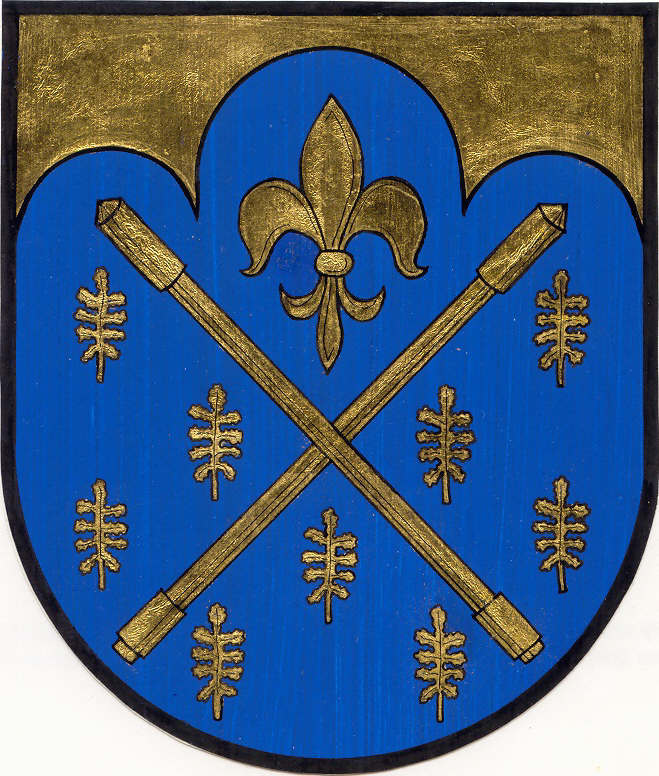
Gressenberg
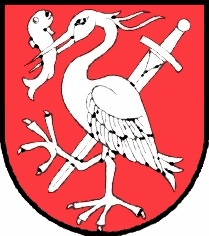
Großhart
Großlobming
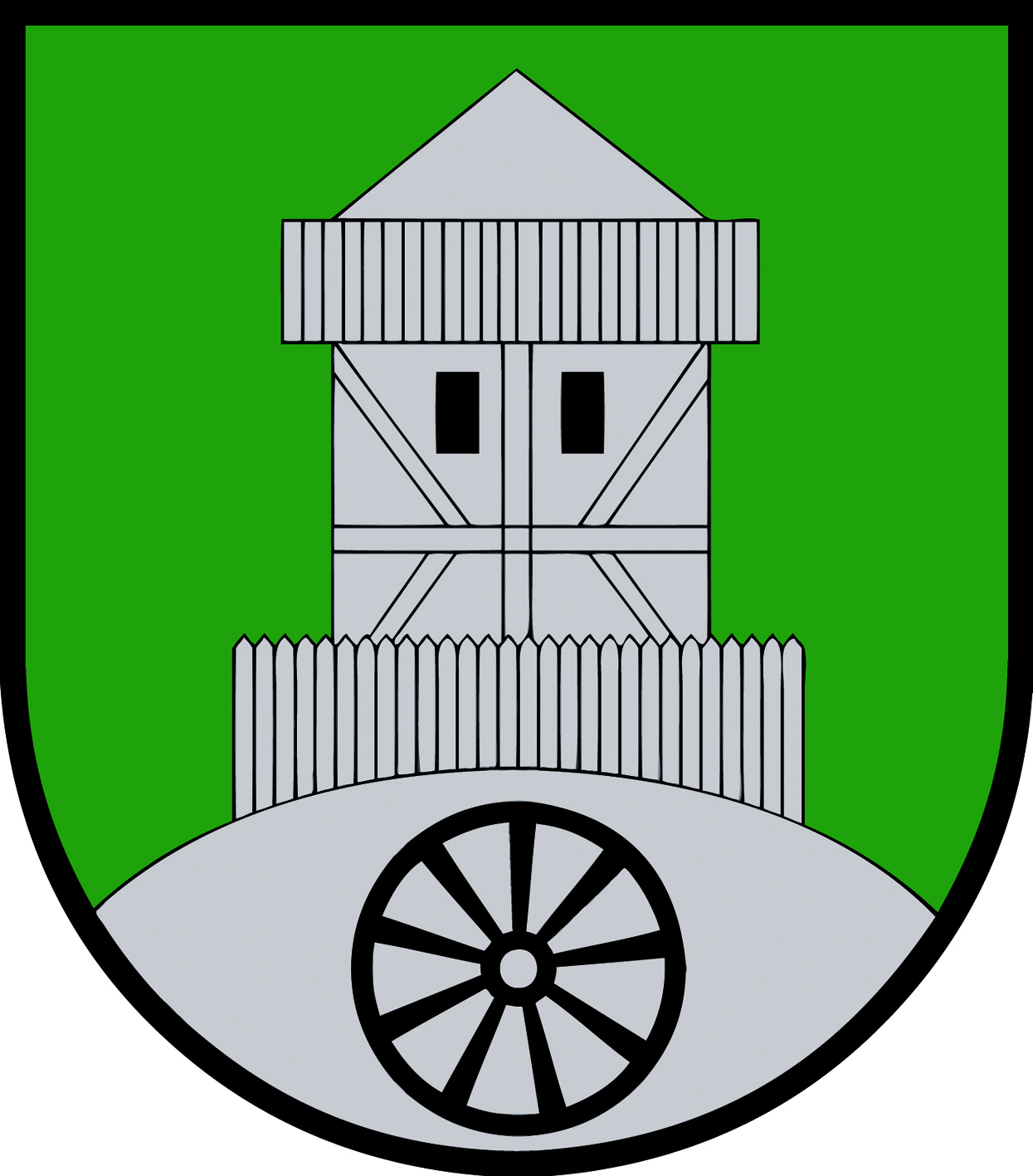
Großradl
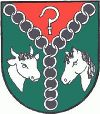
Großsölk
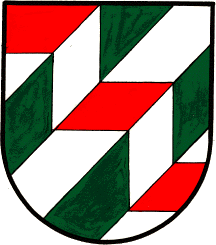
Großstübing
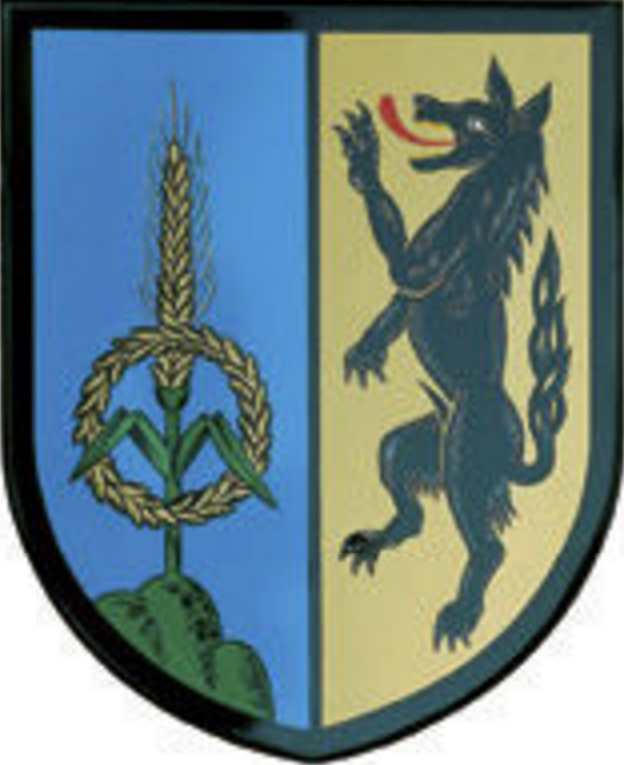
Großwilfersdorf (bis 2014)
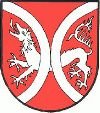
Gschaid bei Birkfeld
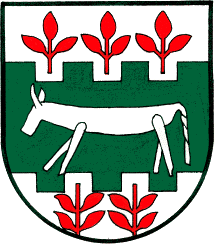
Gschnaidt (bis 2014)
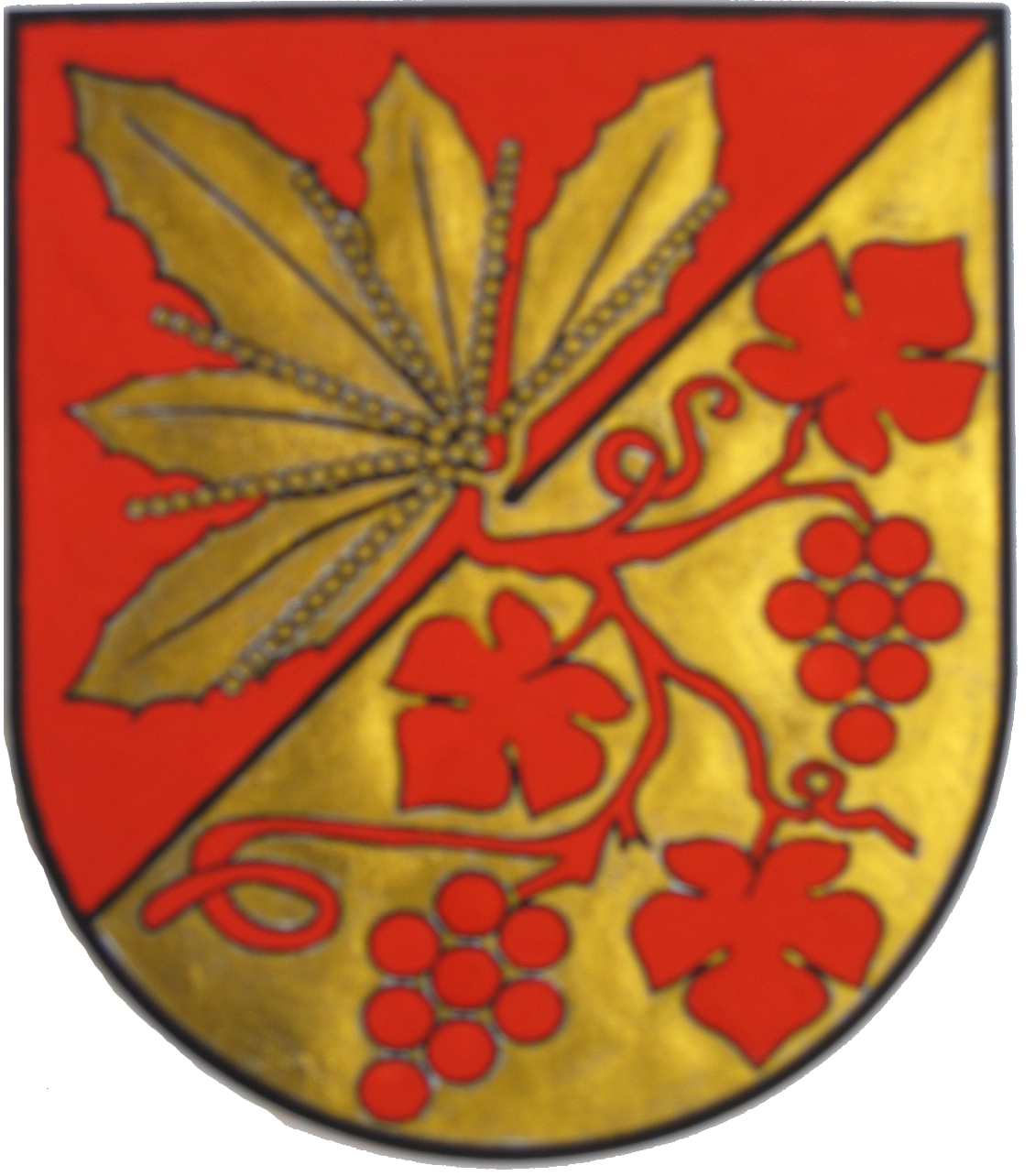
Gundersdorf
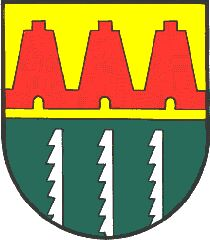
Gußwerk
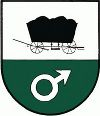
Hafning bei Trofaiach
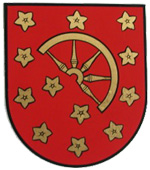
Hainersdorf
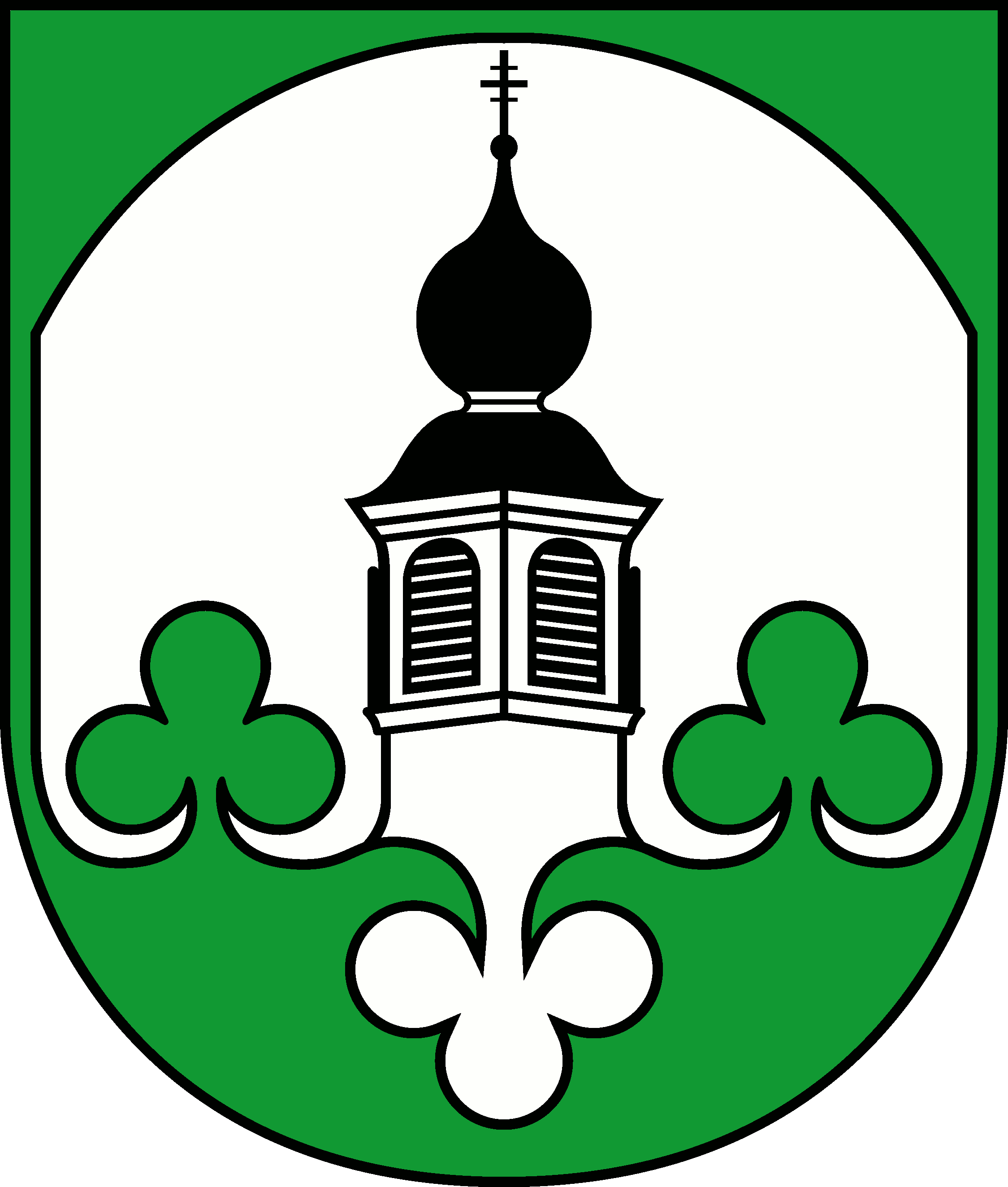
Hainsdorf im Schwarzautal
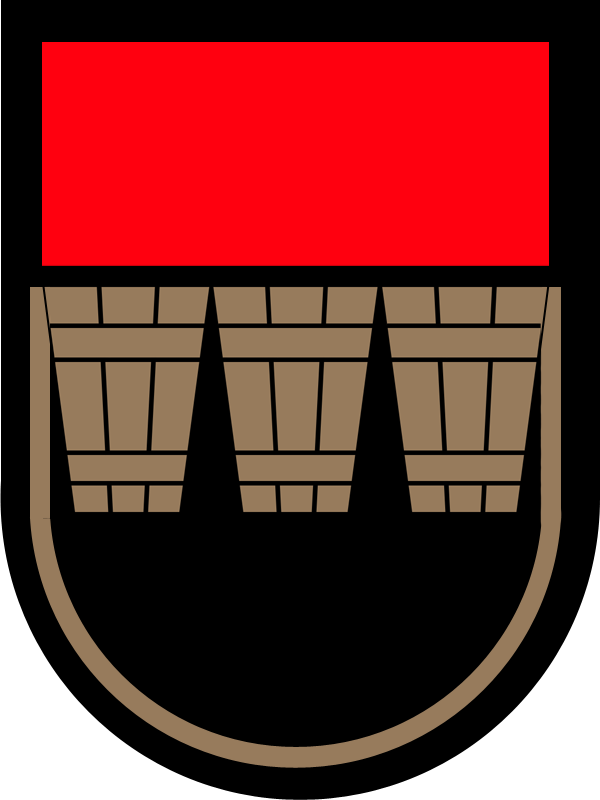
Hall
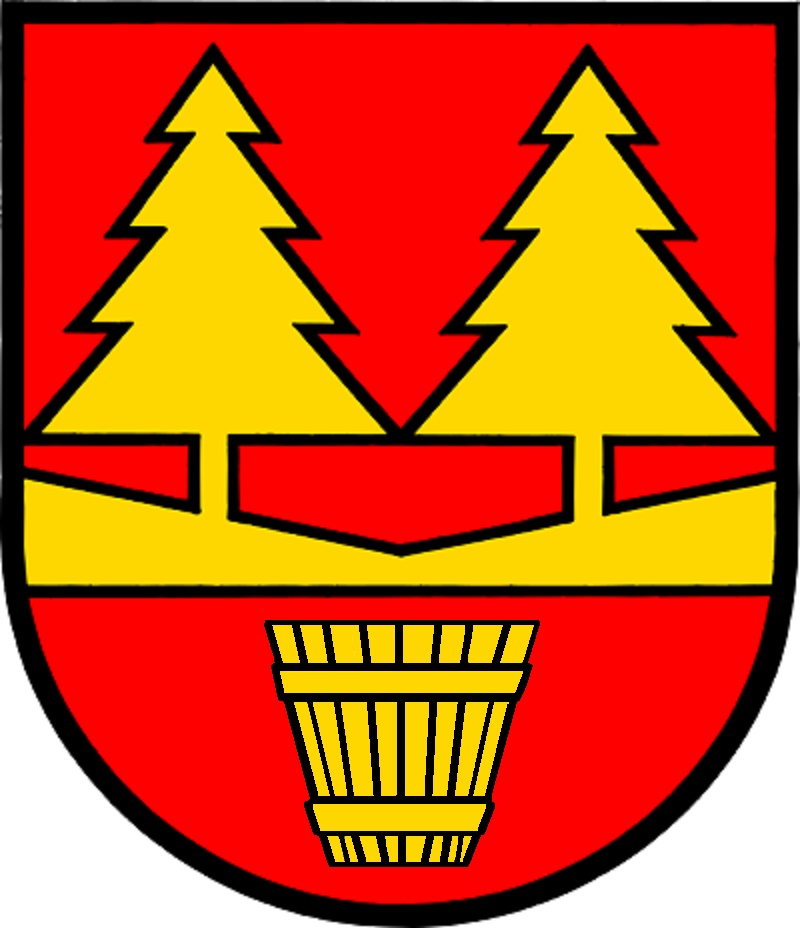
Halltal
Hart-Purgstall
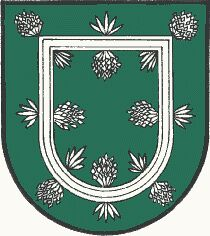
Hartl
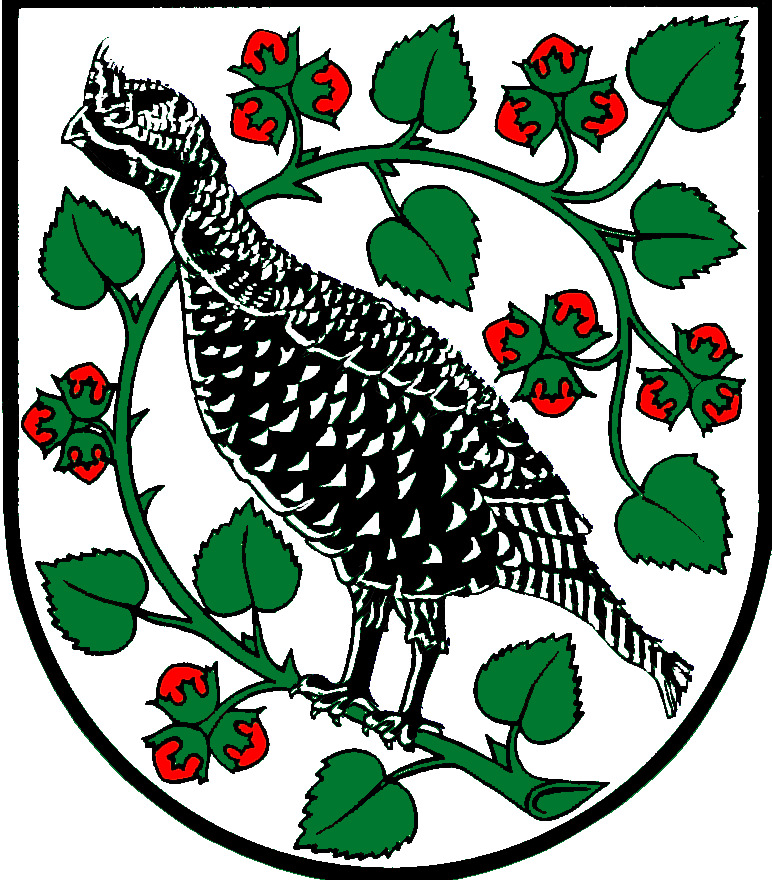
Haslau bei Birkfeld
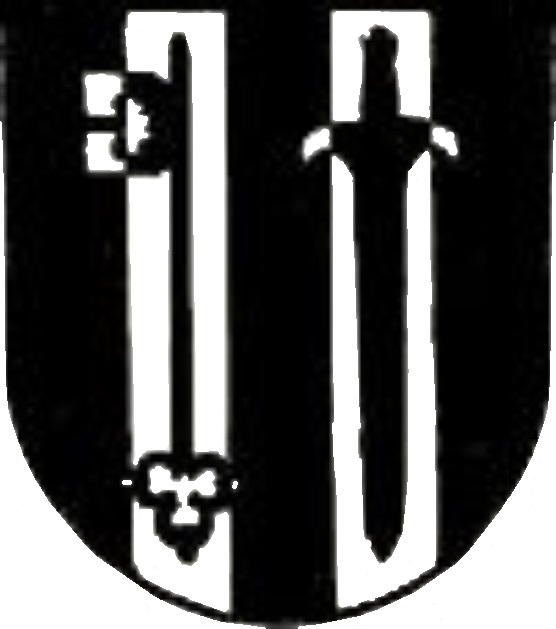
Hatzendorf
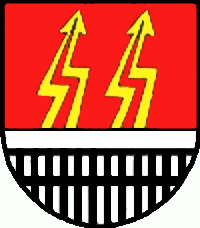
Hieflau
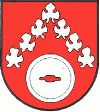
Hirnsdorf
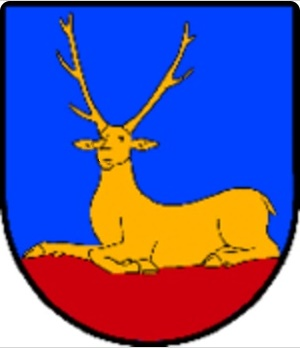
Hirschegg
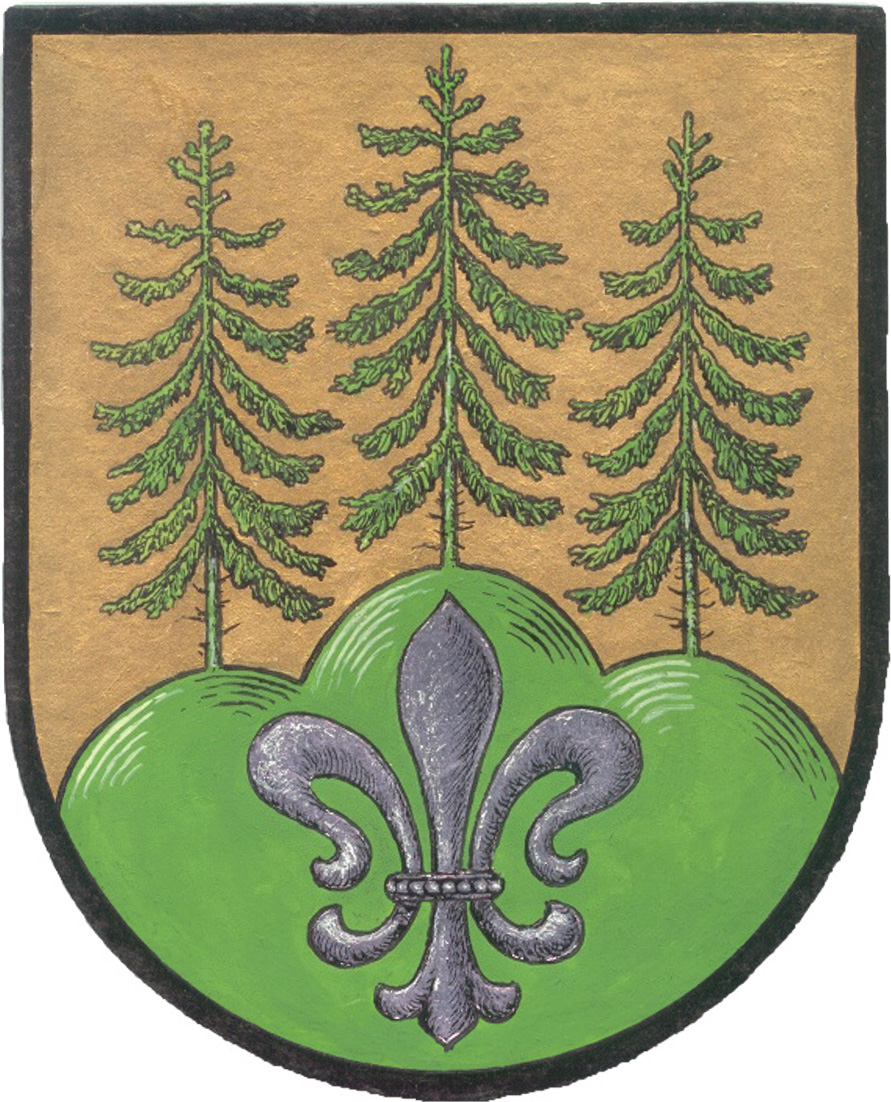
Hitzendorf (bis 2014)
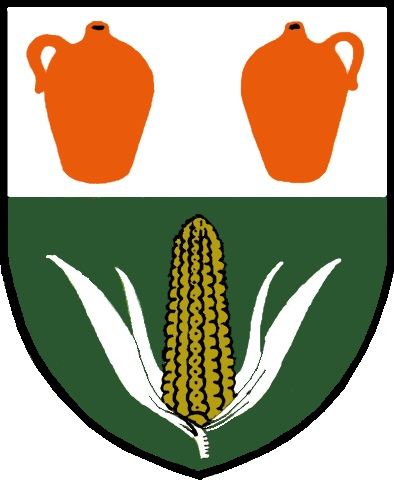
Hof bei Straden
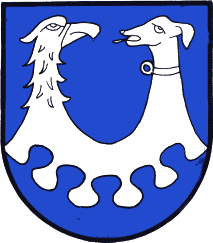
Höf-Präbach
Hofkirchen bei Hartberg
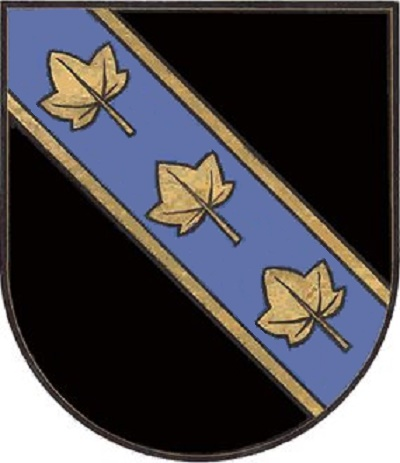
Hohenau an der Raab
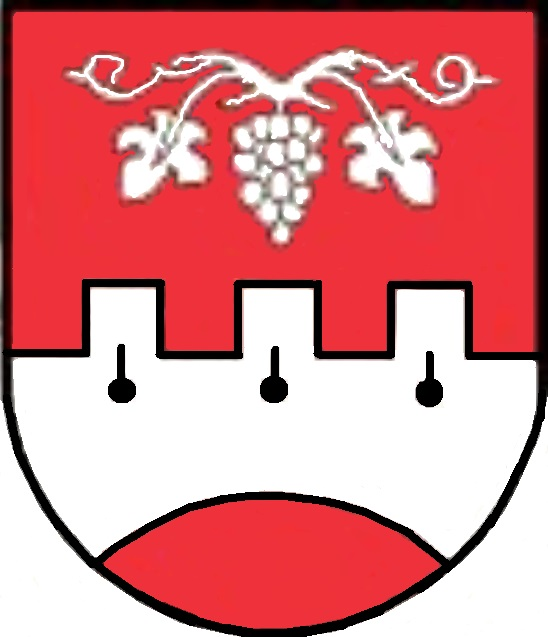
Hohenbrugg-Weinberg
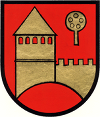
Hollenegg
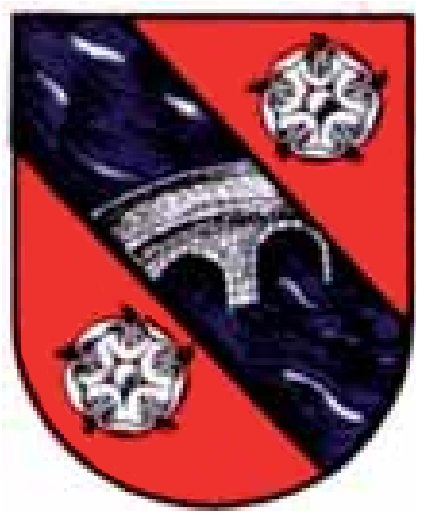
Ilz (bis 2014)
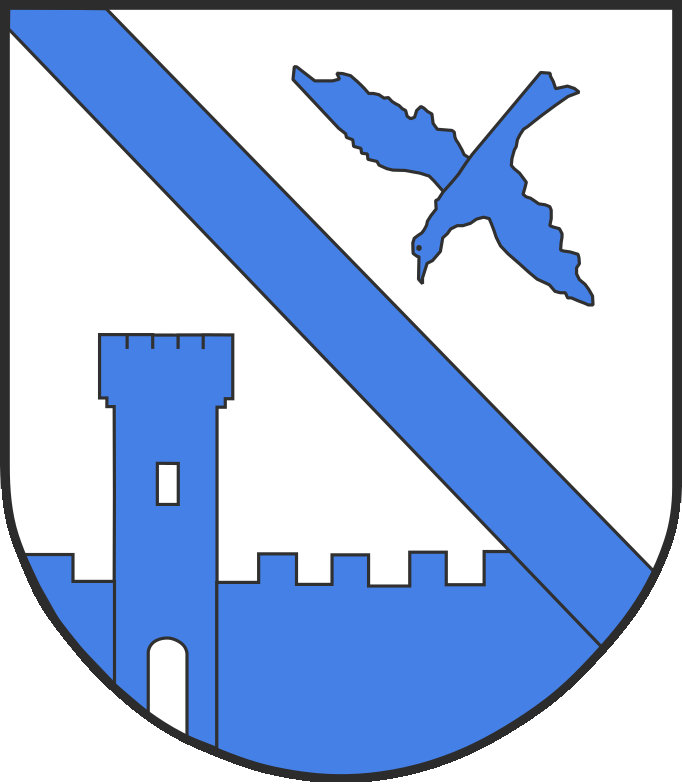
Irdning
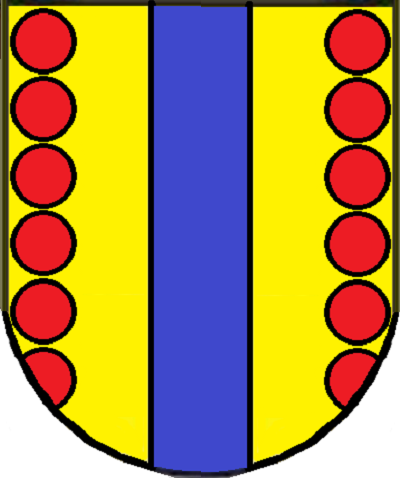
Johnsbach
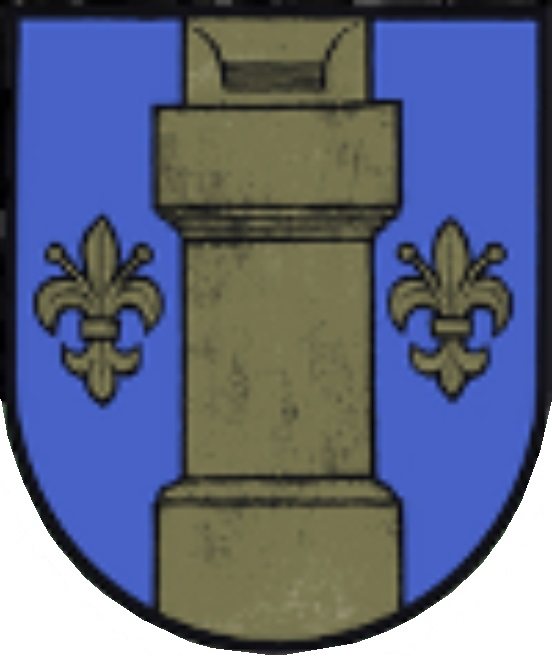
Johnsdorf-Brunn
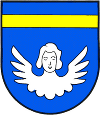
Judendorf-Straßengel
Kaibing
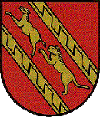
Kainach bei Voitsberg (bis 2014)
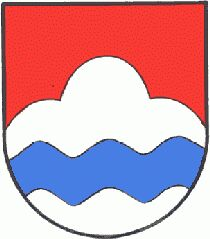
Kaindorf an der Sulm
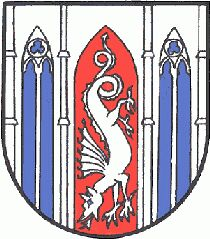
Kapellen
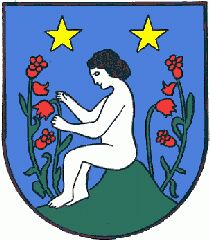
Kindberg (bis 2014)
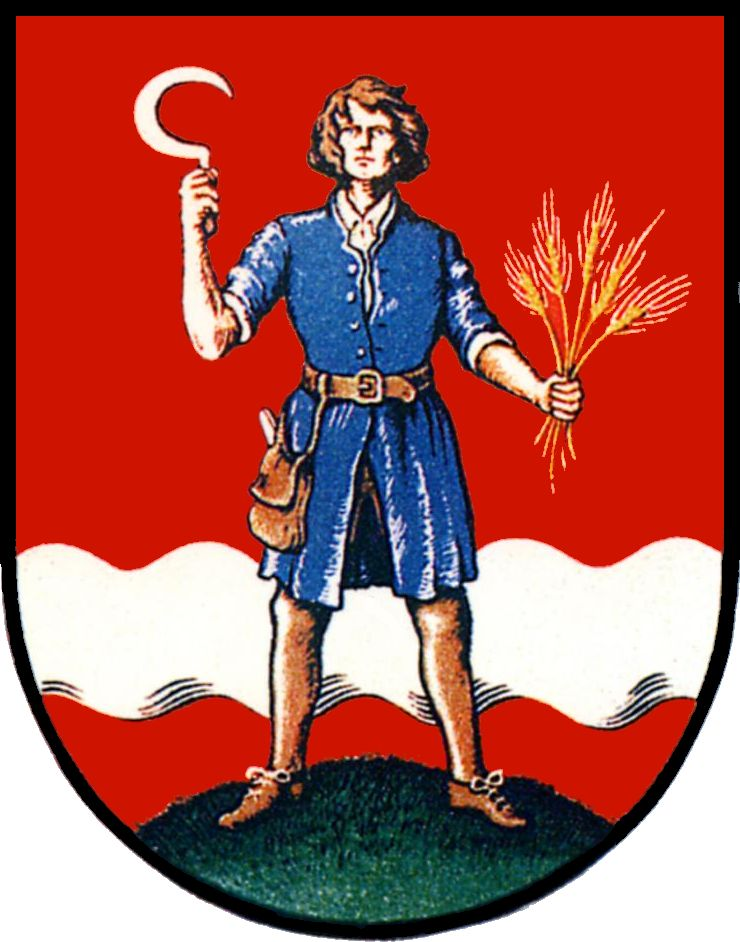
Kirchbach in Steiermark
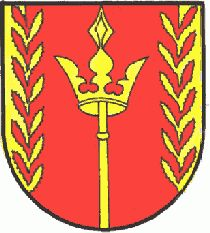
Kleinlobming
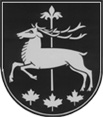
Kleinsölk
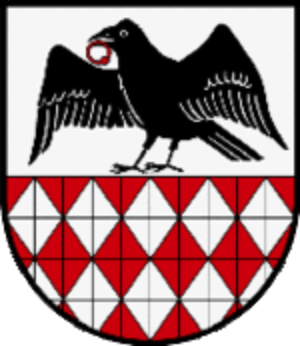
Kloster
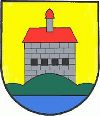
Koglhof
Kohlberg
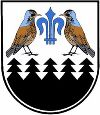
Kohlschwarz
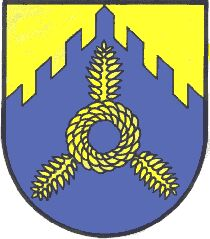
Kornberg bei Riegersburg
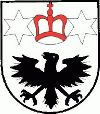
Krakaudorf
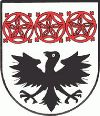
Krakauhintermühlen
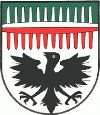
Krakauschatten
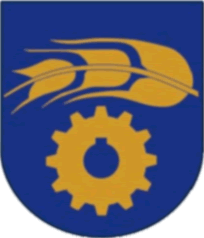
Krottendorf bei Ligist
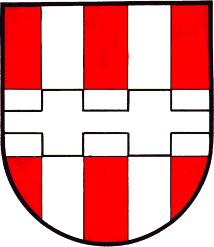
Krumegg
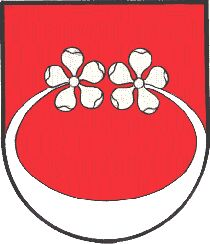
Krusdorf
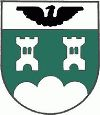
Kulm am Zirbitz
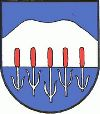
Kulm bei Weiz
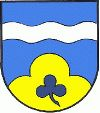
Labuch
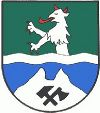
Landl
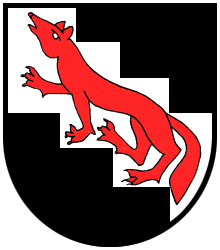
Langegg bei Graz
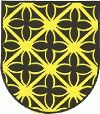
Laßnitz bei Murau
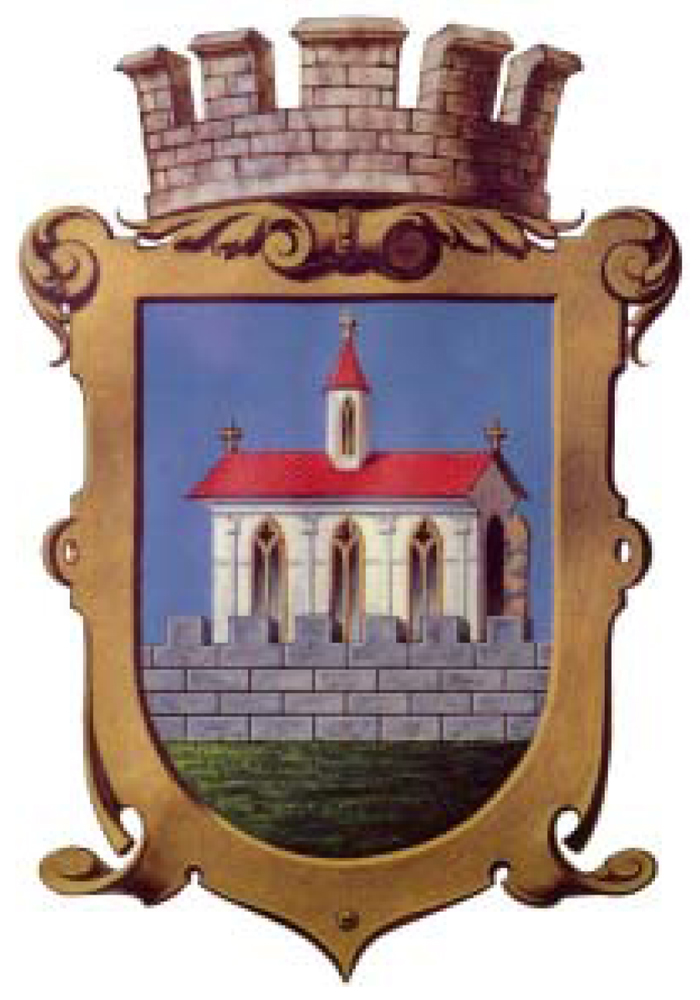
Leibnitz (bis 2014)
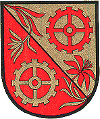
Leitersdorf im Raabtal
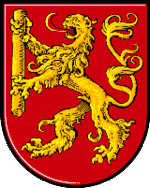
Leutschach
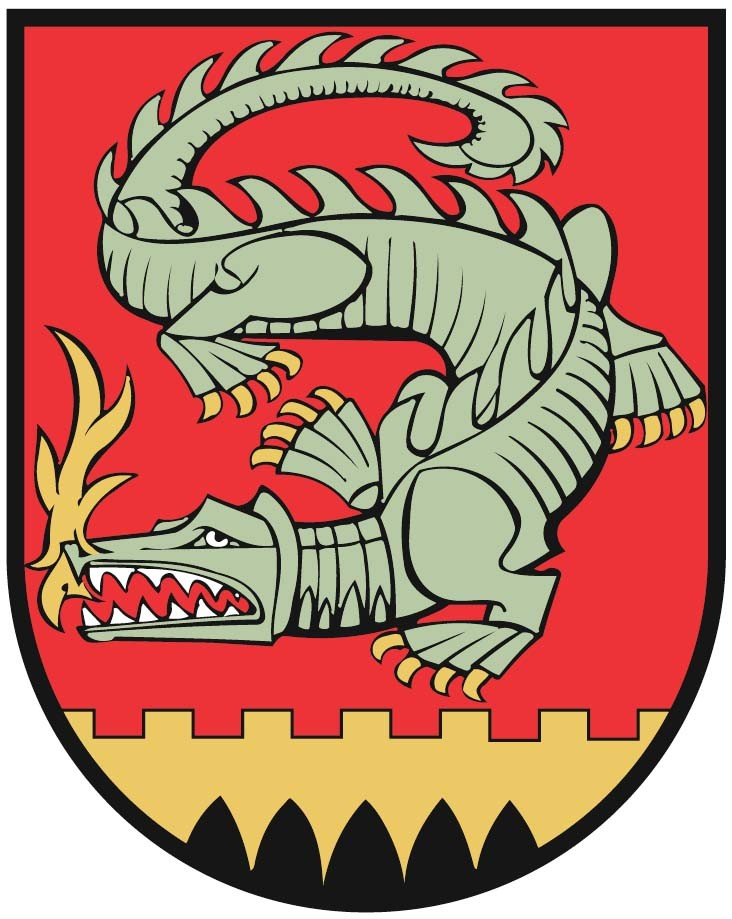
Liezen (bis 2014)
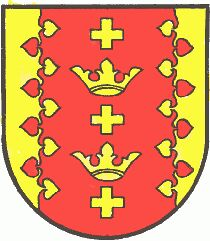
Limbach bei Neudau
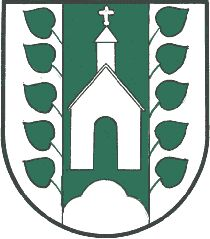
Limberg bei Wies
Lobming
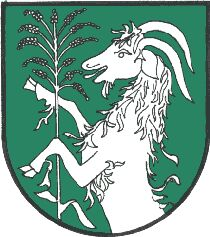
Maierdorf
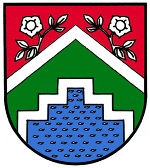
Marhof
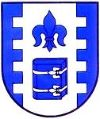
Maria Buch-Feistritz
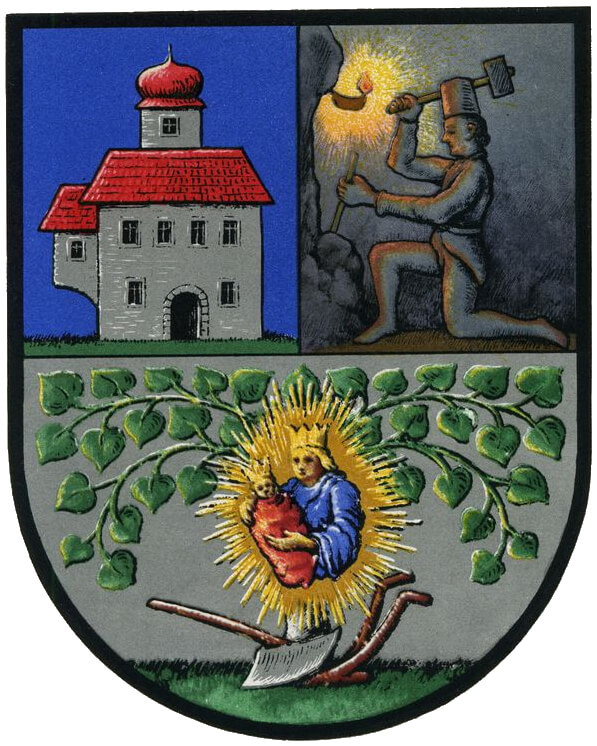
Maria Lankowitz (bis 2014)
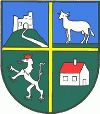
Mariahof
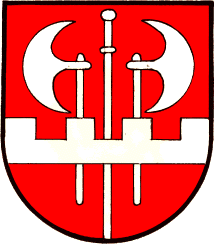
Mellach
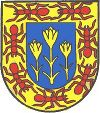
Merkendorf
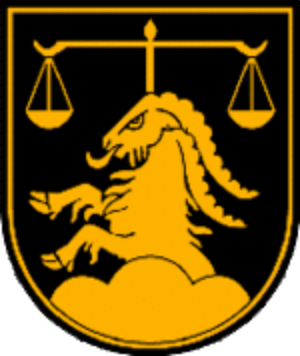
Michaelerberg
Mitterberg
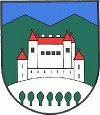
Mitterdorf im Mürztal
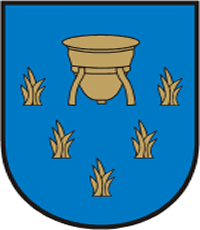
Modriach
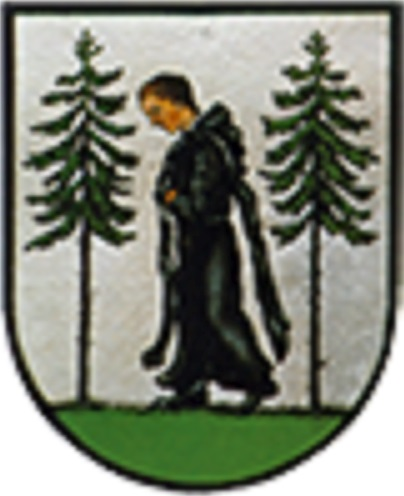
Mönichwald
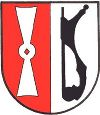
Mühldorf bei Feldbach
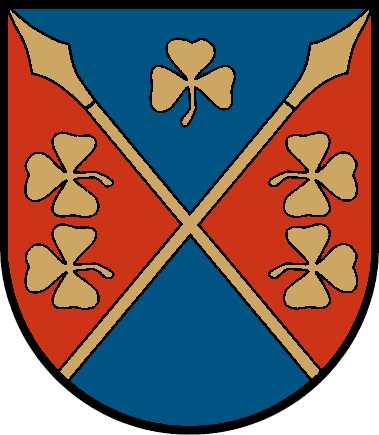
Murfeld
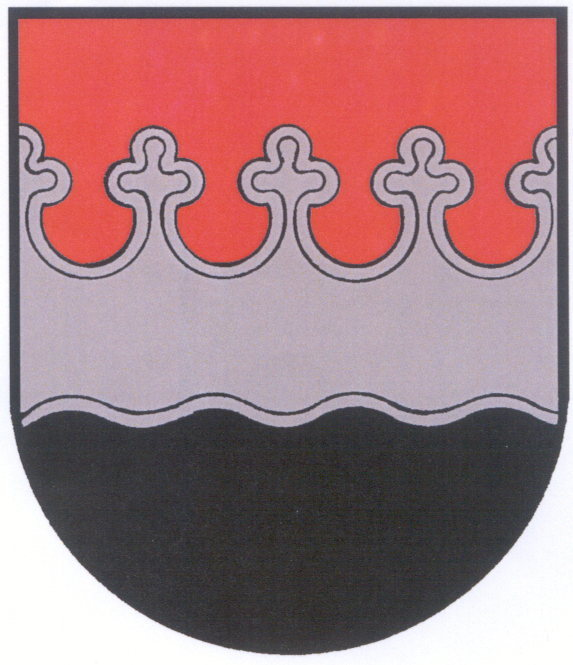
Mürzhofen
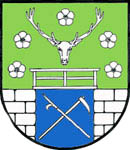
Mürzsteg
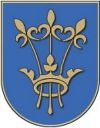
Naintsch
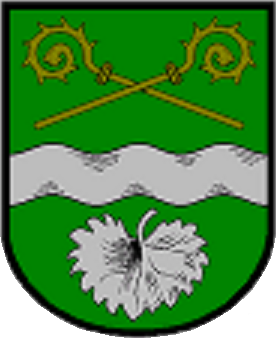
Nestelbach bei Graz (bis 2014)
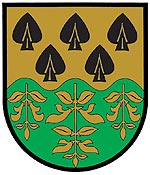
Nestelbach im Ilztal
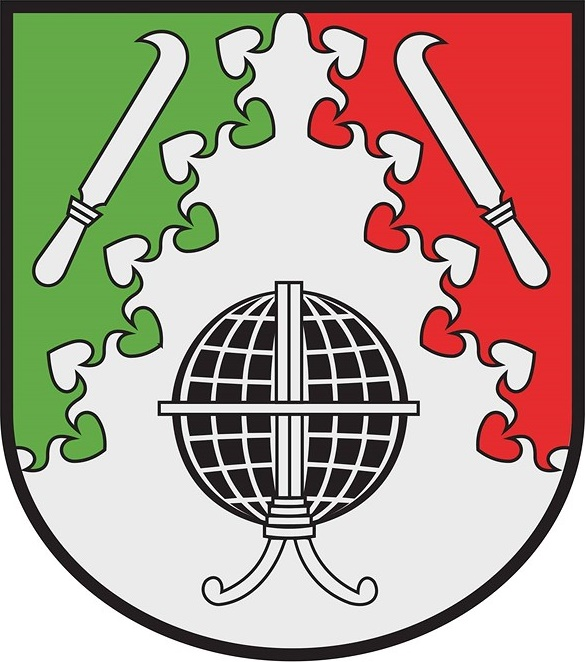
Neudorf bei Passail
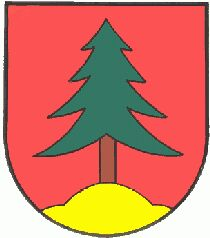
Neumarkt in Steiermark
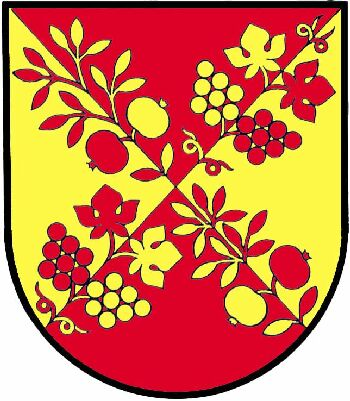
Nitscha
Obdach (bis 2014)
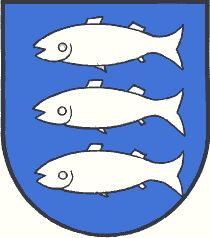
Oberaich
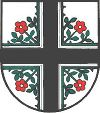
Oberdorf am Hochegg
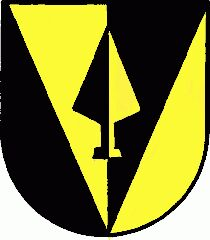
Oberkurzheim
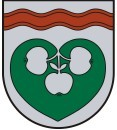
Oberrettenbach
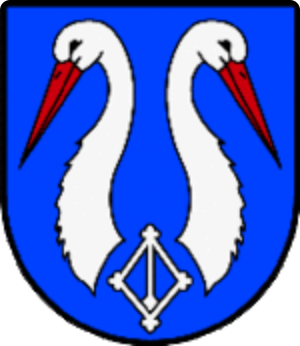
Oberstorcha
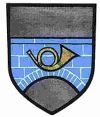
Obervogau
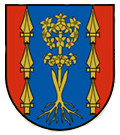
Oberweg
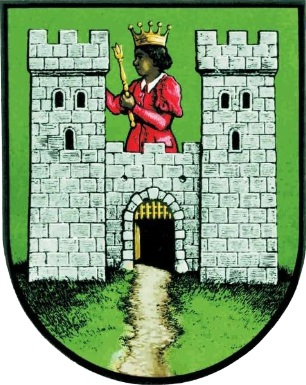
Oberwölz
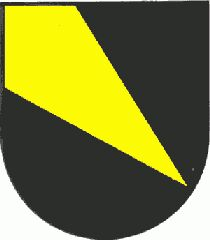
Oberwölz Umgebung
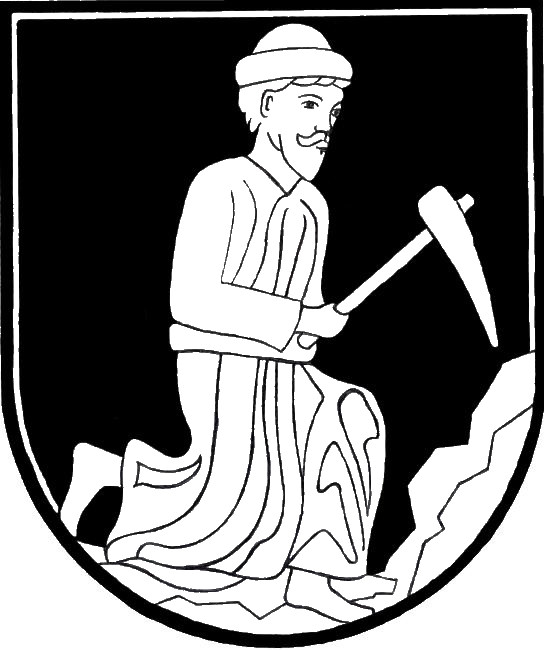
Oberzeiring
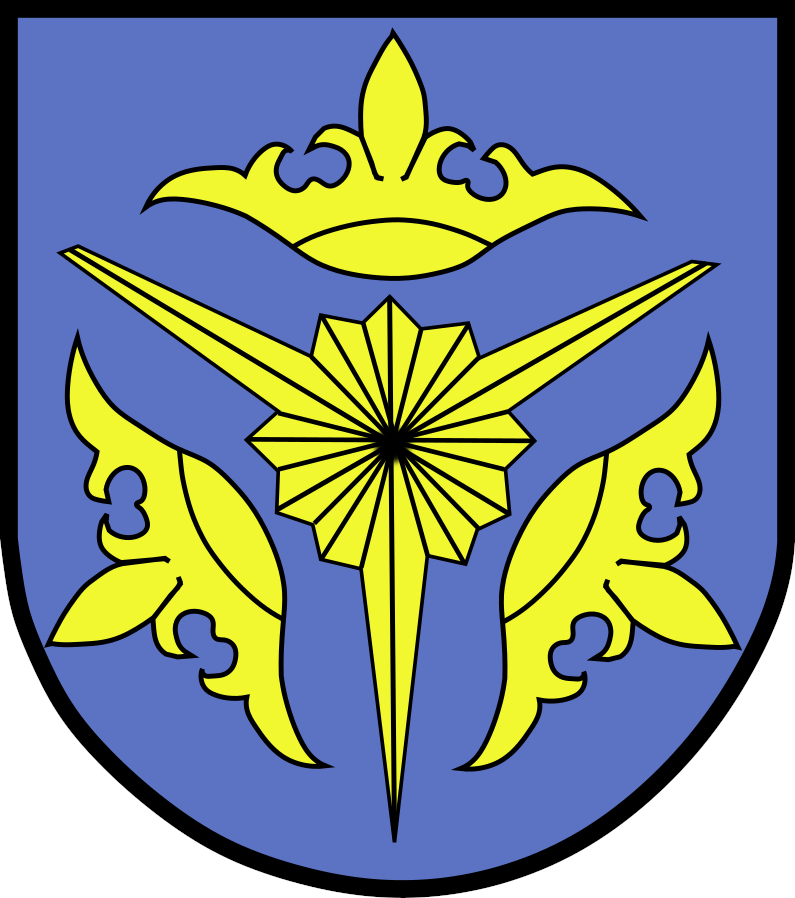
Oppenberg
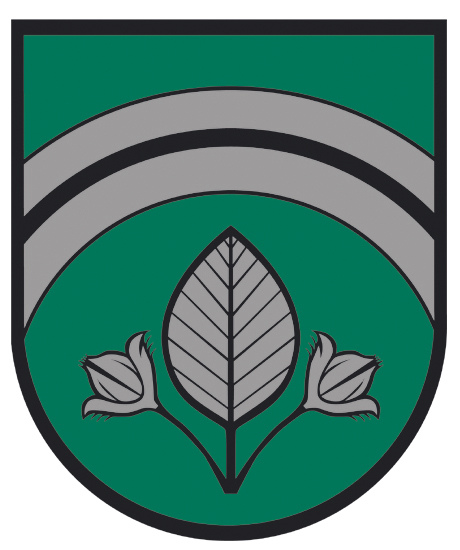
Pack
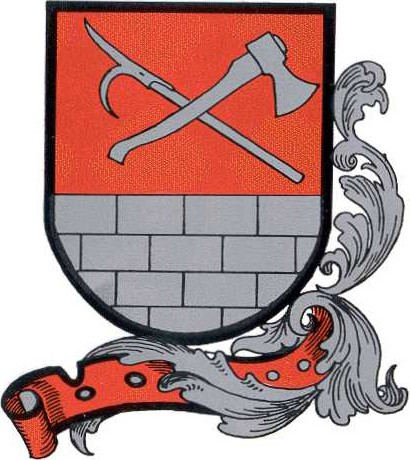
Palfau
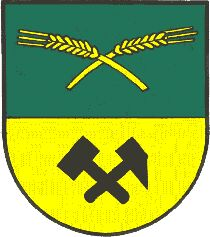
Parschlug
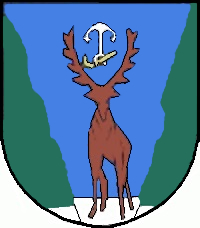
Passail (bis 1976)
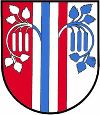
Perchau am Sattel
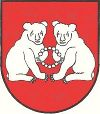
Perlsdorf
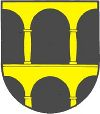
Pertlstein
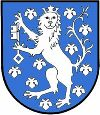
Petersdorf II
Piberegg
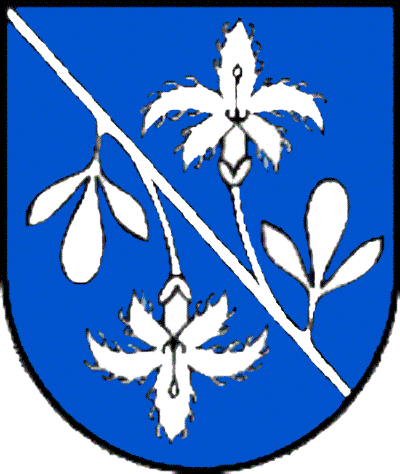
Pichl-Kainisch
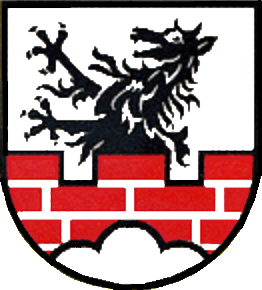
Pichl-Preunegg
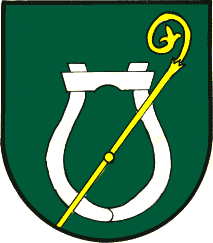
Pirka
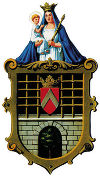
Pischelsdorf in der Steiermark
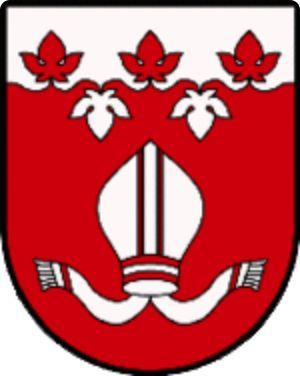
Pistorf
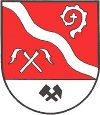
Pitschgau
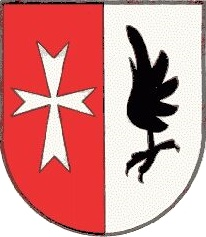
Pöllau bei Gleisdorf (bis 1976)
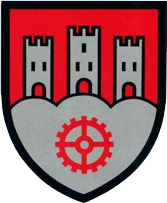
Pöls
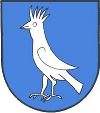
Poppendorf
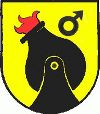
Predlitz-Turrach
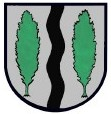
Preßguts
Pruggern
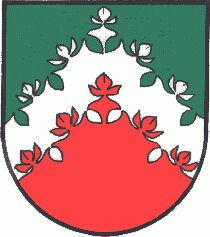
Puchegg
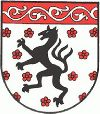
Pürgg-Trautenfels
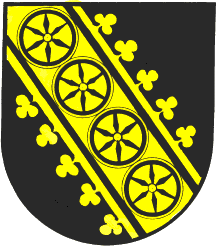
Raaba
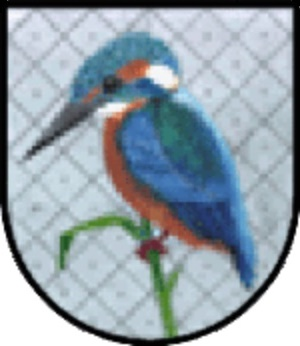
Raabau
Rabenwald
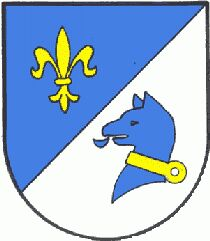
Rachau
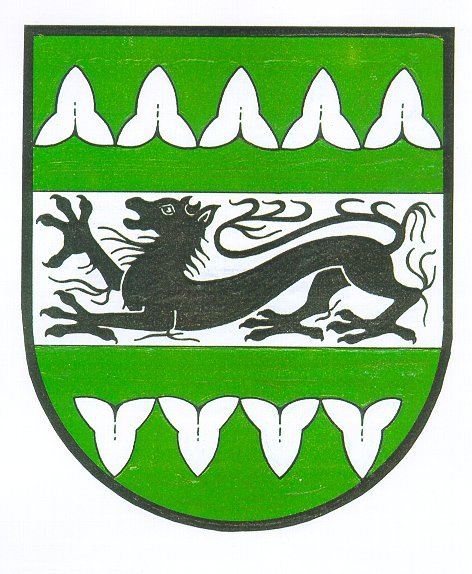
Radkersburg Umgebung
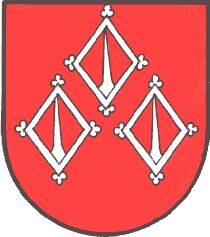
Raning
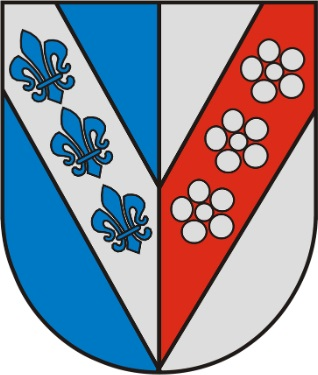
Ranten (bis 2014)
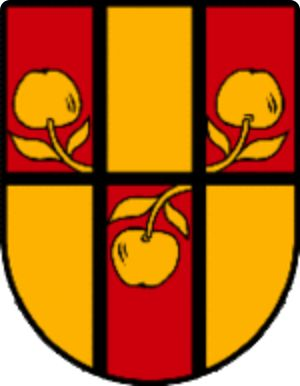
Rassach
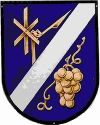
Ratsch an der Weinstraße
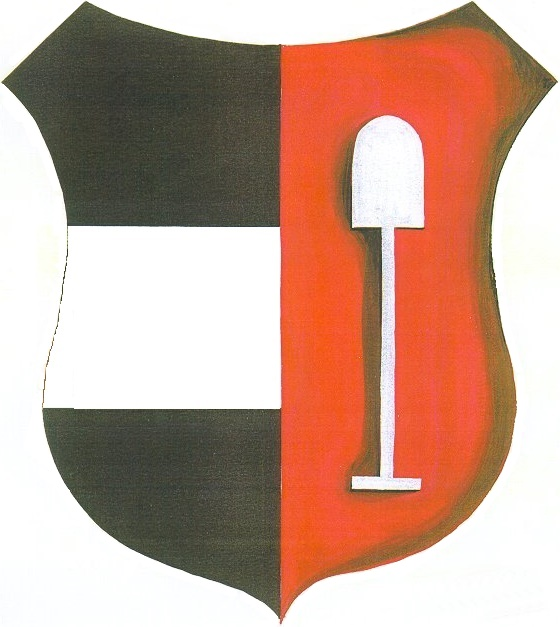
Ratschendorf
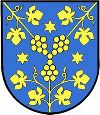
Reichendorf
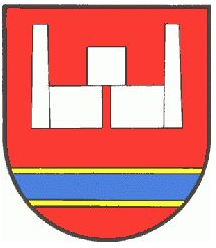
Retznei
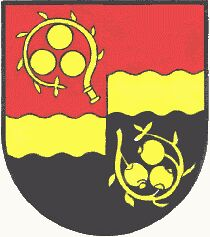
Riegersberg
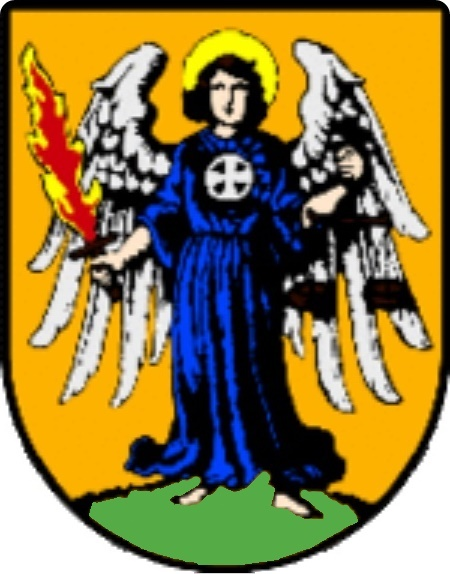
Riegersburg (bis 2014)
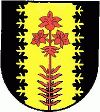
Rinegg
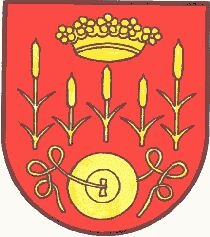
Rohr bei Hartberg (bis 2014)
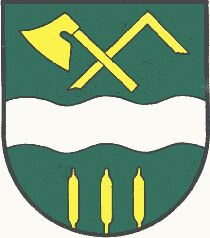
Rohrbach an der Lafnitz (bis 2014)
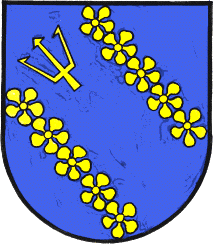
Rohrbach-Steinberg
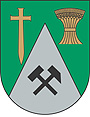
Rohrmoos-Untertal
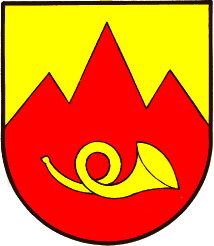
Röthelstein
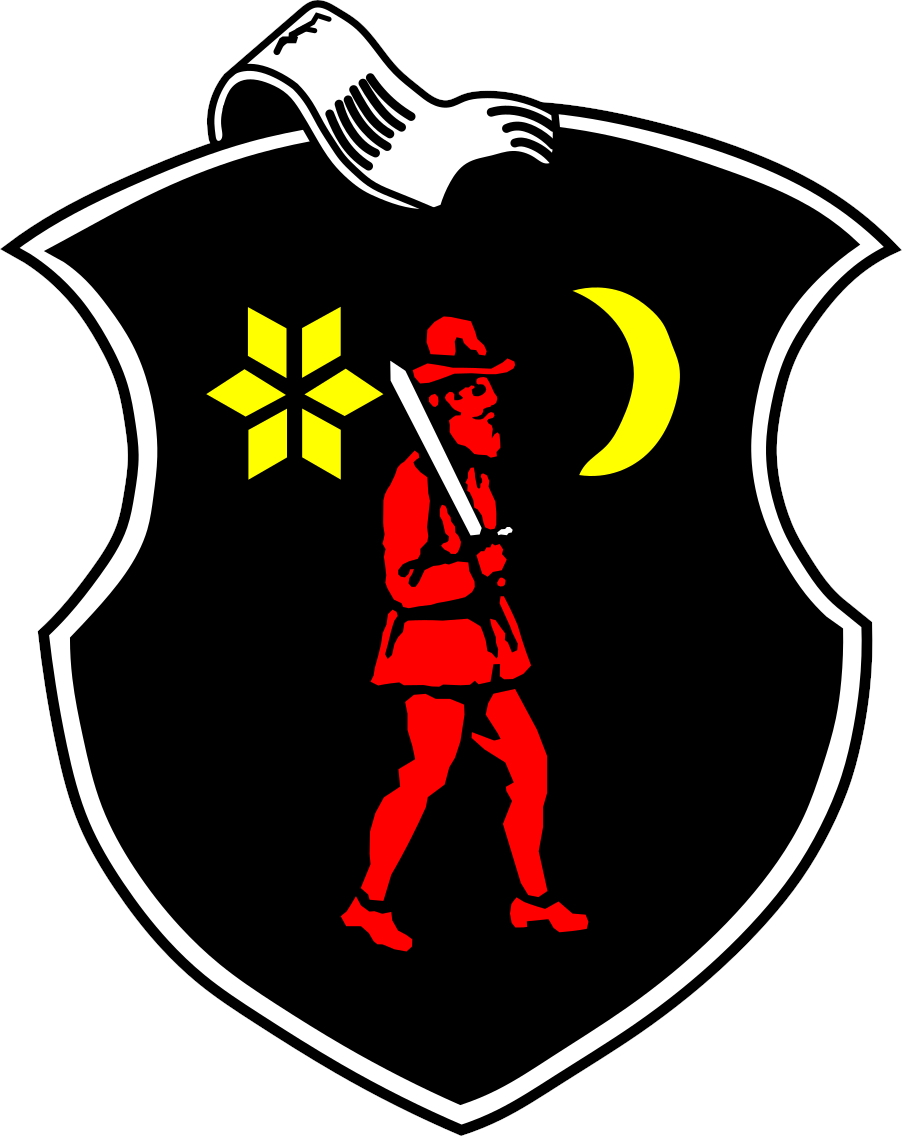
Rottenmann
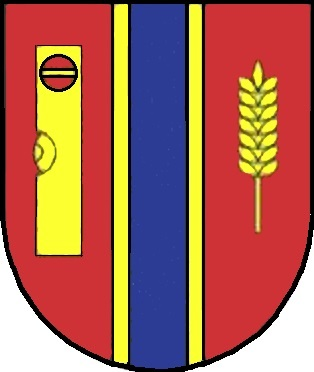
Saifen-Boden
Salla
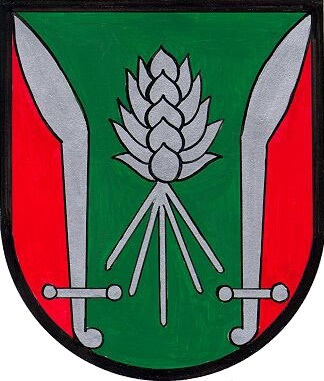
Sankt Anna am Lavantegg
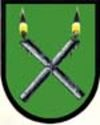
Sankt Blasen
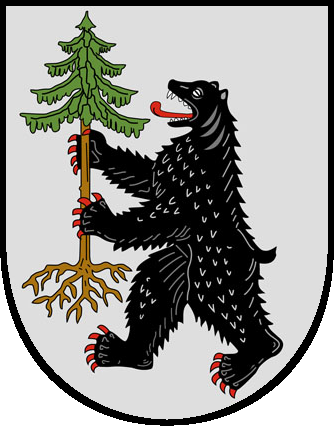
Sankt Gallen (bis 2014)
Sankt Georgen ob Murau
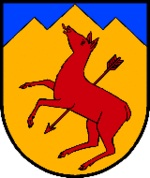
Sankt Ilgen
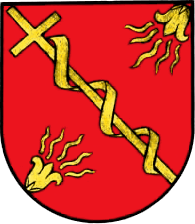
Sankt Johann am Tauern
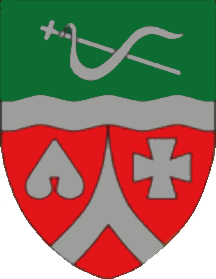
Sankt Johann bei Herberstein
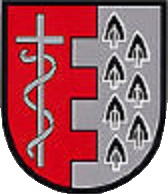
Sankt Johann-Köppling
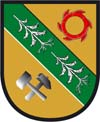
Sankt Katharein an der Laming
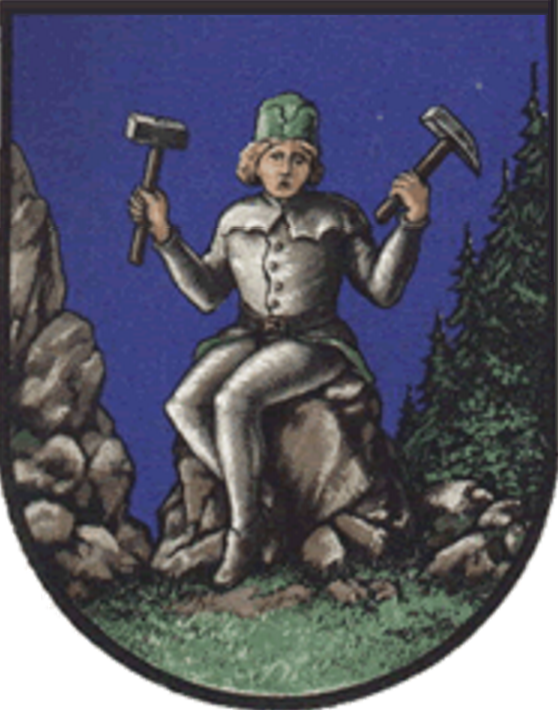
Sankt Lambrecht (bis 2014)
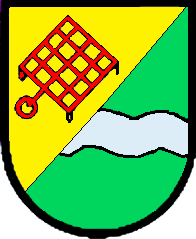
Sankt Lorenzen bei Knittelfeld
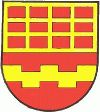
Sankt Lorenzen bei Scheifling
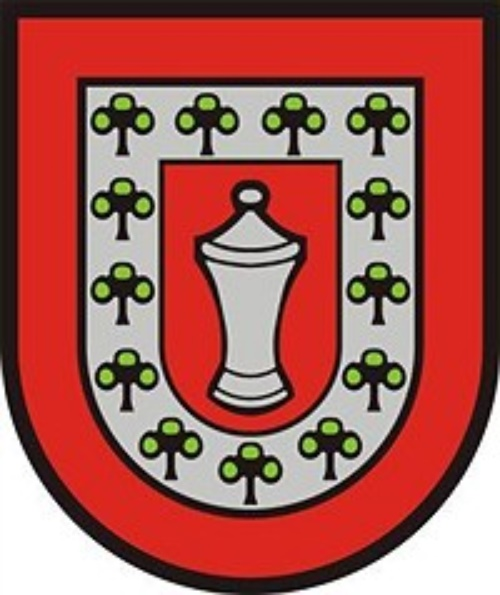
Sankt Magdalena am Lemberg
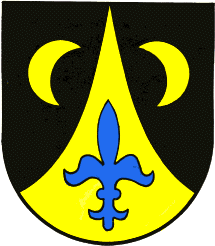
Sankt Marein bei Graz (bis 2014)
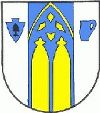
Sankt Marein bei Knittelfeld
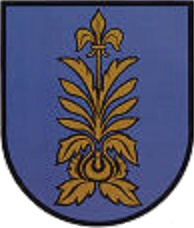
Sankt Marein bei Neumarkt
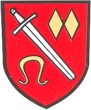
Sankt Martin am Grimming
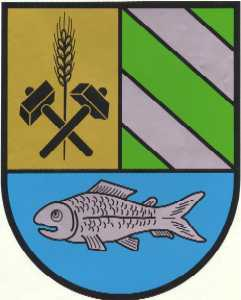
Sankt Martin im Sulmtal (bis 2014)
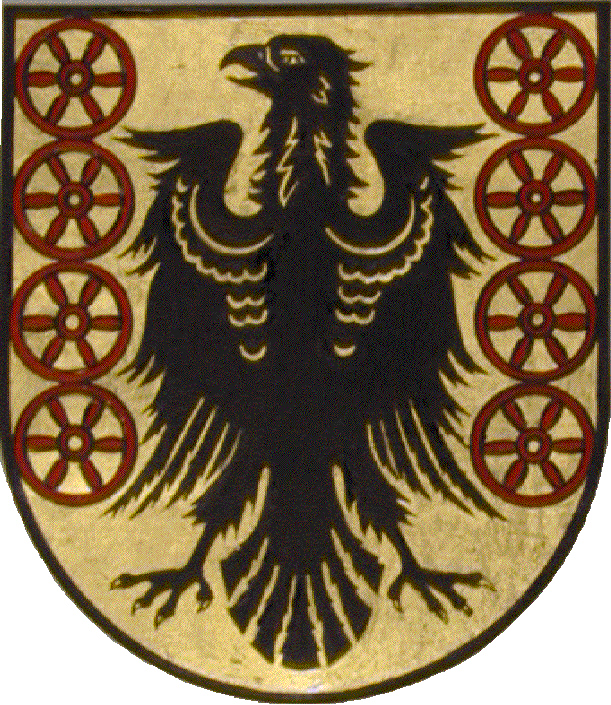
Sankt Nikolai im Sölktal
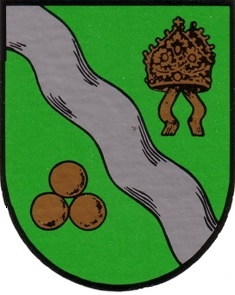
Sankt Nikolai ob Draßling
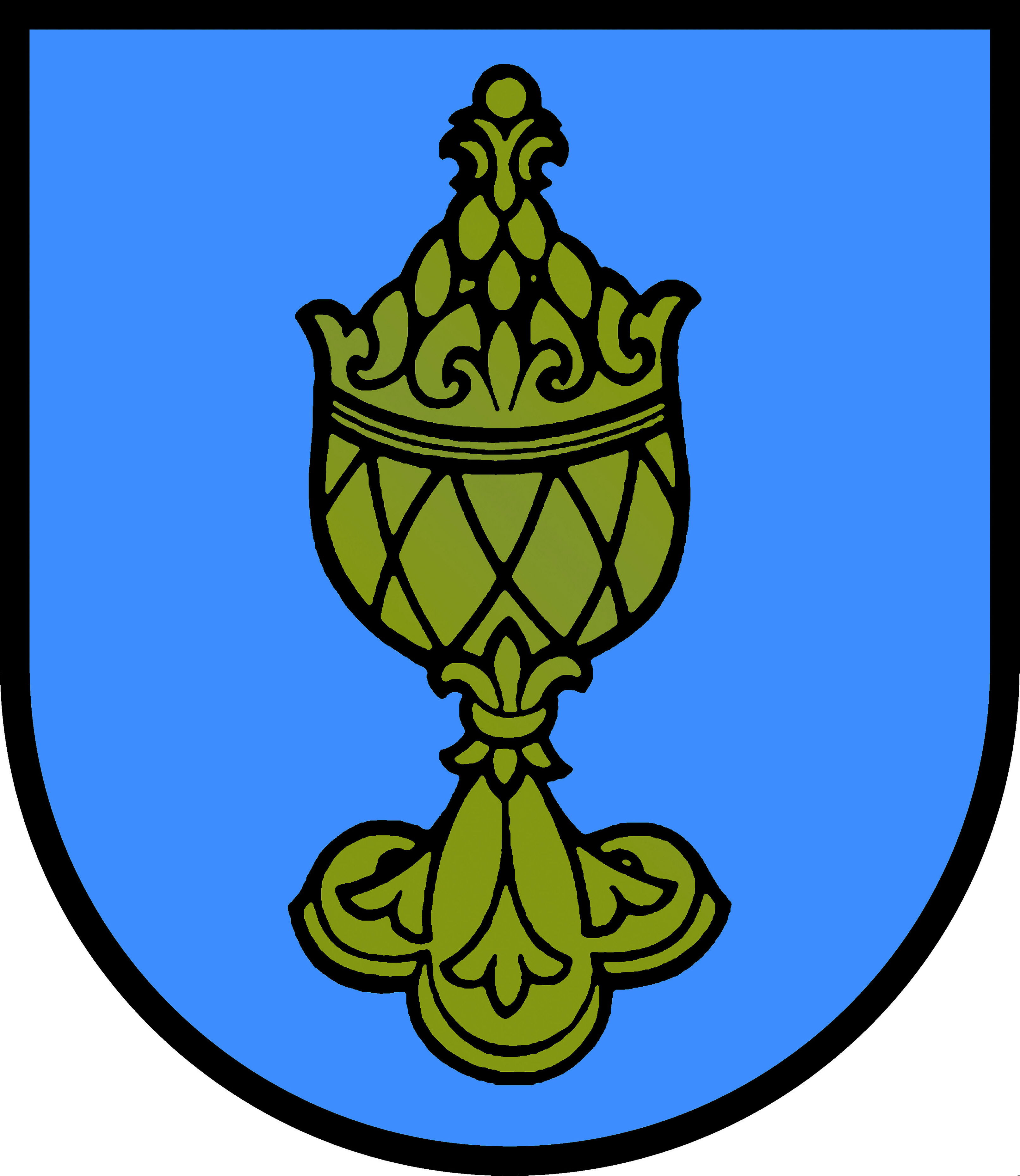
Sankt Oswald ob Eibiswald
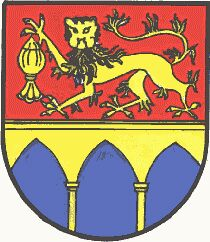
Sankt Oswald-Möderbrugg
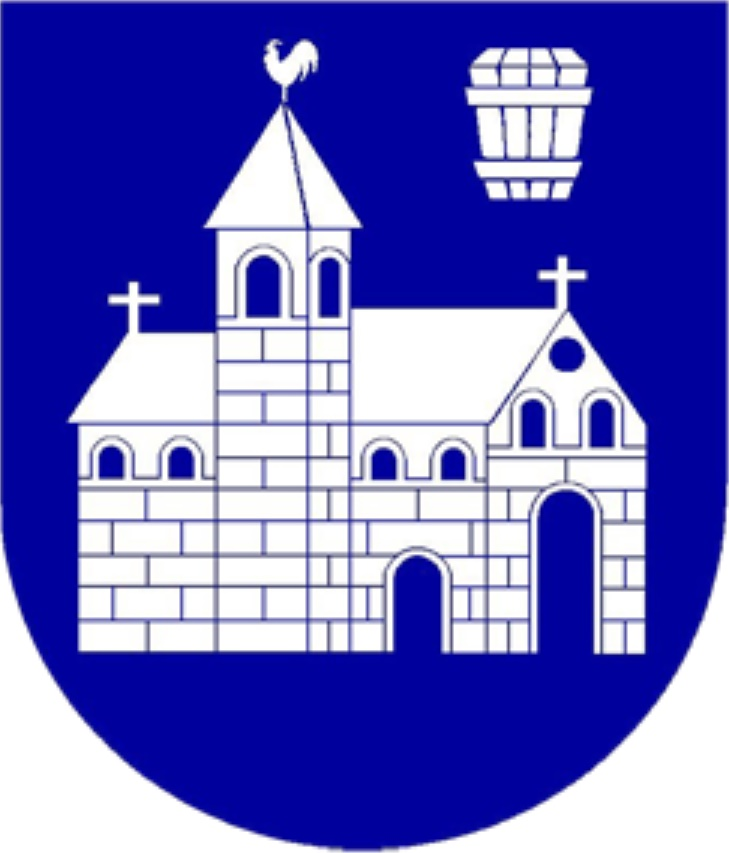
Sankt Ruprecht an der Raab (bis 2014)
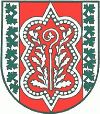
Sankt Ruprecht-Falkendorf
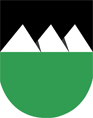
Sankt Sebastian
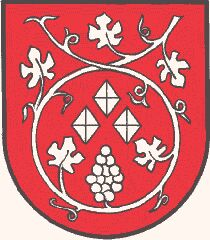
Sankt Stefan ob Stainz (bis 2014)
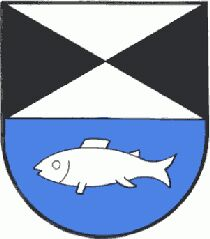
Sankt Ulrich am Waasen
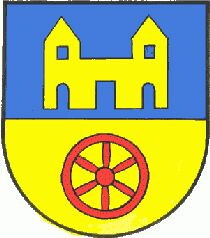
Sankt Veit am Vogau
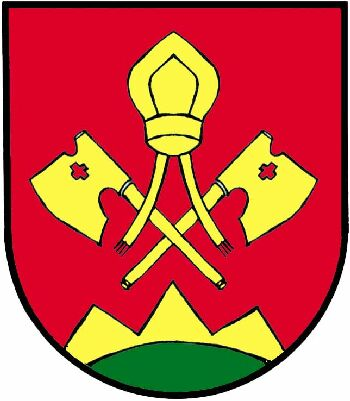
Sankt Wolfgang-Kienberg
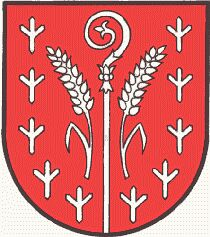
Schachen bei Vorau
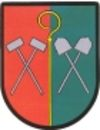
Scheifling (bis 2014)
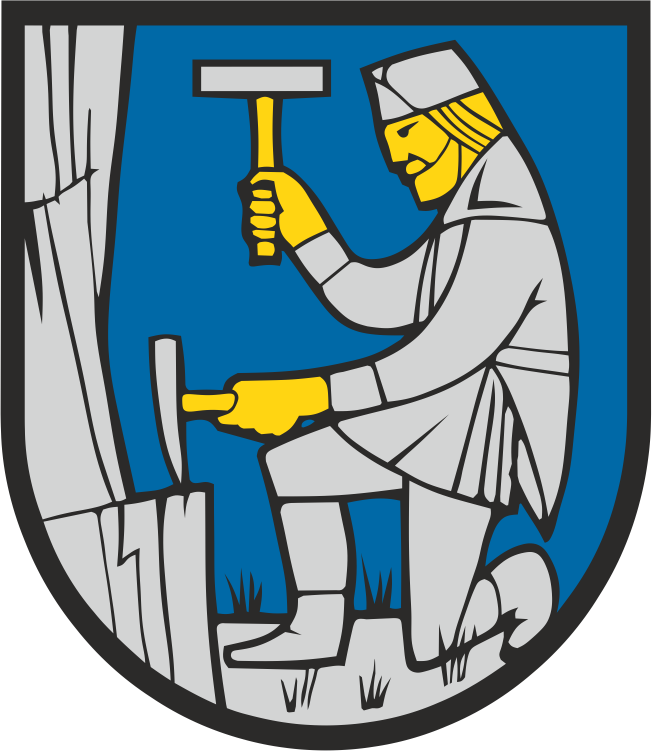
Schladming (bis 2014)
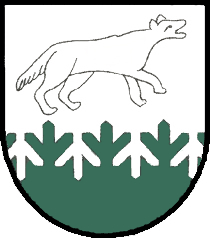
Schlag bei Thalberg
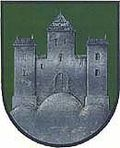
Schloßberg
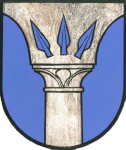
Schönberg-Lachtal
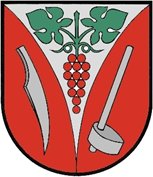
Schönegg bei Pöllau
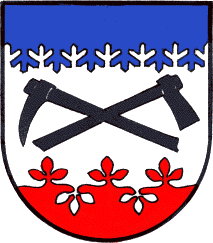
Schrems bei Frohnleiten
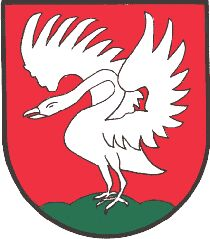
Schwanberg (bis 2014)
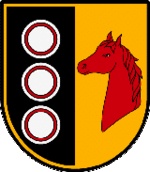
Schwarzau im Schwarzautal
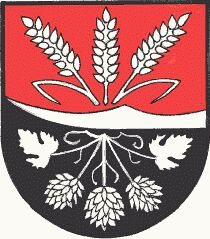
Sebersdorf
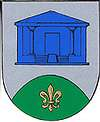
Seggauberg
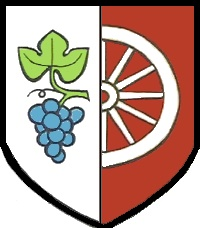
Seiersberg
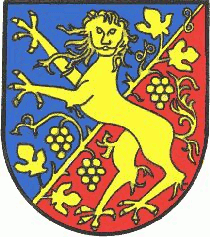
Siegersdorf bei Herberstein
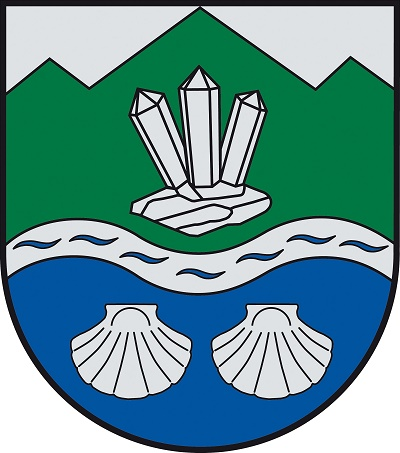
Soboth
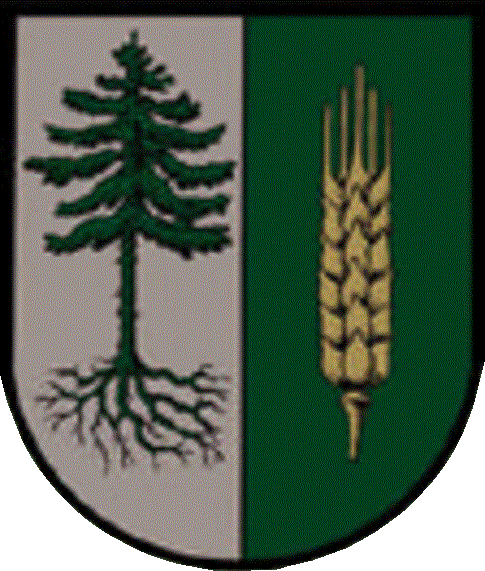
Söchau
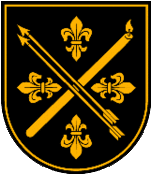
Söding
Södingberg
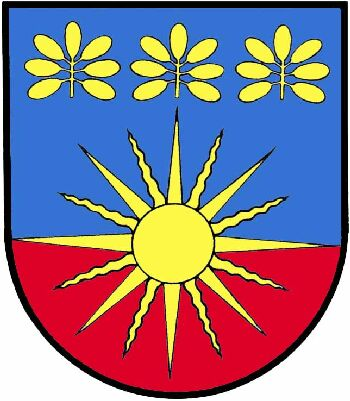
Sonnhofen
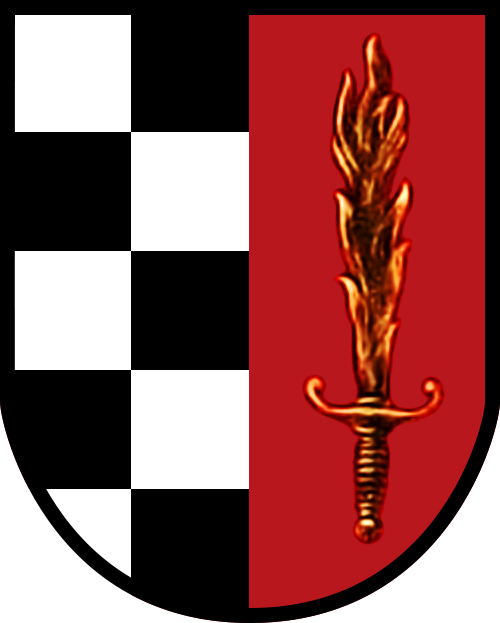
Spielfeld
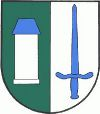
Stadl an der Mur
Stainach
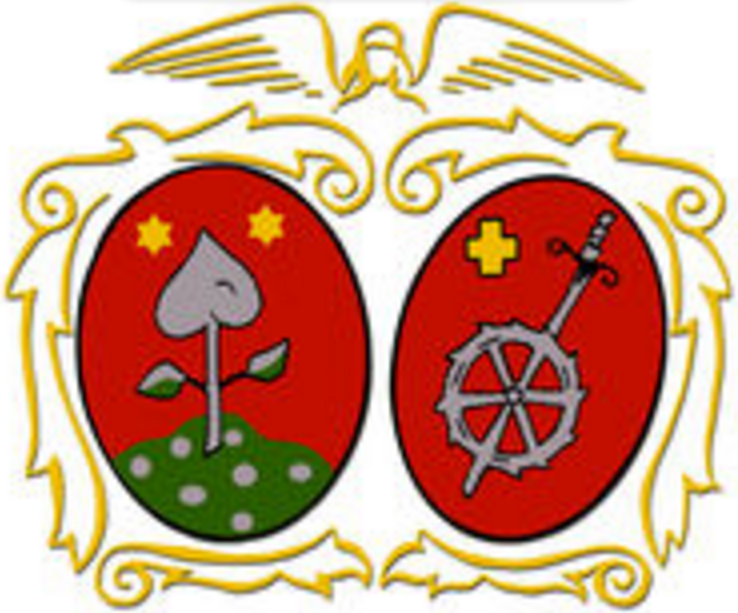
Stainz (bis 2014)
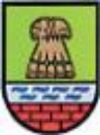
Stainz bei Straden
Stainztal
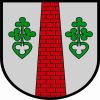
Stallhof
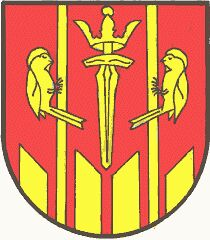
Stambach
Stein
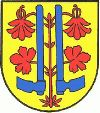
Stenzengreith
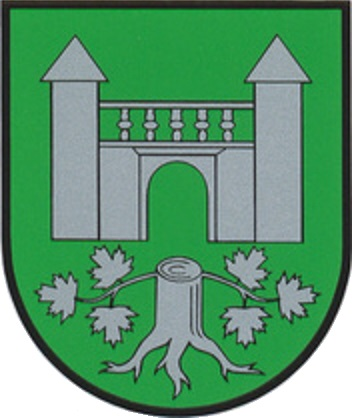
Stocking
Stögersdorf
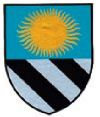
Stolzalpe
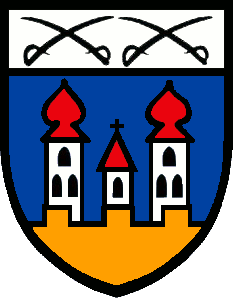
Straden (bis 2014)
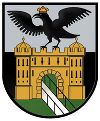
Straß in Steiermark (bis 2014)
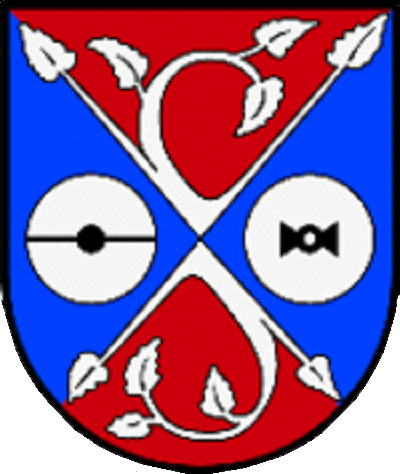
Studenzen
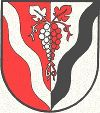
Sulmeck-Greith
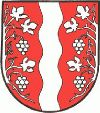
Sulztal an der Weinstraße
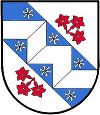
Tauplitz
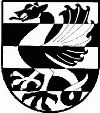
Teufenbach
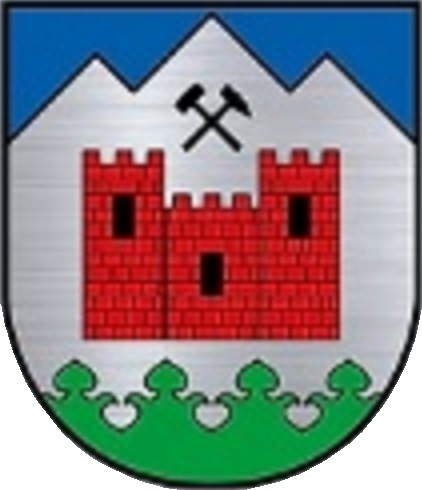
Thörl (bis 2014)
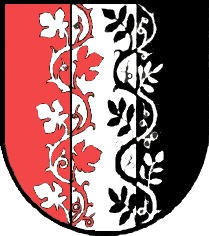
Tiefenbach bei Kaindorf
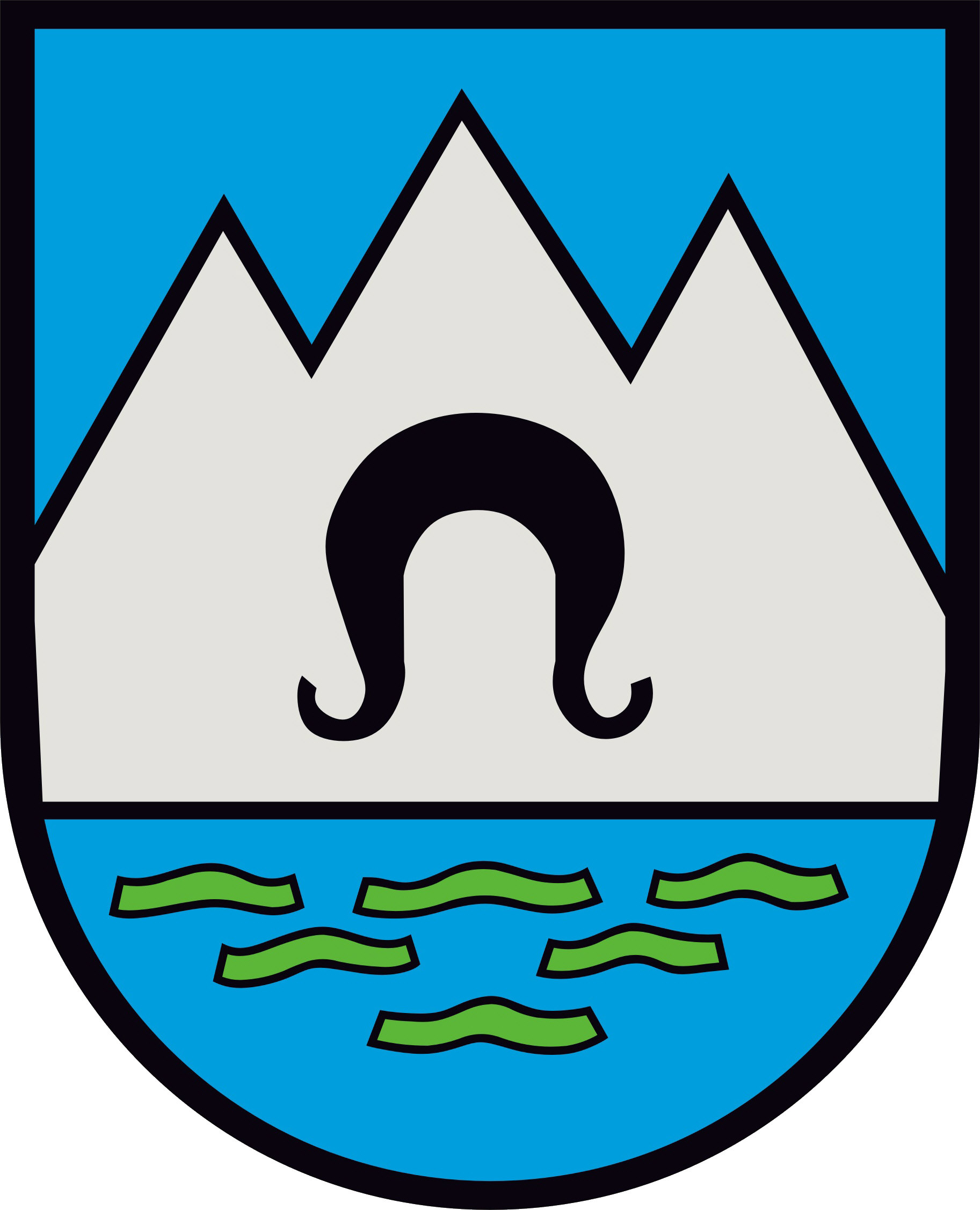
Tragöß
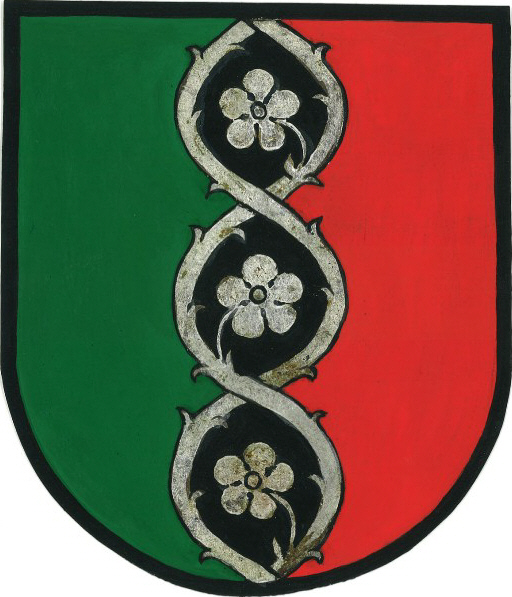
Trahütten
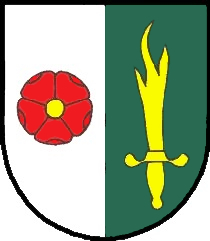
Trautmannsdorf in Oststeiermark
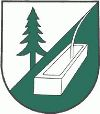
Treglwang
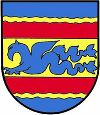
Triebendorf
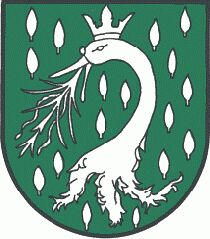
Trössing
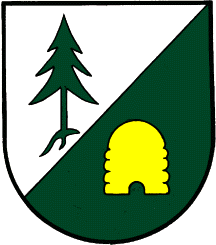
Tulwitz
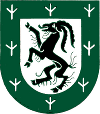
Tyrnau
Übersbach
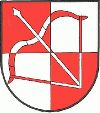
Ungerdorf
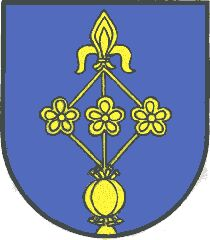
Unterauersbach
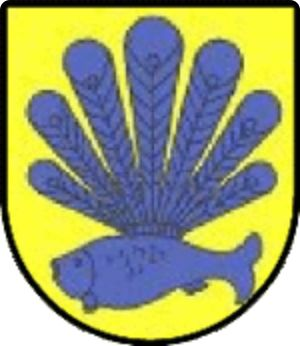
Unterbergla
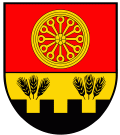
Unterfladnitz
Unterpremstätten
Veitsch
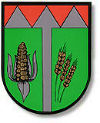
Vogau
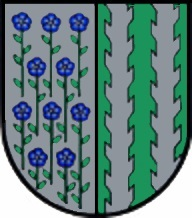
Vornholz
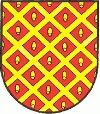
Waisenegg
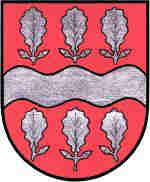
Waldbach
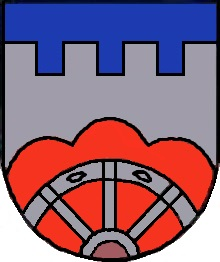
Wartberg im Mürztal
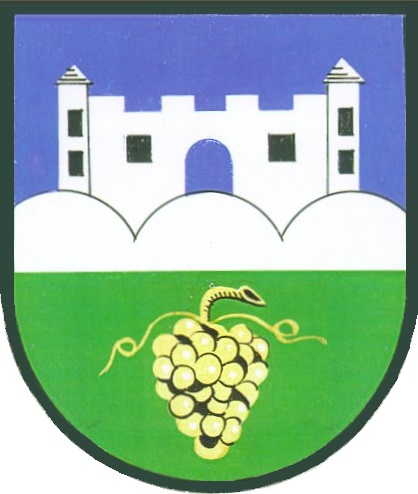
Weinburg am Saßbach
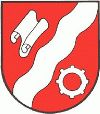
Weißenbach an der Enns
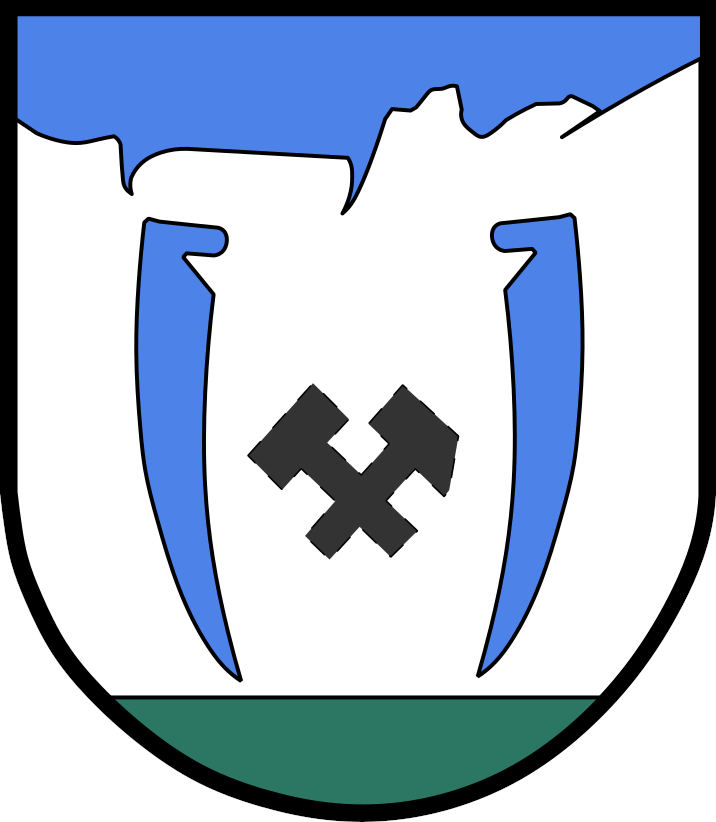
Weißenbach bei Liezen
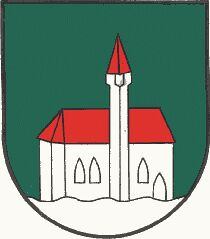
Weißkirchen in Steiermark
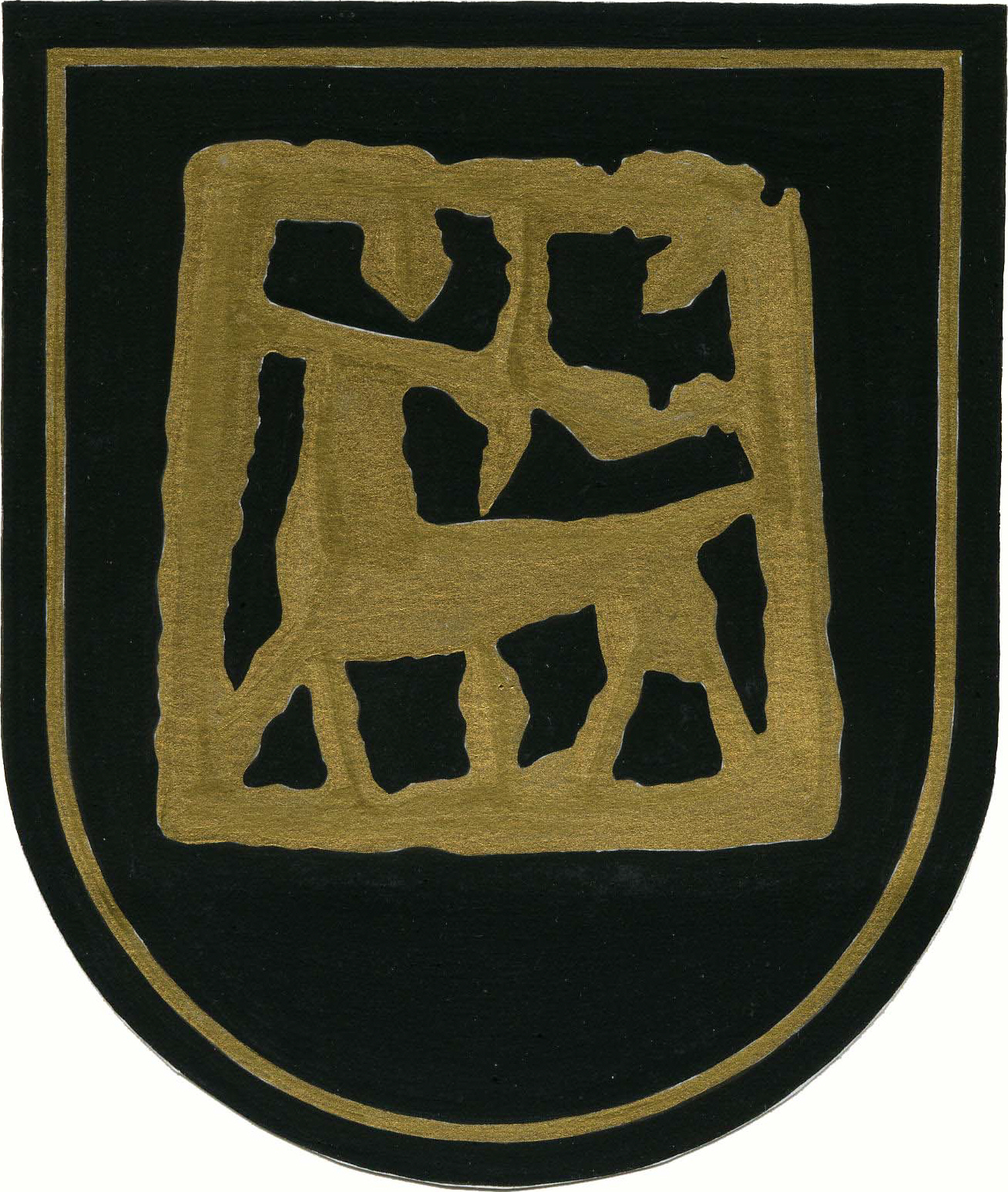
Weitendorf
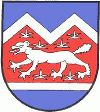
Weng im Gesäuse
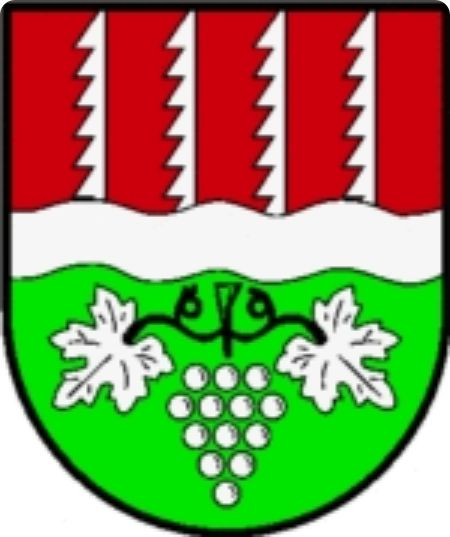
Wernersdorf
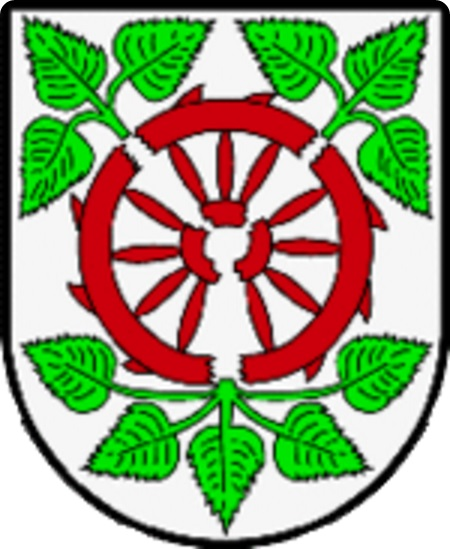
Wielfresen
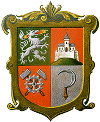
Wies (bis 2014)
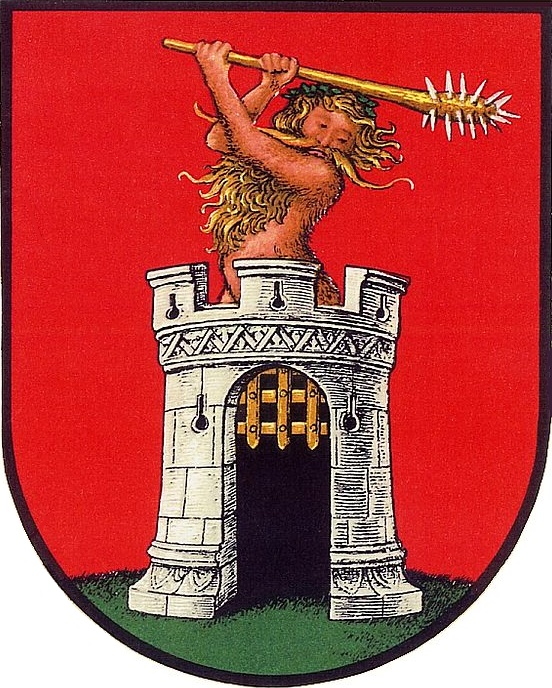
Wildon (bis 2014)
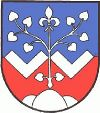
Winklern bei Oberwölz
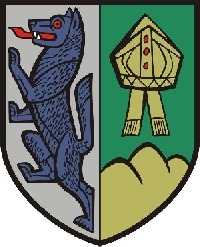
Wolfsberg im Schwarzautal
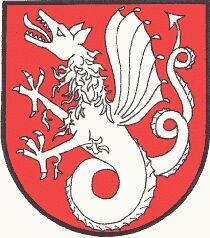
Wörth an der Lafnitz
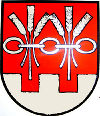
Zerlach
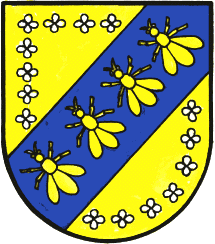
Zettling
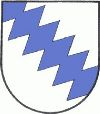
Zeutschach
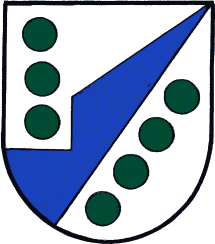
Zwaring-Pöls